# Yosemite National Park
Yosemite National Park ([joʊˈsɛmɨtiː]) is een nationaal park in het oosten van de Amerikaanse staat Californië. Het heeft een oppervlakte van meer dan 3.000 km² en ligt op de westelijke flanken van de centrale Sierra Nevada, in het oosten van Tuolumne, Mariposa en Madera County.
Yosemite National Park werd dankzij de inspanningen van natuurbeschermers als John Muir in 1890 opgericht en was een van de eerste nationale parken van de Verenigde Staten en de wereld. In 1916 kwam het onder beheer van de National Park Service. Sinds 1984 staat het natuurgebied op de Werelderfgoedlijst van UNESCO. Elk jaar trekt het zo'n 4 miljoen bezoekers, waarmee Yosemite het 6e meest bezochte nationaal park van de Verenigde Staten is (2022).
Het natuurpark is beroemd om de Yosemite Valley, een door gletsjers ontstaan dal met granieten rotswanden, waarvan Half Dome en El Capitan de meest herkenbare zijn. U-dalen zoals Yosemite Valley en Hetch Hetchy zijn uitgesleten door schuivend gletsjerijs dat zich tijdens de ijstijden in de Sierra Nevada opstapelde. Verder omvat het park hooggebergte, heldere bergrivieren en watervallen en zeldzame reuzensequoiabossen zoals Mariposa Grove. Yosemite is voor bijna 95% beschermd als wildernisgebied en herbergt een grote biologische diversiteit.

## Geschiedenis

### Geschiedenis in een notendop
Tijdens de eerste helft van de 19e eeuw verkenden uit Europa afkomstige Amerikanen voor het eerst het Sierra Nevada-gebergte en ontdekten ze Yosemite Valley. Deze vallei werd bewoond door de Ahwahnechee, een stam van Sierra Miwok-indianen, die door de kolonisten met geweld uit het gebied werd verdreven.
Door de verspreiding van schilderijen, foto's en artikels in het midden van de 19e eeuw kregen de vallei en de reuzensequoia's bekendheid bij een breed, veelal stedelijk publiek. De keerzijde van deze bekendheid was dat toerisme en commerciële exploitatie de flora, fauna en het landschap van Yosemite almaar meer bedreigden. In de jaren 1850 en 60 groeide de roep om bescherming en in 1864 werden de Yosemite Valley en de Mariposa Grove overgedragen aan de staat Californië. Dat was de eerste keer dat een Amerikaanse overheid betrokken was bij de stichting van een natuurreservaat. In de praktijk bleek het echter moeilijk om Yosemite te beheren en te beschermen, met name door de toename van het toerisme. Het was aanleiding voor natuurvorser en -beschermer John Muir en journalist Robert Underwood Johnson om zich in te zetten voor een verregaande, federale bescherming van Yosemite. Uiteindelijk leidde hun campagne op 1 oktober 1890 tot de oprichting van Yosemite National Park. De Yosemite Valley en Mariposa Grove bleven wel in handen van de staat Californië. Pas in 1906, nadat Muir en anderen president Theodore Roosevelt overtuigden, werden de verschillende delen samengevoegd. Ondanks het hevige verzet van natuur- en milieubeschermers, besloot de overheid niet veel later tot het bouwen van een dam in de Hetch Hetchy Valley, in het noordwesten van Yosemite. De natuur- en milieubeschermers slaagden er wel in om in 1916 het beheer van de nationale parken onder te brengen bij een nieuw federaal agentschap, de National Park Service.
In de eeuw die volgde nam het aantal toeristische voorzieningen in het park sterk toe en na de Tweede Wereldoorlog steeg het aantal bezoekers exponentieel. Door de vele toeristen moesten extra beschermingsmaatregelen genomen worden om de kwaliteit van het park in stand te kunnen houden. Zo werd in 1964 een groot deel van het hooggebergte beschermd als wildernisgebied. Daarnaast startten de beheerders een programma voor ecologisch herstel van Yosemite's waterlopen.

### Vroege geschiedenis

#### Inheemse bevolking
Yosemite werd vermoedelijk 8000 à 10.000 jaar geleden voor het eerst door de mens als jachtgebied gebruikt. De eerste nederzettingen kwamen er zo'n 3000 à 4000 jaar geleden, toen indianen zich in de Yosemite Valley vestigden. De voorouders van de Sierra Miwok-indianen arriveerden vermoedelijk 2000 jaar geleden in de Sierra Nevada. De Miwok leefden voornamelijk in de uitlopers, de zone tussen de Central Valley en het gebergte; hun verblijf in de Sierra Nevada was seizoensgebonden. Pas toen uit Europa afkomstige kolonisten zich in de Central Valley vestigden, nam de bevolkingsdichtheid in het gebergte toe.

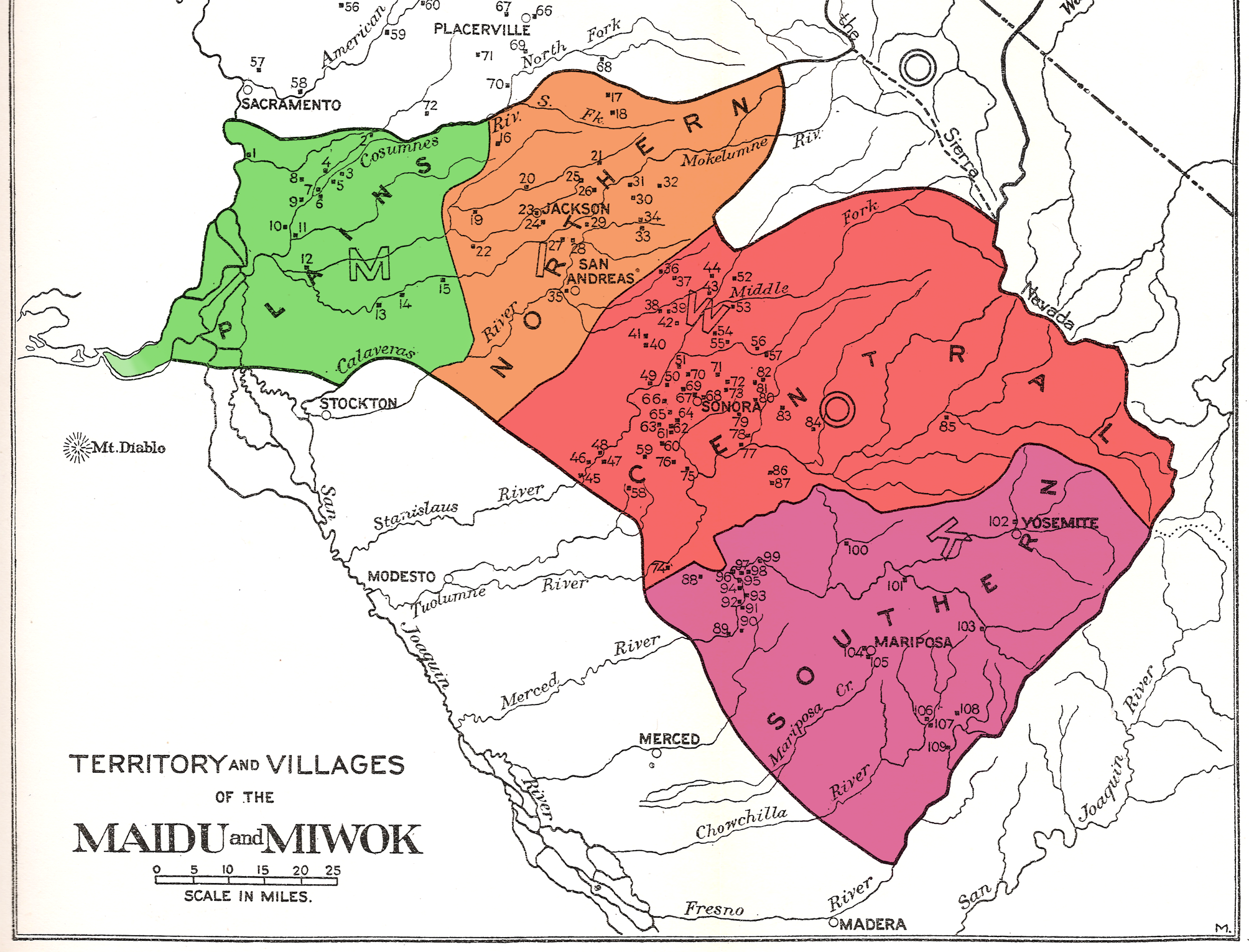
Kaart van het traditionele leefgebied van de Plains and Sierra Miwok. Yosemite, dat de Miwok zelf 'Ahwahnee' noemden, is aangeduid als dorp.

Archeologen delen de precolumbiaanse volkeren van Yosemite in drie cultuurperiodes in: de Crane Flat-fase van 1000 v.Chr. tot 500 n.Chr., gekenmerkt door de jacht met speerwerpers en het gebruik van maalstenen; de Tamarack-fase van 500 tot circa 1200, waarin men smallere steenpunten en pijl-en-boog gebruikte, en de Mariposa-fase van 1200 tot het eerste contact met Europese kolonisten. In die laatste periode nam de handel sterk toe in de streek rond Yosemite. Paiute-, Mono- en Miwok-indianen kwamen er handelen en een handelsroute liep over de Mono Pass en door Bloody Canyon naar Mono Lake. Het is waarschijnlijk dat de volkeren ten oosten van de kam van de Sierra Nevada, voornamelijk de Mono, ook in Yosemite kwamen jagen en dat zij bevriend waren met de zuidelijke Sierra Miwok die daar leefden en eveneens op wild joegen. Ten tijde van de eerste Amerikaanse ontdekkingsreizen werd de Yosemite Valley bewoond door de Ahwahnechee (of Ahwahneechee), een stam van zuidelijke Sierra Miwok die een taal uit de Mariposa-dialectengroep sprak. De stamnaam is afgeleid van 'Ahwahnee', wat de naam was voor de Yosemite Valley en 'mond' of 'opening' betekent. De Ahwahnechee deden jaarlijks aan brandcultuur en hielden op die manier de natuurlijke weilanden en de bosjes zwarte eik in stand. Die eiken waren van belang voor de Ahwahnechee, wier voeding voor een groot deel uit eikels bestond. Verder leefde de inheemse bevolking van klaver en bolgewassen in de lente, zaden en vruchten in de zomer, noten en manzanitabessen in de herfst en paddenstoelen in de winter.
De Ahwahnechee zagen hun aantal sterk afnemen toen zij rond 1800 getroffen werden door een ziekte, vermoedelijk pokken. Spaanse ontdekkingsreizigers hadden de ziekte ongewild meegebracht naar Amerika tijdens hun eerste veroveringstochten, waarna misschien wel 90 procent van de inheemse populatie overleed aan pokken en andere ziektes uit de Oude Wereld. De verspreiding over het Amerikaanse vasteland begon in 1520 in Mexico. In de jaren 1770 brak een pokkenepidemie uit aan de Noord-Amerikaanse westkust. De ziekte verspreidde zich gestaag tot in de onherbergzame berggebieden, zoals Yosemite. Nadat de ziekte veel slachtoffers had gemaakt onder de kleine gemeenschap in Yosemite, verlieten de Ahwahnechee de vallei en voegden zij zich bij de Paiute ten oosten van de Sierra Nevada. Rond 1821 keerden zo'n 200 indianen terug, vermoedelijk van verschillende volken en stammen, onder leiding van Tenaya. In de loop van de eerste helft van de 19e eeuw migreerden bovendien verschillende volkeren, verdreven uit de Californische kuststreek, naar de Sierra Nevada. Zij brachten kennis met zich mee over de Spaanse keuken, kleding en technologie. Ook brachten ze kuddes paarden naar de Sierra, waar paardenvlees een nieuwe voedselbron werd.

#### Europese Amerikanen
een pad van de indianen dat langs een vallei leidde, ingesloten door kolossale klippen die misschien wel 3000 voet boven hun basis uitsteken en die ons met verwondering vervulden. Niet veel verder stortte een waterval van een klip onder drie puntige bergtoppen in de vallei en verderop stond een afgeronde berg waarvan de vallei eruitzag alsof ze door een mes was uitgesneden, zoals je een plak brood snijdt, en die Reamer en ik de Rots der Eeuwen noemden.

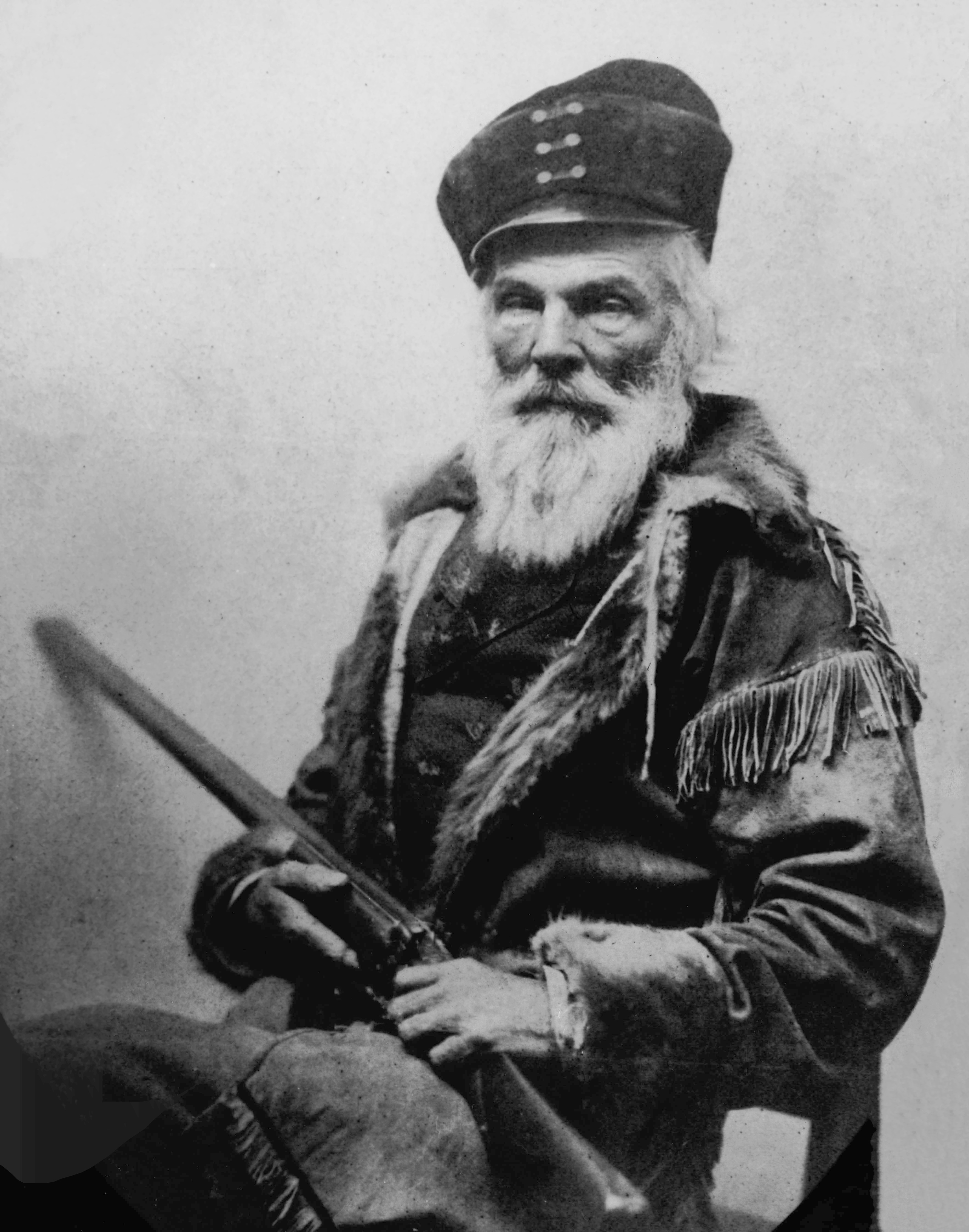
Joseph R. Walker was waarschijnlijk de eerste blanke die de Yosemite Valley aanschouwde.

Hoewel de Spanjaarden beschikten over een keten van missieposten, pueblo's en presidio's langs de Californische kust, verbleven ze nooit lang in het binnenland en bezochten ze de Sierra Nevada niet. Vermoedelijk waren het pelsjagers die als eerste Europese Amerikanen de bergketen aandeden. In 1827 zouden Jedediah Smith en anderen de Yosemite Valley betreden hebben, maar zeker is dat niet. Een groep pelsjagers rond Joseph Reddeford Walker passeerde het gebied in de herfst van 1833. Mogelijk heeft hij de vallei gezien, maar betrad hij ze niet. Zij zouden de eerste blanken geweest zijn die de reuzensequoia's te zien kregen. De eerste blanken van wie het zeker is dat ze Yosemite Valley bezichtigden, waren William P. Abrams en een kompaan, op 18 oktober 1849. Abrams beschrijft nauwkeurig enkele bezienswaardigheden in de vallei, maar het is niet bekend of hij de vallei is ingegaan. Een jaar nadien betrad de eerste Europese Amerikaan de Hetch Hetchy Valley. Landmeters onder leiding van Allexey W. Von Schmidt waren in 1855 de eersten die systematische metingen in Yosemite verrichtten. Zij maten het land op in het oostelijke verlengde van de Diablo Baseline, door Yosemite en tot nabij Mono Lake.
Het deel van de Sierra Nevada dat tegenwoordig onder het nationale park valt, werd lange tijd als een van de minst toegankelijke delen beschouwd. Daar kwam pas in 1848 verandering in toen er in de westelijke uitlopers goud werd gevonden. In de daaropvolgende Californische goldrush namen handel, verkeer en immigratie in de regio exponentieel toe, met desastreuze gevolgen voor de inheemse bevolking, die geveld werd door nieuwe ziektes en die haar natuurlijke hulpbronnen zag verdwijnen.

#### Kolonisten versus Ahwahnechee

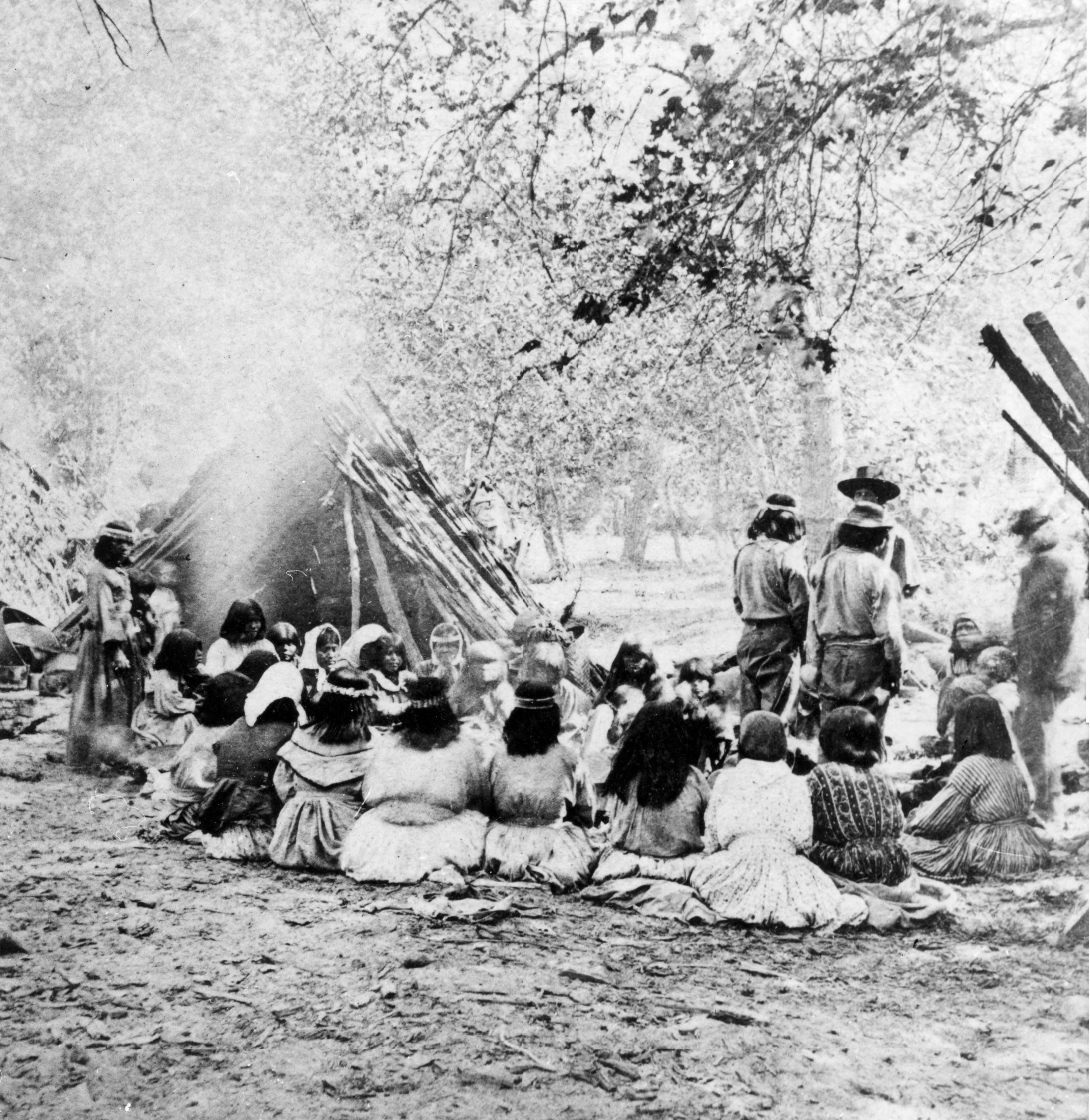
Een groep Miwok-indianen vergadert in de Yosemite Valley (1872).

James Savage, een voormalige militair in de Mexicaans-Amerikaanse Oorlog en een lokaal machthebber, baatte verschillende handelsposten uit in het gebied rond Yosemite. Toen de handelspost van Savage aan de Merced River, zo'n 16 km ten westen van de Yosemite Valley, in december 1850 door indianen werd aangevallen, vormde hij de staatsmilitie Mariposa Battalion. De daaropvolgende jacht op de Ahwahnechee wordt de Mariposa-oorlog genoemd. Aangevoerd door Savage trok het bataljon van 200 man te paard de Yosemite Valley in, op zoek naar de ongeveer evenveel Ahwahnechee onder de leiding van Tenaya. Men ging er – al dan niet terecht – van uit dat de indianen uit Yosemite verantwoordelijk waren voor de aanvallen op de handelsposten. Indianen in heel Californië verzetten zich wanhopig tegen onteigening, uitbuiting en uithongering.
De militie wist de Ahwahnechee gevangen te nemen en hun dorp werd platgebrand. De Ahwahnechee werden naar het Fresno River Reservation geëscorteerd, waarop het Mariposa Battalion ontbonden werd. Met toestemming van de leidinggevenden in het reservaat keerden Tenaya en enkele andere stamleden op eigen houtje terug naar hun vallei. In mei 1852 verklaarden acht mijnbouwers dat zij door Tenaya's strijders waren aangevallen. Als vergelding executeerde het leger zes Ahwahnechee die in het bezit waren van westerse kleren. Daarop vluchtten Tenaya en de zijnen naar het gebied van de Mono-indianen, de stam van Tenaya's moeder. In 1853 keerden ze opnieuw terug, met paarden die ze van de Mono gestolen hadden (en die de Mono van ranchers gestolen hadden). De Mono voelden zich door hun gasten bedrogen, gingen Tenaya achterna en doodden hem en verschillende van zijn stamgenoten. Het einde van Tenaya's stam luidde uiteindelijk het begin in van een conflictloze periode in de Yosemite. Halverwege de jaren 1850 begonnen Europees-Amerikaanse inwoners van Yosemite vriendschap te sluiten met de weinige indianen die er nog woonden.
Het Mariposa Battalion heeft z'n sporen nagelaten in het nationale park. Zo was het Lafayette Bunnell, de dokter in Savages bataljon, die voorstelde de vallei de naam 'Yo-sem-i-ty' te geven. Het woord gaat vermoedelijk terug op het Sierra Miwok-woord 'Yohhe'meti' (in het zuidelijk dialect) of 'Yosse'meti' (centrale dialect), dat 'zij zijn moordenaars' betekent. Bunnell schreef een artikel over de expeditie, maar vernietigde het toen een journalist uit San Francisco zijn ongeloof uitte over de geschatte hoogte van de rotsen. De eerste gepubliceerde beschrijving van de Yosemite Valley verscheen op 20 januari 1854, van de hand van luitenant Tredwell Moore, die het bevel voerde over de legereenheid die verantwoordelijk was voor de executie van de zes Ahwahnechee. Moore hanteerde als eerste de huidige spelling 'Yosemite'.

### Yosemite wordt staatspark

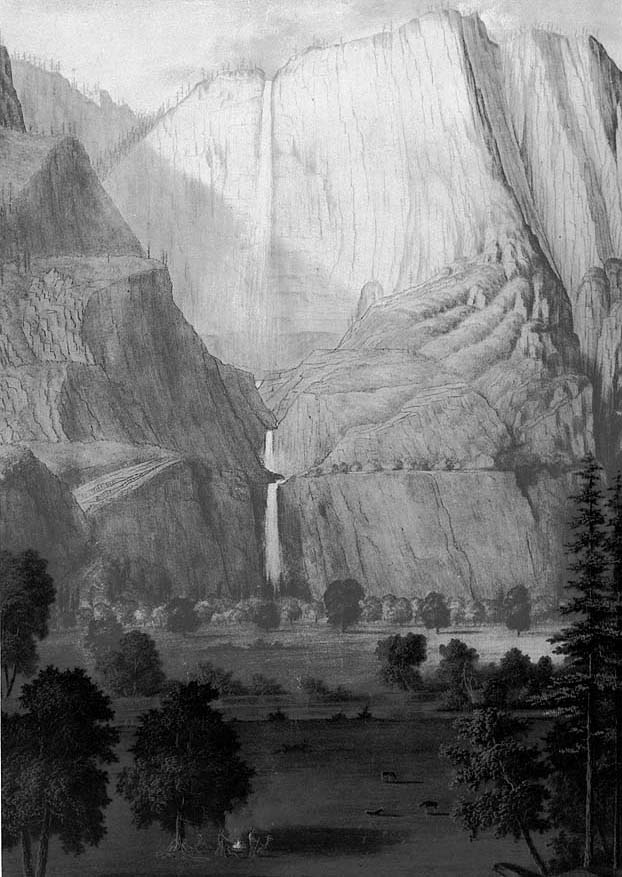
Schets van de Yosemite Falls door Thomas Ayres (1855)

#### Eerste toeristen

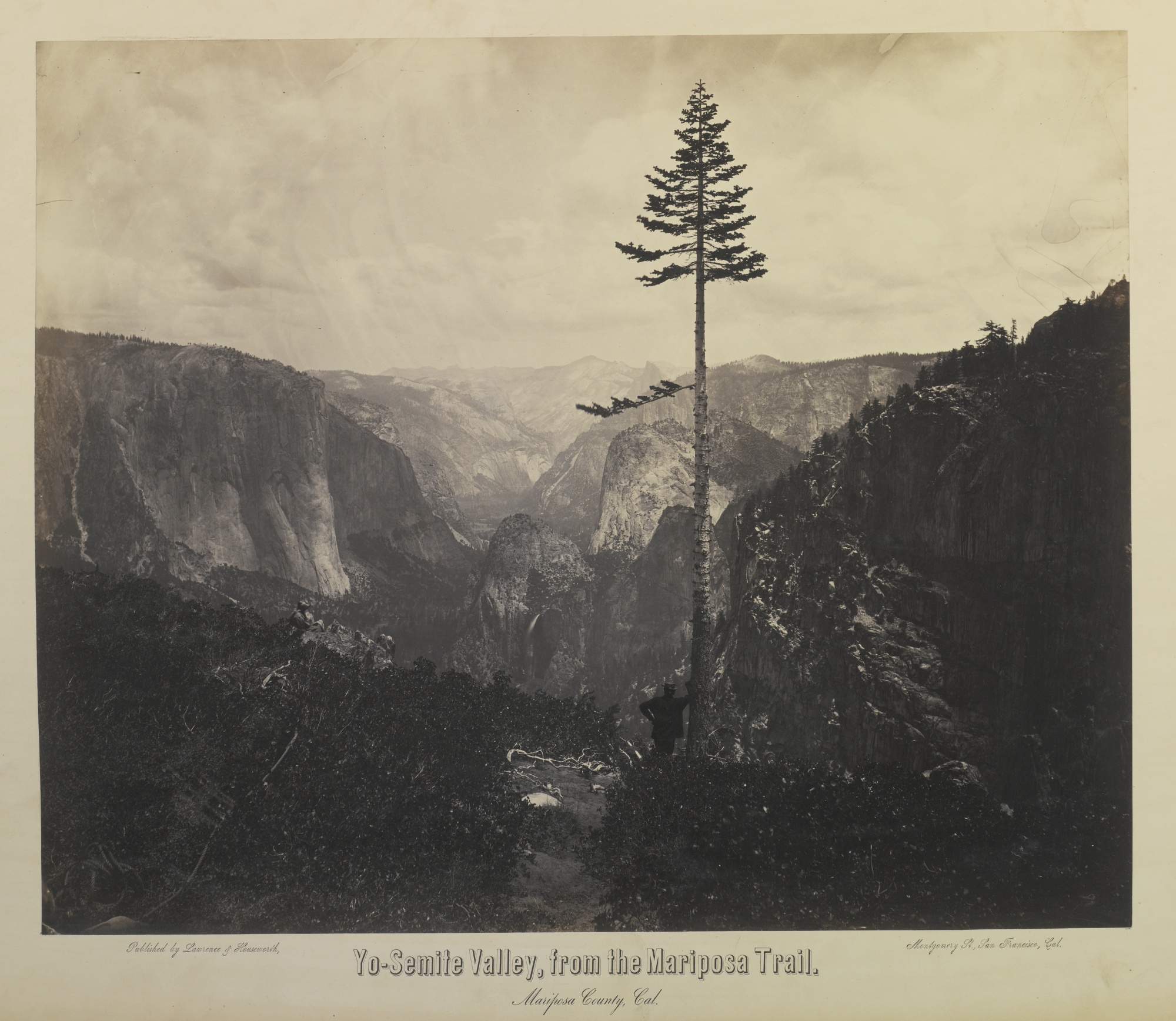
Foto van Yosemite Valley door Charles Leander Weed (1864)

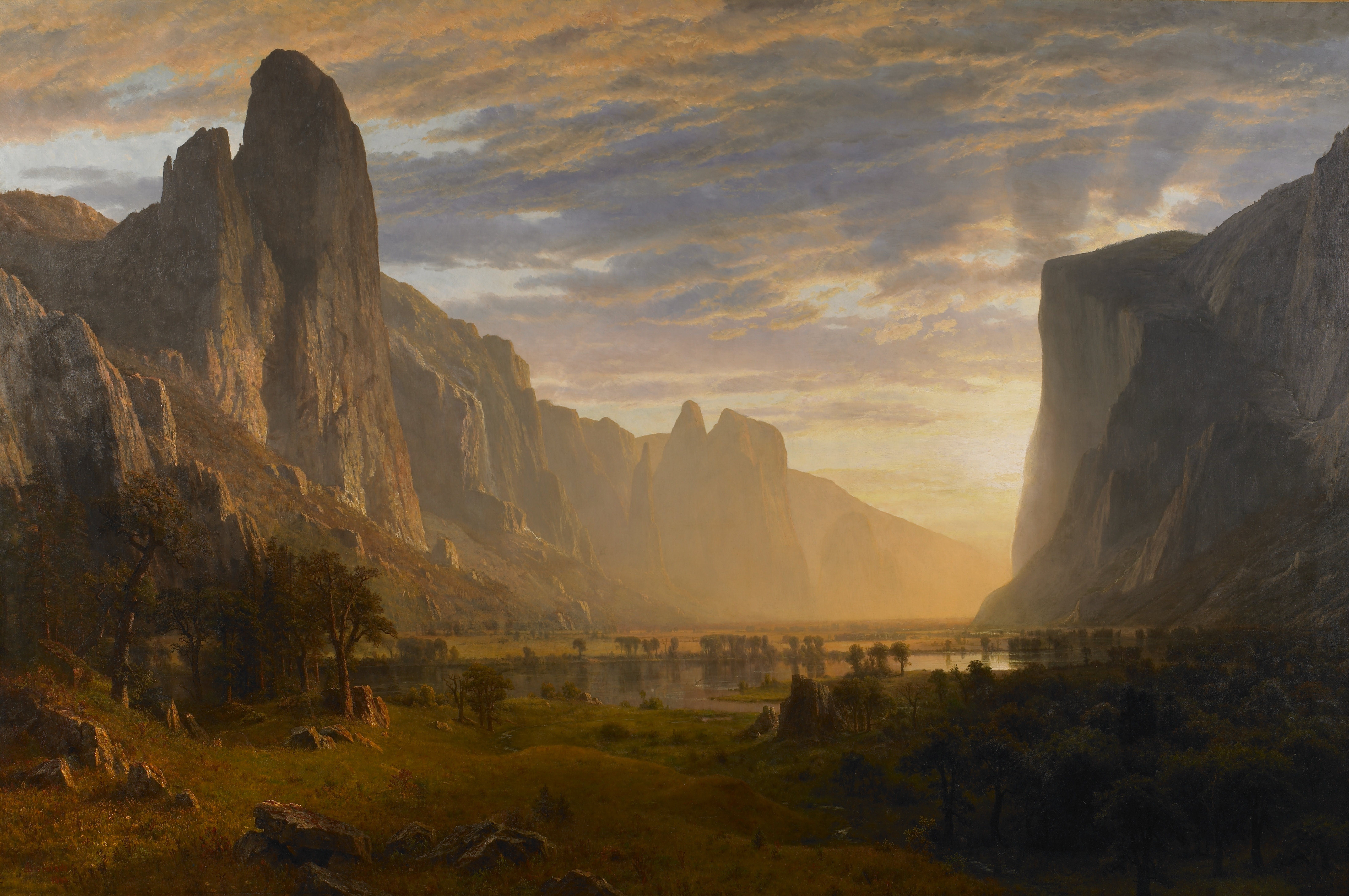
Looking Down Yosemite Valley, California (1865), een schilderij van de romantische kunstschilder Albert Bierstadt

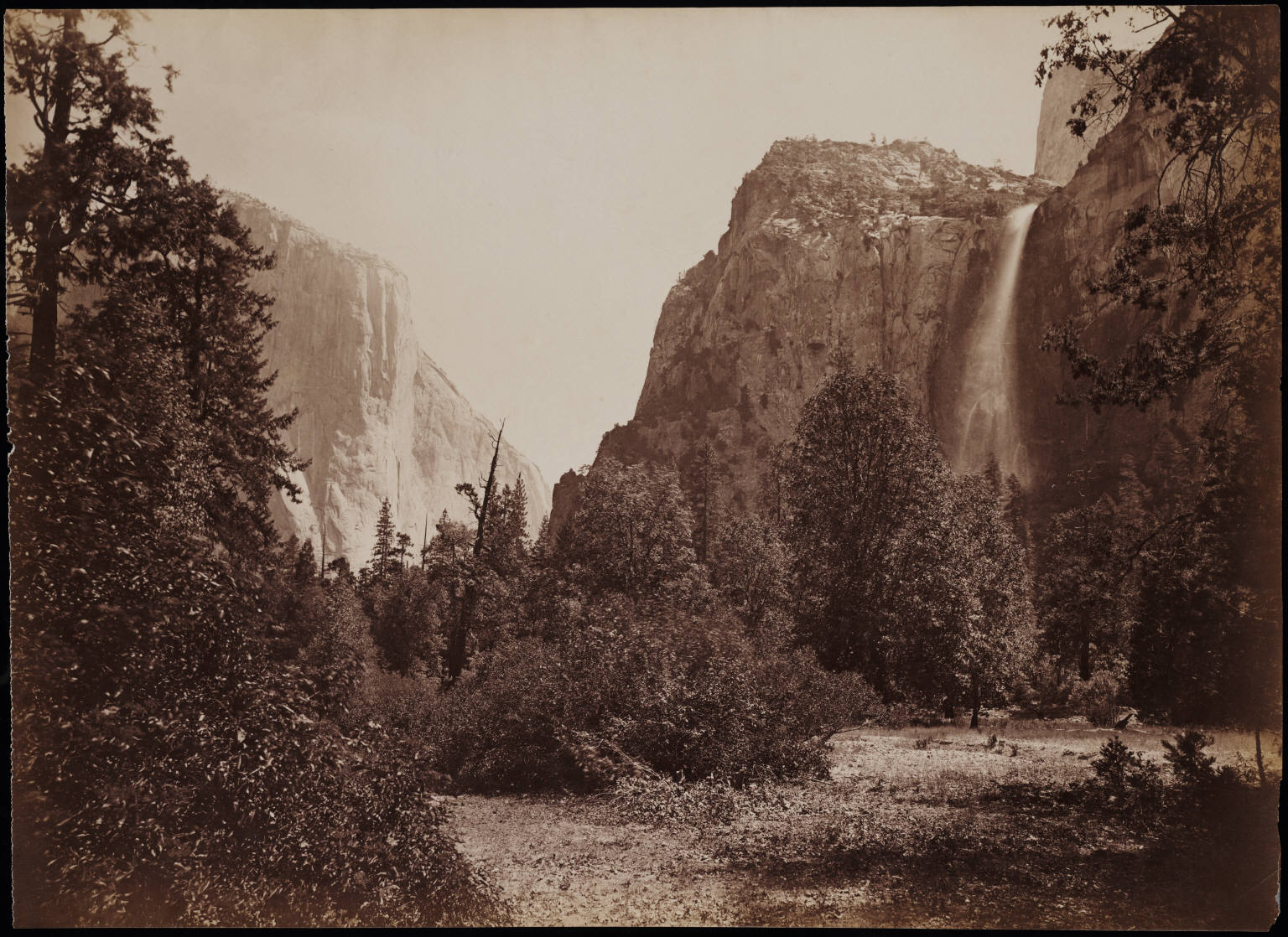
Foto van Bridalveil Fall en El Capitan door Carleton Watkins (ca. 1880)

De verwijdering van de indianen uit de Yosemite Valley en de rust die daarop volgde, lokte de eerste toeristen. In 1855 bezochten 48 niet-indiaanse mensen de Yosemite Valley. Onder hen James Mason Hutchings, een uitgever uit San Francisco, en Thomas Ayres, een kunstenaar. Hun artikelen en schetsen in onder meer de Mariposa Gazette en Hutchings' Illustrated California Magazine in de jaren die volgden gaven het park grotere bekendheid. Ook tentoonstellingen in New York en San Francisco met schetsen en foto's van Hutchings fotograaf Charles Leander Weed droegen hieraan bij. De foto's van Yosemite van zowel Weed als diens collega-fotograaf Carleton Watkins oogstten eveneens lof buiten de Verenigde Staten, onder meer op de Parijse wereldtentoonstelling van 1867.
In 1856 openden Milton en Houston Mann een tolweg naar de Yosemite Valley langs de South Fork van de Merced River. Tot de weg opgekocht werd door Mariposa County, dienden toeristen het toen aanzienlijke bedrag van twee dollar te betalen om de weg (te paard) te berijden. In 1857 streek Galen Clark neer in Wawona, waar hij van de nog relatief onbekende Mariposa Grove met reuzensequoia's een toeristische bestemming maakte. Niet veel later werden een brug en twee hotels gebouwd. In 1876 werd het meer substantiële Wawona Hotel voltooid.
Tijdens de Amerikaanse Burgeroorlog nam de interesse voor het natuurgebied toe. Het kostte evenwel nog relatief grote moeite om Yosemite te bereiken en te bezoeken. Krantenuitgever Horace Greeley, die Yosemite in 1859 bezocht, klaagde over de lange, saaie rit: "Ik zal die uitputtende, eindeloze klim naar de vallei onthouden tot op mijn sterfbed. […] Gelukkig kon ik mijzelf roekeloos van het zadel gooien en er tot de ochtend blijven liggen." De vrouwenrechtenactiviste Elizabeth Cady Stanton was in 1871 niet minder negatief: "Nu en dan schuivend, dan wandelend, stenen en takken vastgrijpend, drinkend van ieder stroompje, met stof bedekt en nat van het zweet, mijn rokken, handschoenen en schoenen versleten – zo worstelde ik vier uur lang tot op het einde, toen ik op het gras ging liggen en in slaap viel, volledig uitgeput." Dat men, zoals een journalist van de Overland Monthly in 1886 schreef, van alle bezienswaardigheden in Yosemite vanuit een wagen kon genieten, was mooi meegenomen voor de eerste generaties toeristen. Als gevolg van de door Earl Pomeroy beschreven verandering in houding ten opzichte van de natuur aan het einde van de 19e eeuw, gingen bezoekers almaar meer kamperen en genieten van de wilde natuur.

#### Yosemite Grant
Tegelijkertijd daagde het besef dat de kwaliteit van Yosemite langzaam verloren ging, door houthakkers die reuzensequoia's velden, door kuddes schapen die bergweiden vernielden, en door de commercialisering van het opkomende toerisme. De roep om bescherming werd versterkt door een pijnlijk voorval uit 1852-1854. Twee zakenlieden hadden een deel van de bast van een reuzensequoia verwijderd om het in Londen tentoon te stellen. Vervolgens werd de boom ziek. Thomas Starr King, een unitaristische predikant, was in 1860 een van de eersten die de negatieve gevolgen van de groeiende economische activiteiten in de regio vaststelden. King riep op om van Yosemite een openbaar park te maken. Zijn brieven, uitgebracht in 1860 en 1861, werden gelezen en becommentarieerd door schrijvers als Oliver Wendell Holmes sr. en John Greenleaf Whittier. Landschapsarchitect Frederick Law Olmsted voelde zich door Kings brieven genoodzaakt Yosemite in 1863 te bezoeken. Olmsted, medeontwerper van Central Park in New York, zou later een belangrijke woordvoerder van natuurbeschermers in Amerika worden en een voorvechter van Yosemite National Park. Anderen die al vroeg de schade aan Yosemite aan de orde stelden, waren rechter Stephen Johnson Field, plantkundige William Henry Brewer, geologen Clarence King en Josiah Whitney, politieke activisten Jessie Benton Fremont en Israel W. Raymond, dokter John F. Morse en landmeter William Ashburner.

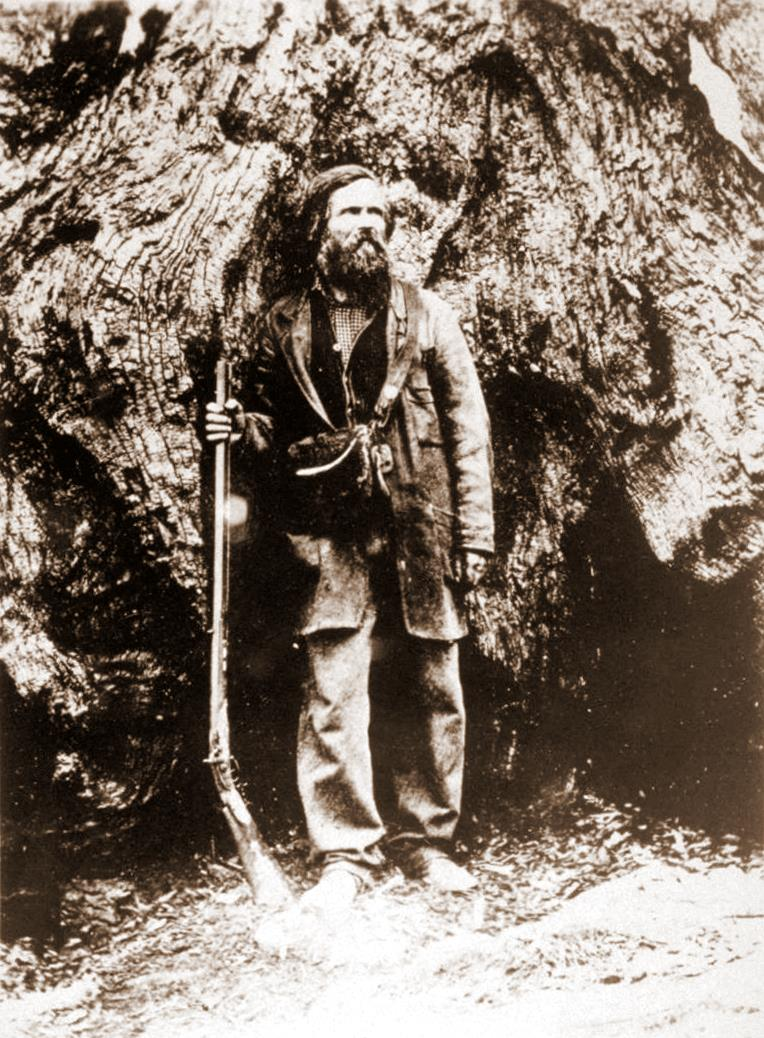
Galen Clark, de eerste opzichter van het staatspark Yosemite. Hier omstreeks 1858-59 door Carleton Watkins gefotografeerd voor de stam van Grizzly Giant.

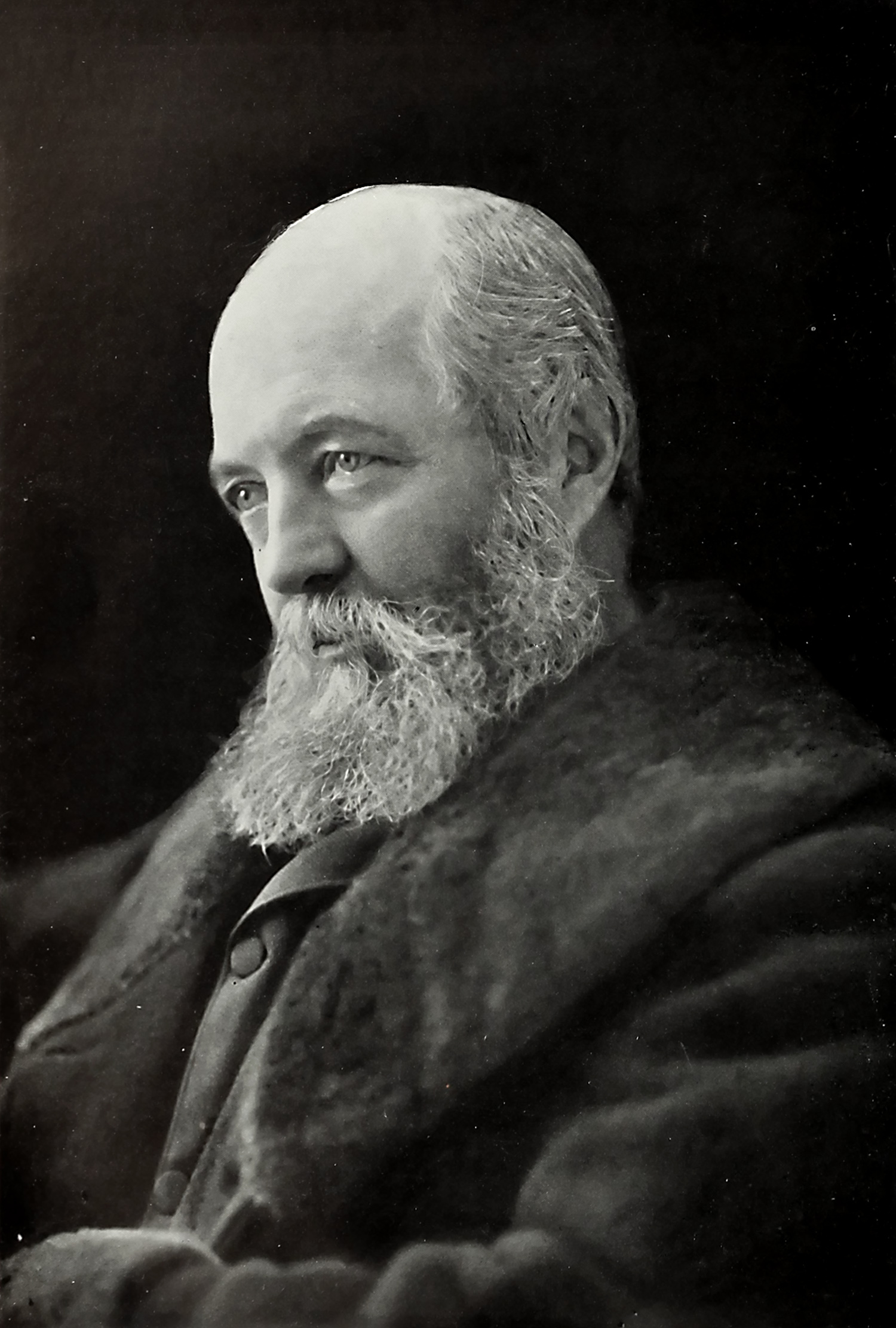
Landschapsarchitect Frederick Law Olmsted werd in 1864 voorzitter van de commissie die de Yosemite Grant beheerde.

Onder druk van onder anderen Thomas Starr King en Olmsted en geholpen door de grote publiciteit en nieuw geologisch onderzoek, besloot de Californische overheid om actie te ondernemen om dit uitzonderlijke stuk landschap en natuur te beschermen tegen verdere exploitatie. Senator John Conness, die in februari 1864 een overtuigende brief had ontvangen van Israel Raymond, diende op 28 maart 1864 een motie in bij de Amerikaanse Senaat om zowel Yosemite Valley als de Mariposa Grove aan de staat Californië af te staan, zodat de staat er een openbaar park van kon maken. Het voorstel genoot de steun van zowel het Huis als de Senaat en de Yosemite Act werd op 30 juni 1864 ondertekend door president Abraham Lincoln. De overdracht werd de Yosemite Grant genoemd. Deze wet betrof 146,14 km² in de vallei en 10,12 km² in de Mariposa Grove en bevatte bepalingen over het gebruik en beheer.
Yosemite werd door de Yosemite Act een soort nationaal park, hoewel het officieel niet zo genoemd werd en het beheer niet bij de federale overheid, maar bij de staatsoverheid kwam te liggen. Het doel van dit kleine en strak afgebakende reservaat was het beschermen van de landschapspracht, niet de fauna en flora. Toch mag het belang van de oprichting van Yosemite niet onderschat worden. In de woorden van historicus Roderick Nash: "Hoewel het reservaatgebied slechts tien vierkante mijl groot was en haar wilde karakter al snel werd aangetast door een bloeiende toeristische sector, vormde de wettelijke bescherming van een deel van het publieke domein om landschappelijke en recreatieve waarden wel een betekenisvol precedent in de Amerikaanse geschiedenis."
De Yosemite Grant kan, als oudste voorbeeld van een ingreep door een centrale overheid om een gebied voor niet-utilitaire doeleinden te bestemmen, gezien worden als het begin van de beweging voor nationale parken in de Verenigde Staten. Het betekende meteen ook het begin van de wereldwijde ontwikkeling van nationale parken. Latere milieuhistorici plaatsten evenwel vraagtekens bij de rol van de Amerikaanse nationale parken in de wereldwijde natuurbescherming. Zo wijzen verschillende auteurs erop dat andere landen tegelijkertijd, los van de Verenigde Staten, hun eigen opvattingen en praktijken over natuurbeheer aan het ontwikkelen waren.
Volgens de Yosemite Act had de gouverneur van Californië de taak het park te beheren, bijgestaan door een commissie van acht onbezoldigde leden, onder leiding van een voorzitter. Gouverneur Frederick Low stelde Frederick Law Olmsted aan als voorzitter. De andere leden waren Clark, Whitney, Ashburner, Raymond, de astronoom E.S. Holden, advocaat Alexander Deering en de stichter van het naar hem genoemde dorpje Coulterville, George W. Coulter. De commissie kwam in 1866 voor het eerst bijeen en stelde Galen Clark aan als parkopzichter. Zijn opdracht was om via patrouilles toezicht te houden en overtredingen te voorkomen, maar ook om infrastructuur als autowegen, wandelpaden en bruggen aan te leggen en de bouw en uitbating van hotels en andere accommodatie te regelen. De commissie achtte het wenselijk dat de parkopzichter de autoriteit had overtreders ter plaatse te arresteren.

#### Beheer en infrastructuur
Al snel bleek dat Clark noch de commissie daadkrachtig konden optreden tegen de aantasting van het natuurgebied. Ze hadden lange tijd niet de wettelijke mogelijkheid om inwoners, de zogenaamde homesteaders, waaronder James Mason Hutchings, uit te wijzen. Deze homesteaders hadden zich vóór de Yosemite Grant in de vallei gevestigd en op grond van de Homestead Act het recht verworven daar te blijven wonen. De Yosemite Act, echter, verbood deze homesteads, maar bood via een soort pacht- of leaseconstructie wel de kans om tien jaar in het park te verblijven. De opbrengsten hiervan zouden naar het beheer van het park gaan. De commissie bood de bewoners, erkentelijk voor hun inzet voor Yosemite, eerst een voordelige regeling aan. Hutchings wees die af, waarop een juridische strijd begon die in 1873 – in het nadeel van de homesteaders – beslecht werd. De staat Californië kende de homesteaders evenwel een vergoeding van in totaal 60.000 dollar toe.

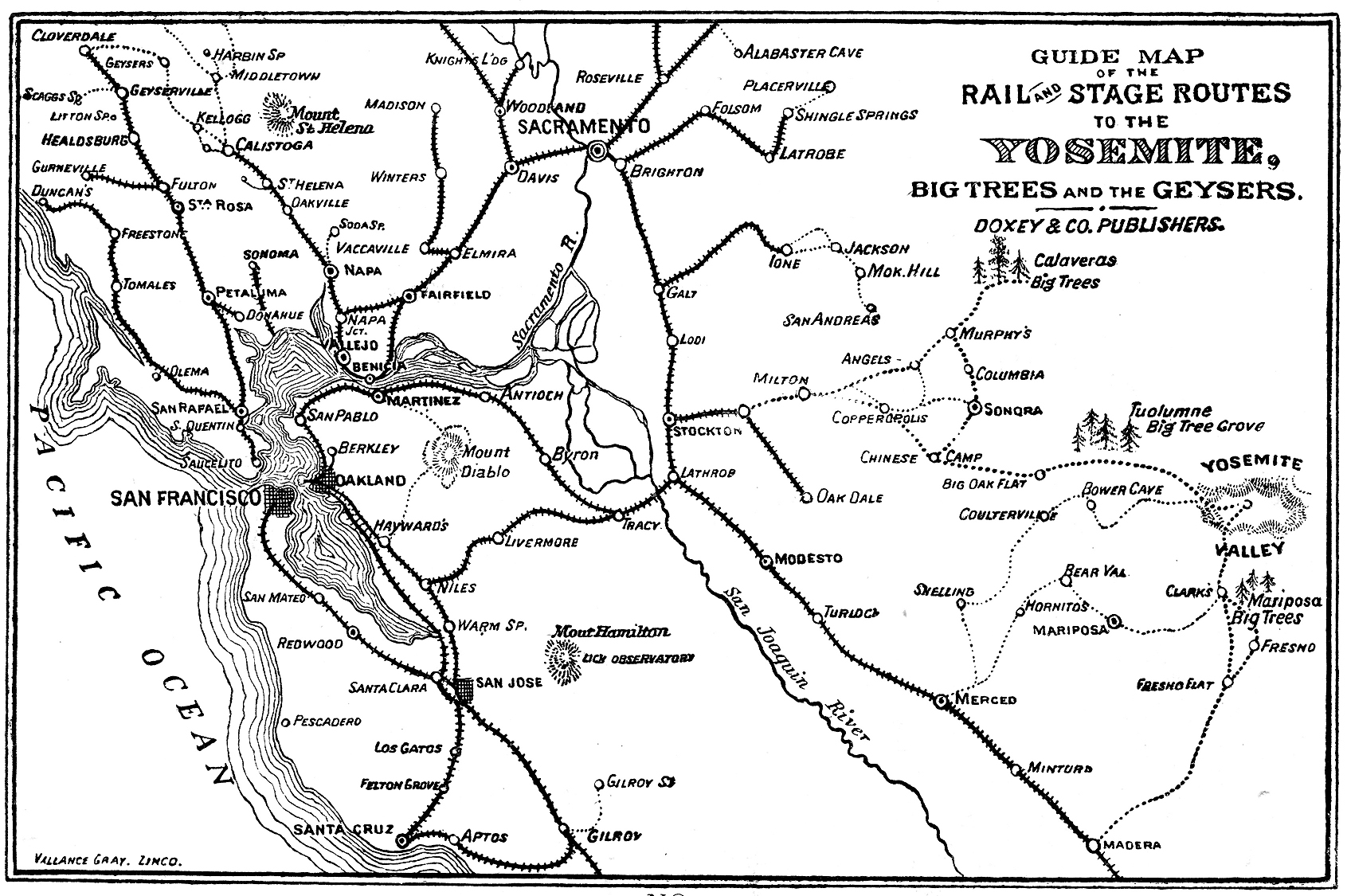
Kaart van de spoorwegen en postkoetsroutes richting Yosemite, anno 1885. Klik om te vergroten.

Een ander probleem was de toenemende vraag naar toeristische accommodatie en gemakkelijker vervoer naar de vallei, als gevolg van de grotere bekendheid van Yosemite als wonder van de natuur. De commissie liet de wegen in de vallei en de paden naar de bezienswaardigheden verbeteren. In eerste instantie verbeterde de commissie de toegangswegen tot de vallei niet, tot ongenoegen van de naburige county's. De meeste toegangswegen waren namelijk erg moeilijk begaanbaar en tijdens de winter en lente werden ze versperd door sneeuw. Huifkarren en wagens konden de vallei niet in. De Yosemite-commissie willigde de wensen van toeristen en uitbaters uiteindelijk toch in. Ze gaf derde partijen het recht om wegen en paden in en rond het park aan te leggen; de kosten waren voor de aannemers zelf, maar die konden ze terugverdienen door tol te heffen. Verder was voorzien dat Californië op elk moment de wegen en paden kon opkopen en tolvrij maken.
De eerste horecaconcessie in Yosemite kwam er in 1884, toen John Degnan en zijn vrouw een bakkerij en winkel openden. Een andere concessiehouder, de Curry Company, werd in 1899 door David en Jenny Curry opgericht. Zij baatten ook Camp Curry uit. Het waren de Curry's die de weigerachtige beheerders van het park wisten te overtuigen om meer en grotere horecaconcessies te verstrekken.

### Naar volwaardige bescherming

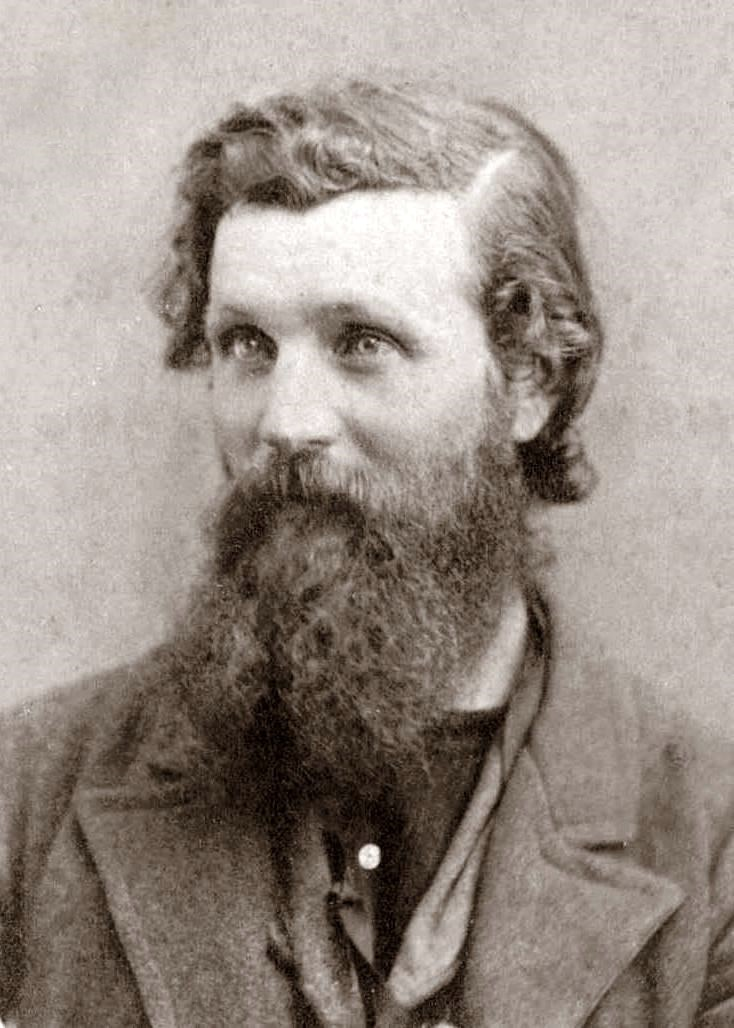
John Muir, hier in 1872, was de eerste natuurvorser die Yosemite wist te waarderen als wildernis. Hij mobiliseerde de Amerikaanse milieubeweging voor de bescherming van wat in 1890 het Yosemite National Park zou worden.

#### Rol van John Muir
John Muir, een Schots-Amerikaanse natuurvorser uit Wisconsin, kwam in maart 1868 naar Californië en verrichtte studies naar de planten, dieren, rotsen en weersomstandigheden in de Sierra Nevada. In 1869 trok Muir voor zijn studie naar Yosemite, hetgeen leidde tot wetenschappelijke en populaire artikels. Zijn eerste artikel, "Yosemite Glaciers", verscheen in december 1871 in de New-York Tribune. Ook hield hij die eerste zomer een dagboek bij dat in 1911 is uitgegeven als My First Summer in the Sierra. Terwijl hij artikels bleef schrijven – die vaak in de regionale Overland Monthly gepubliceerd werden – bezocht hij Yosemite opnieuw en opnieuw. Op die manier droeg ook Muir ertoe bij dat een breed publiek kennis kon maken met Yosemite. Muirs bijdragen waren echter eveneens van wetenschappelijk belang. Zo was hij een van de eersten die de nu algemeen aanvaarde hypothese naar voren schoven dat de spectaculaire valleien van Yosemite gevormd zijn door glaciale erosie. Daarmee ging hij in tegen de visie van de vooraanstaande geoloog Josiah Whitney, die geen hoge dunk had van de amateur Muir.
Ik nodig je uit om samen met mij een maand lang de Natuur te vereren in de hoge tempels van de grootse Sierra Nevada voorbij ons heilige Yosemite. Het zal je niets kosten behalve tijd en ook daar maar heel weinig van, omdat je je vooral in Eeuwigheid zal bevinden.
De vaststelling dat de graslanden overbegraasd werden en dat de reuzensequoia's in een hoog tempo gekapt werden, deden Muir voor een meer verregaande bescherming van het park ijveren. Hij trok in 1871 met verschillende invloedrijke mensen zoals Ralph Waldo Emerson de bergen in om te kamperen en probeerde zijn gasten er vervolgens van te overtuigen om het park nationaal te beschermen. Toen Muir Robert Underwood Johnson, redacteur van The Century Magazine, hiervan wist te overtuigen, had dat grote gevolgen. Johnson gebruikte zijn tijdschrift als spreekbuis voor zichzelf en Muir en lobbyde er in Washington D.C. met veel toewijding en talent voor om Yosemite onder federale bescherming te plaatsen.

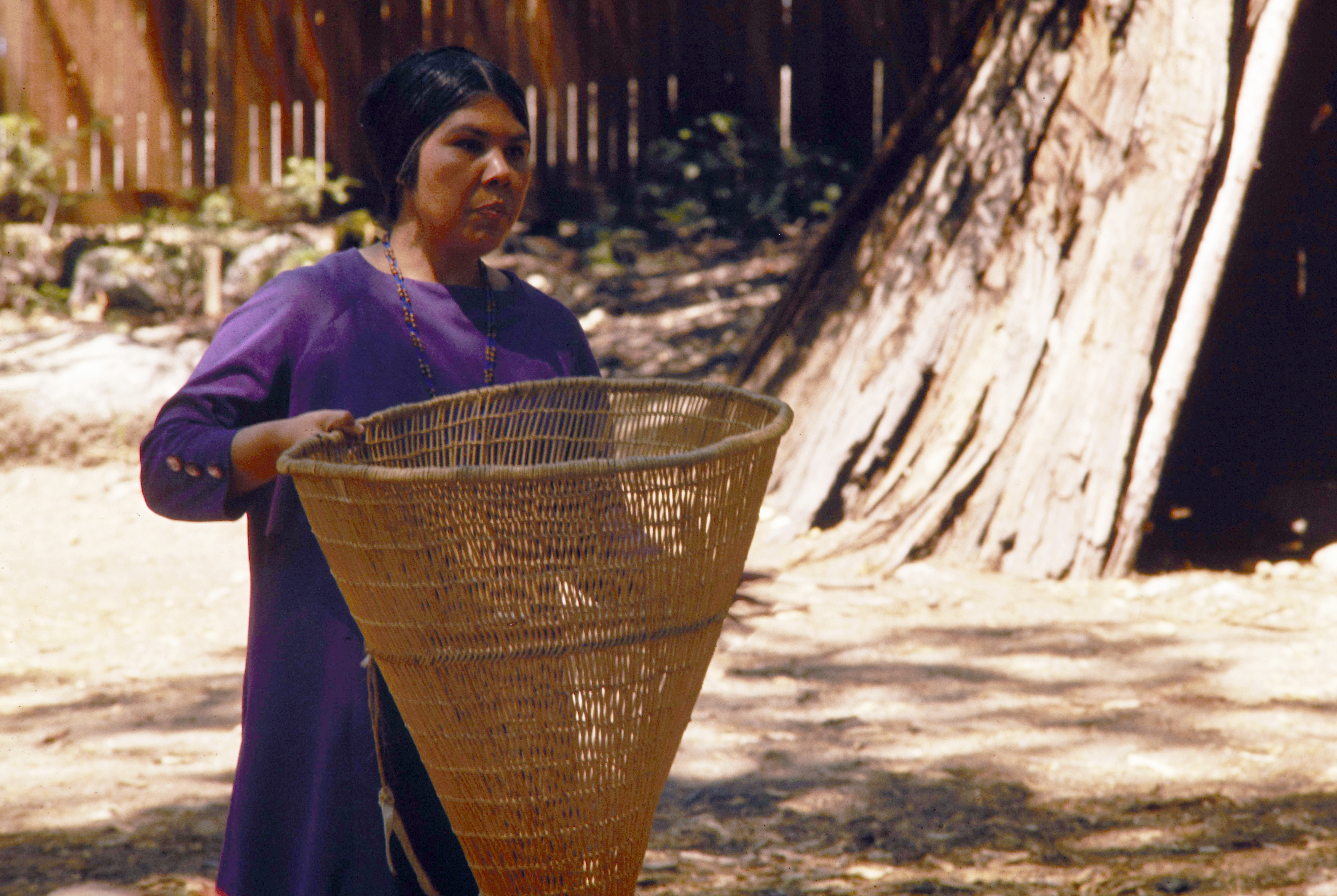
Een indianenvrouw met handgemaakte mand in Yosemite in 1900

Met vereende krachten kregen Muir en Johnson het Congres zo ver: op 1 oktober 1890 werd het Yosemite National Park gesticht. In het Congres had niemand tegen gestemd. De wet voorzag in de bescherming en het behoud van de bomen, grondstoffen en wilde dieren en van de 'mirakels van de natuur' in hun 'natuurlijke toestand'. Muir en Johnson waren echter niet helemaal tevreden: de Yosemite Valley en de Mariposa Grove, de twee grootste trekpleisters, bleven in de handen van de staat Californië. Het nationale park omvatte wel de hogergelegen stroomgebieden van de Merced en Tuolumne – wat Muir erg belangrijk vond. "Je kan Yosemite Valley niet redden," vond hij, "zonder haar bronnen in de Sierra Nevada te redden." De oprichting van Yosemite ging, eveneens op 1 oktober, gepaard met de oprichting van het General Grant National Park (nu het Kings Canyon National Park) en de uitbreiding van Sequoia National Park, dat welgeteld zes dagen daarvoor door het Congres was gesticht. De oprichting van Sequoia National Park kwam er door de inzet van kolonel George W. Stewart, terwijl de wet van 1 oktober 1890 er vooral door Muir kwam. Terwijl Yosemite bij de oprichting expliciet een nationaal park werd genoemd, was dat niet meteen het geval voor Sequoia National Park.

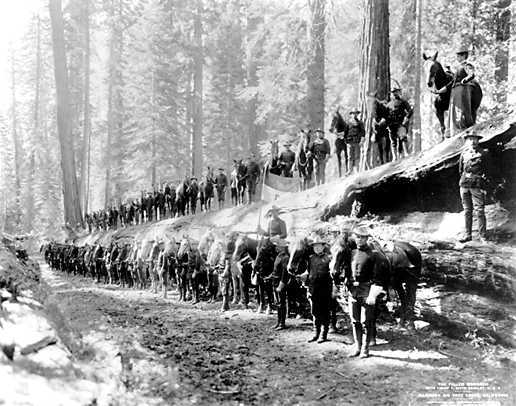
Cavaleristen van het 6e regiment poseren op en voor een omgevallen reuzensequoia.

#### Legerbescherming en eenwording
Het nieuwe nationale park werd vanaf 19 mei 1891 beheerd door de cavalerie van het United States Army. De soldaten bouwden een kamp in Wawona. Kapitein Abram Epperson Wood fungeerde als waarnemend militair opzichter. Van 1899 tot 1913 stationeerden twee troepen van de cavalerieregimenten van het Western Department, waaronder een groep zwarte Buffalo Soldiers, in Yosemite. Zij introduceerden zo de campaign hat, nu bekend als de ranger hat, in de nationale parken.

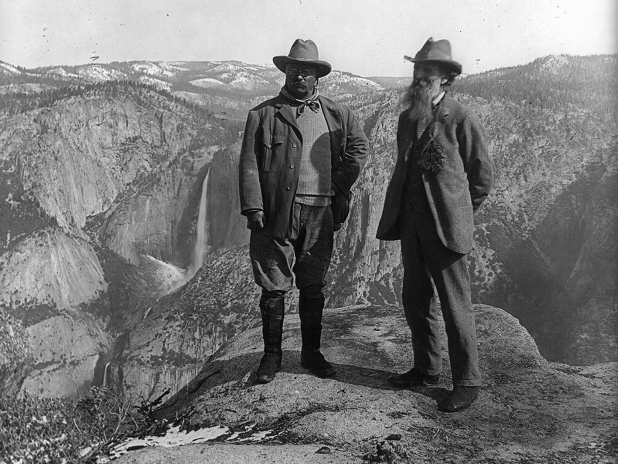
President Theodore Roosevelt met John Muir op Glacier Point circa 1906

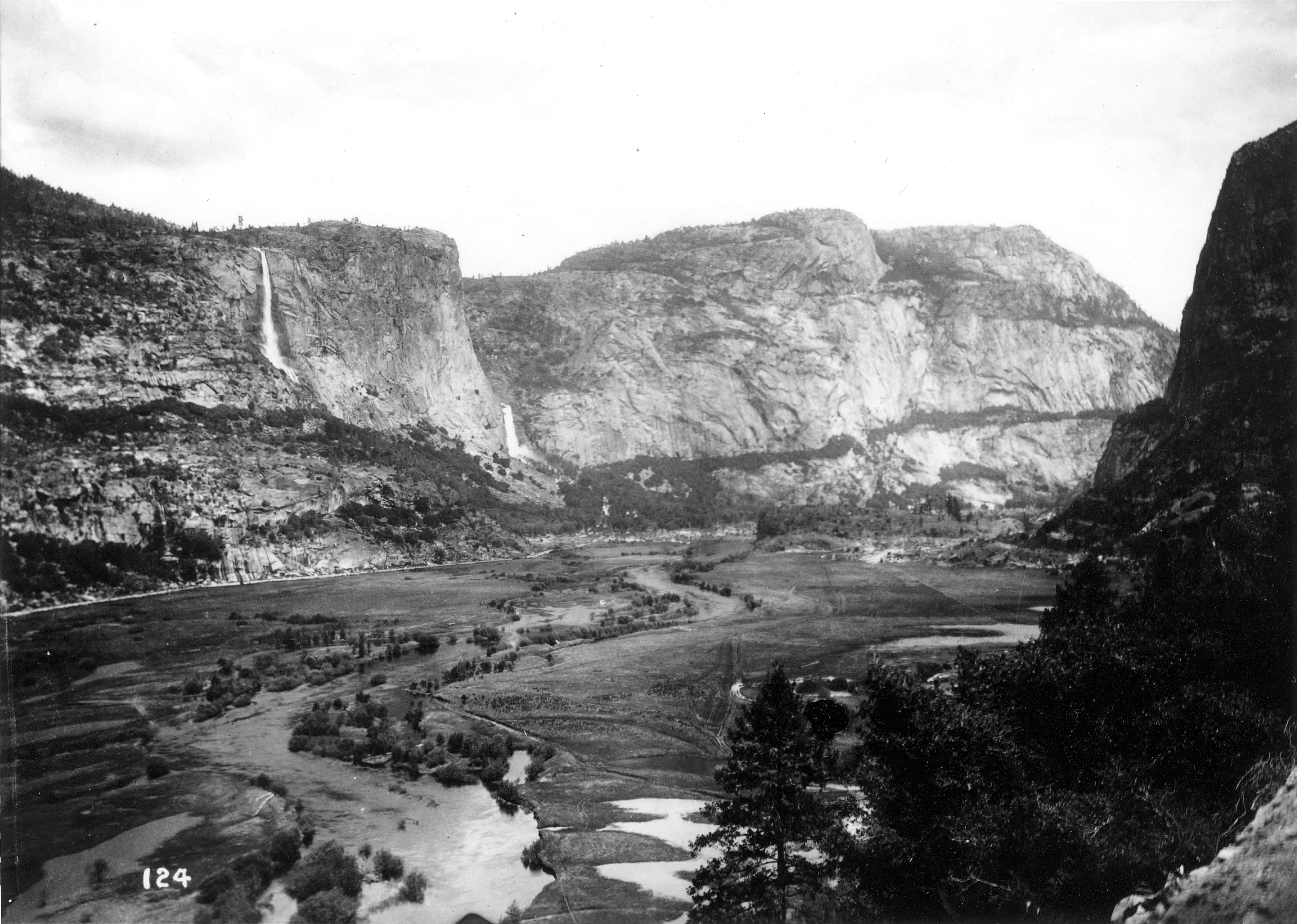
De Hetch Hetchy-vallei in 1908 met graslanden, net zoals Yosemite Valley omgeven door granieten rotsformaties, voor de bouw van de dam

In 1892 richtten Muir en 181 anderen, in het begin aangemoedigd door Johnson, de natuurbeschermingsorganisatie Sierra Club op. Muir en de Sierra Club bleven bij de regering en invloedrijke burgers ijveren voor de creatie van een verenigd nationaal park, waartoe ook Yosemite Valley en de Mariposa Grove zouden behoren. In mei 1903 kampeerde Muir met president Theodore Roosevelt, een liefhebber van de natuur, drie dagen lang in de buurt van Glacier Point. Tijdens die uitstap overtuigde hij Roosevelt van het belang van een vereend park onder de verantwoordelijkheid van de federale overheid. De president ondertekende in 1906 een wet die precies daarin voorzag.

#### Hetch Hetchy
In 1900 huurde de burgemeester van San Francisco, James D. Phelan, ingenieur Joseph B. Lippincott van het United States Geological Survey in om een studie te maken van de Hetch Hetchy-vallei ten noorden van Yosemite Valley. Lippincott concludeerde dat een dam op de Tuolumne in die vallei de beste optie was om San Francisco van drinkwater te voorzien. Een aanvraag om twee dammen op de Tuolumne te bouwen werden in 1903 verworpen door de bevoegde minister, Ethan A. Hitchcock. Nadat San Francisco in 1906 door een aardbeving werd getroffen, opende Hitchcocks opvolger James Rudolph Garfield het dossier opnieuw. In 1908 verleende hij de stad de toestemming om aquaducten, dammen en stuwmeren aan te leggen in het bewuste gebied. Dat ontketende evenwel een storm van protest uit groene hoek. Duizenden natuurliefhebbers en -vorsers gaven uiting aan hun onvrede. Onder leiding van natuurbeschermers als John Muir en Robert Underwood Johnson werd het onder water zetten van Hetch Hetchy bestempeld als een ontheiliging van perfect wilde natuur. Muir liet zich ontvallen: "Hetch Hetchy afdammen! Dam dan ook maar de kathedralen en kerken van de mensen af als opslagtanks, want dit is de heiligste tempel die 's mensen hart ooit heeft ingewijd." Andere publieke figuren, zoals Gifford Pinchot, benaderden de natuur op een meer utilitaire manier en zagen in de bouw van een dam een nuttig gebruik van de natuur om de mensen te dienen. (Niet alleen Muir, maar ook Pinchot was bevriend met president Roosevelt.) Voorstanders van het project zagen in Hetch Hetchy een uitzonderlijk geschikte plaats voor een stuwmeer: afgezonderd, op publiek land, met helder water. Bovendien had Hetch Hetchy het voordeel steile wanden en een effen bodem te hebben, optimaal voor de opslag van water, alsook een smalle opening, ideaal voor de bouw van een dam. Ten slotte zagen zij de vallei niet als uniek en vonden ze zelfs dat een meer de kwaliteit van het landschap zou verbeteren. Muir daarentegen voorspelde dat het stuwmeer een verkleurde ring zou achterlaten op de granieten rotsen doordat het water de korstmossen zou aantasten.
De inwoners van San Francisco stemden in met het plan en keurden meermaals de uitgave van obligaties goed om het project te financieren. In 1909 begon San Francisco met het in kaart brengen en de aankoop van land. Omdat de vallei sinds 1906 in het nationale park lag, was ook toestemming van het Amerikaanse Congres nodig om het project ten uitvoer te brengen. Het Congres stemde in en president Woodrow Wilson ondertekende de Raker Act in 1913. De bouw van de O'Shaughnessy Dam begon in 1919 en werd in 1923 voltooid. Het eerste water uit Hetch Hetchy kwam in het najaar van 1934 in San Francisco. De jonge Amerikaanse milieubeweging verloor hiermee een strijd die symbool stond voor het tegengaan van verdere aantasting van natuur. Historicus Roderick Nash oordeelde evenwel dat de strijd in positieve zin een cruciale gebeurtenis was in de geschiedenis van die beweging, omdat voor het eerst een breed publiek van zich liet horen en in actie kwam.

### Onder National Park Service

#### Begin 20e eeuw

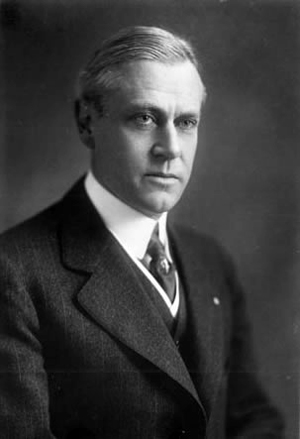
Stephen Mather in 1916

Op 25 augustus 1916 ondertekende president Wilson een wet die voorzag in de oprichting van de National Park Service (NPS). Het was zakenmagnaat en natuurbeschermer Stephen Mather die voor de oprichting van zo'n onafhankelijke agentschap geijverd had. Mather zag zich geholpen door mede-natuurbeschermer J. Horace McFarland en schrijver en journalist Robert Sterling Yard. De wet gaf de National Park Service de bevoegdheid 'om het landschap en de natuurlijke en historische objecten alsook de wilde fauna en flora te bewaren en om in het genieten van die zaken te voorzien op zo'n manier en met zulke middelen dat ze onbeschadigd worden nagelaten voor toekomstige generaties'. Mather werd in 1917 de eerste directeur van het nieuwe agentschap. Samen met de andere nationale parken werd het beheer van Yosemite in 1916 aan de NPS overgedragen. W.B. Lewis werd aangesteld als parkbeheerder, maar Mather zelf was ook erg betrokken bij Yosemite. Sinds 1920 werd er in Yosemite geëxperimenteerd met educatieprogramma's voor bezoekers en vanaf 1921 had het park een eigen natuuronderzoeker in dienst, Ansel F. Hall. Halls visie over hoe musea als contactpunt konden fungeren – een plaats waar bezoekers informatie krijgen over leerrijke activiteiten – werd vlug in de andere nationale parken opgevolgd. In datzelfde jaar werd in Yosemite het eerste permanente museum in eender welk nationaal park gesticht.

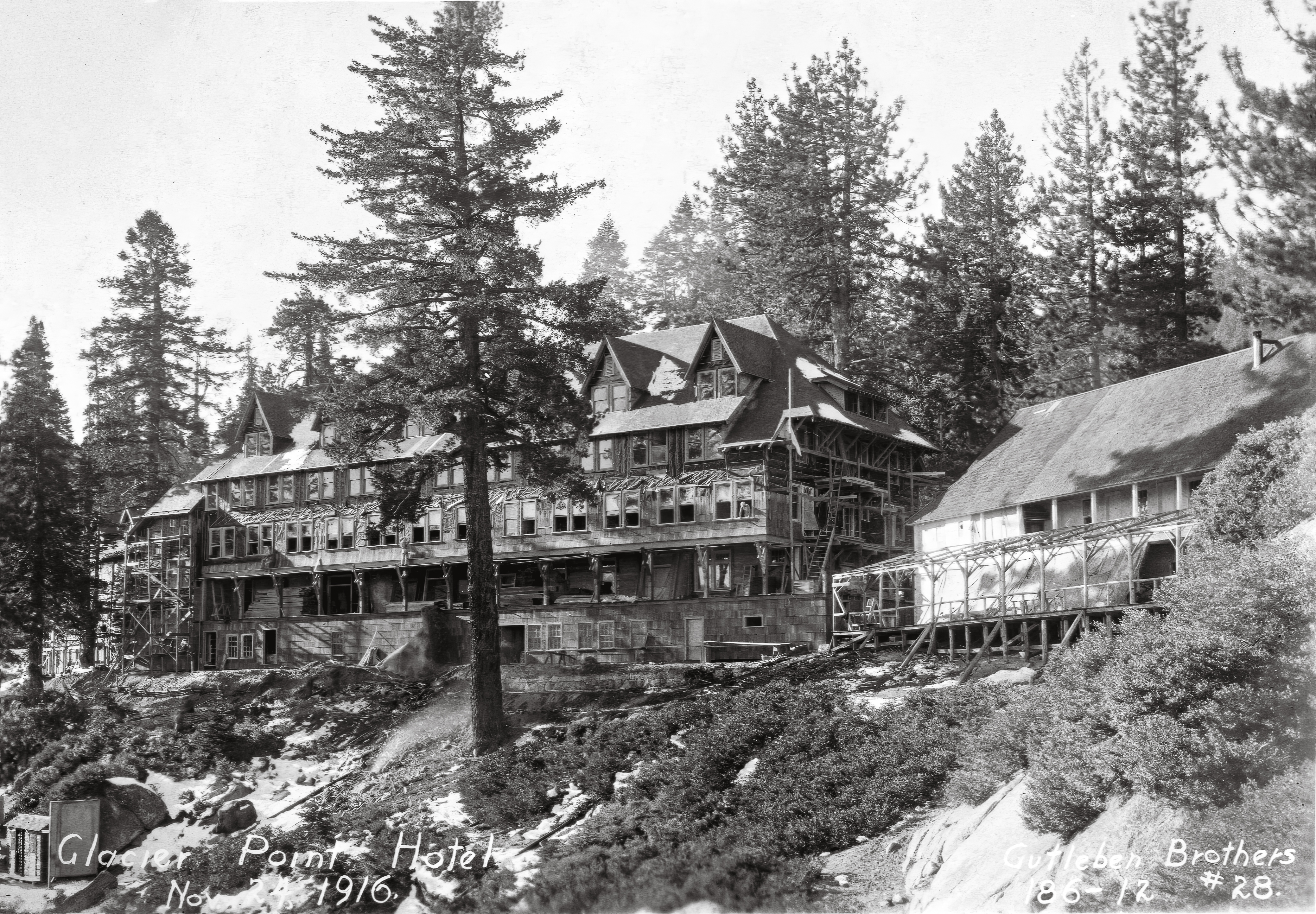
Het Glacier Point Hotel in chaletstijl, in aanbouw in 1916

In 1916 vond de voltooiing van de Parsons Memorial Lodge plaats en werd een 20-jarige concessie verstrekt aan de Desmond Park Service Company (vanaf 1917 Yosemite National Park Company geheten), die investeerde in hotels, winkels, kampeerplaatsen, een melkerij, een garage en andere diensten. (In 1925 werden de Curry Company en de Yosemite National Park Company gedwongen samengevoegd tot de Yosemite Park and Curry Company.) De Tioga Pass Road werd ook in 1916 voltooid: er reden die zomer zo'n 600 auto's het park in vanuit het oosten via de Tioga Road. Het Glacier Point Hotel opende in 1917. State Route 140, de weg naar de Yosemite Valley vanuit Mariposa in het westen, werd in 1926 opgeleverd en maakte het voor het eerst mogelijk het park het hele jaar door te bezoeken. De Wawona Tunnel, voltooid in 1933, verkortte de rit van Wawona naar de Yosemite Valley aanzienlijk. Het rustieke Ahwahnee Hotel opende de deuren in 1927. In diezelfde periode werd Yosemite naar voren geschoven als kandidaat voor de Olympische Winterspelen van 1932. Uiteindelijk eindigde Yosemite als vierde en haalde Lake Placid in New York het.

#### Midden 20e eeuw
De bezoekersaantallen stegen gestaag tot het midden van de eeuw. Waar er in 1914 zo'n 15.000 mensen Yosemite bezochten, waren dat er in 1929 al 461.000 en in 1954 één miljoen. In de komende decennia zou de groei nog versnellen, met 2 miljoen bezoekers in 1966, 3 miljoen in de jaren 80 en 4 miljoen in de jaren 90. De populariteit van het park noodzaakte nieuwe voorzieningen enerzijds, maar deed ook vragen rijzen over de bescherming van de natuur en de grenzen van het toerisme.

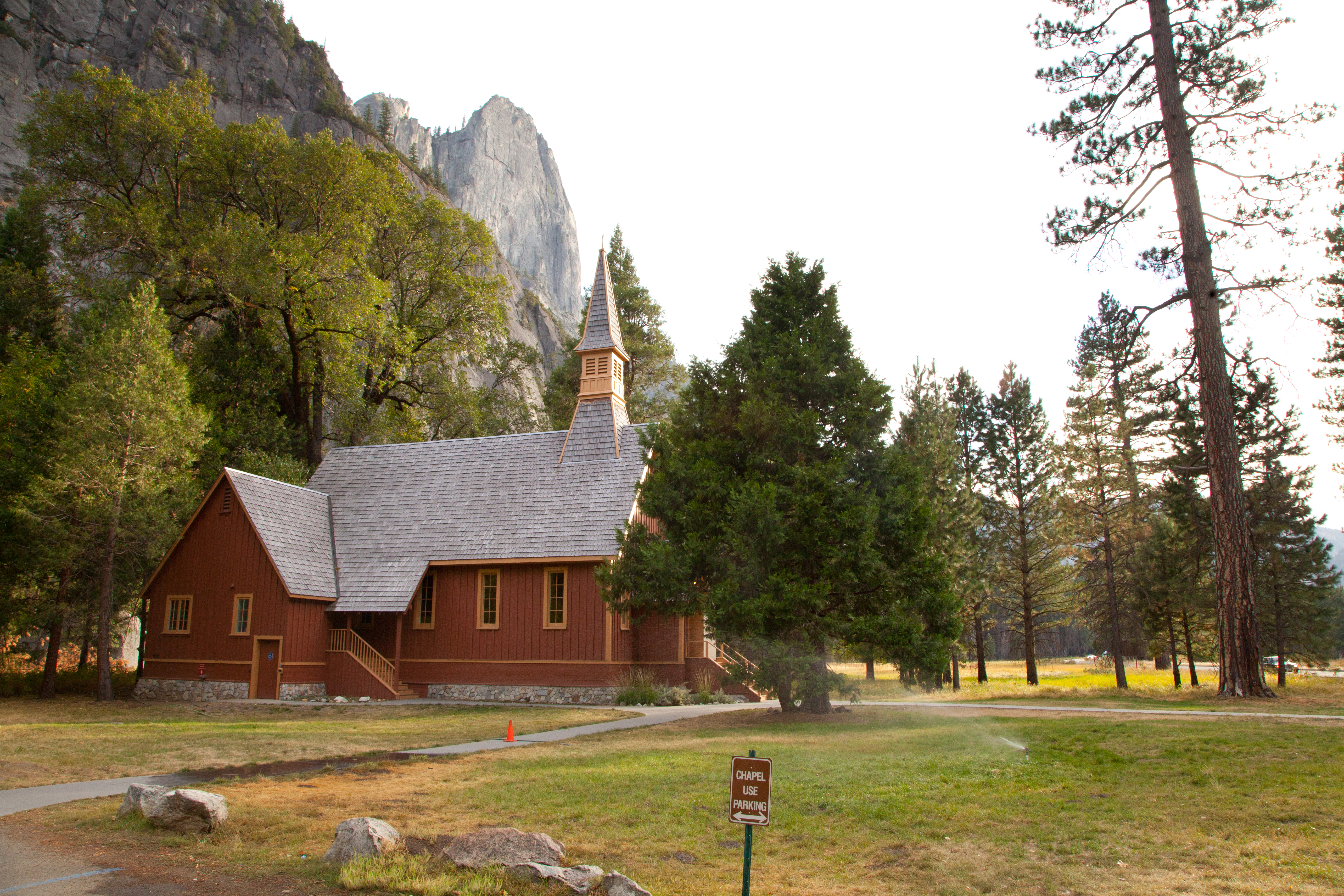
De Yosemite Valley Chapel, gebouwd in 1879, is het oudste nog bestaande bouwwerk in Yosemite.

Vanaf de jaren 50 werd er meer aandacht besteed aan ecologische herstel. Daarnaast brak men veel oude bouwwerken in Yosemite Village af tijdens de jaren 50 en 60, zonder het eventuele historische of architectonische belang ervan in beschouwing te nemen. Andere gebouwen werden naar het Pioneer Yosemite History Center in Wawona verplaatst. Alleen de Yosemite Valley Chapel, tegenwoordig het oudste nog bestaande bouwwerk, bleef op de oorspronkelijke plaats staan. De Yosemite Firefall, een folkloristisch ritueel waarbij op zomeravonden gloeiende kolen als een vurige waterval van Glacier Point naar beneden werden gegooid, werd in 1968 afgeschaft. Het aan het ritueel verbonden Glacier Point Hotel brandde de zomer daarna af en werd nooit herbouwd. In de plaats van het hotel werd een openluchtamfitheater aangelegd.

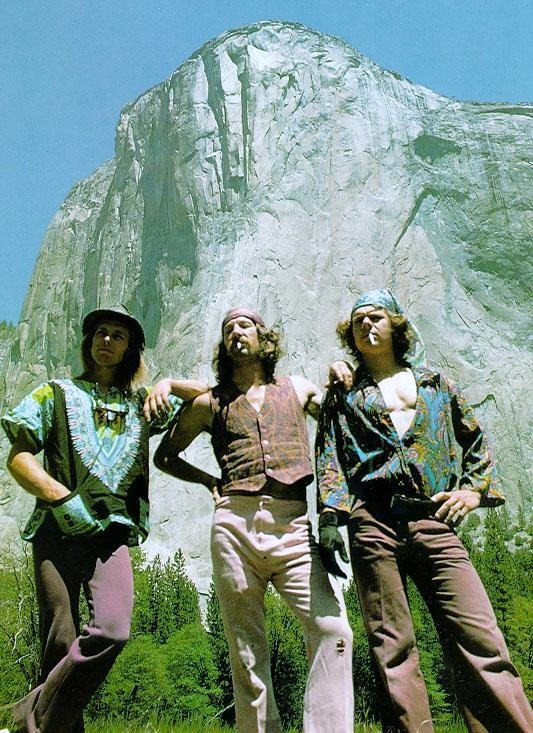
Stonemasters Billy Westbay, Jim Bridwell en John Long in 1975

In de jaren 50 en 60 ontwikkelde het park zich tot het mekka van de Amerikaanse klimsport. In 1957 waagden zowel Warren Harding als Royal Robbins zich aan een beklimming van Half Dome. In 1959 klom Harding op twaalf dagen naar de top van El Capitan, in 1960 deed Robbins het in zeven dagen. De tegencultuur van de jaren 1960 bracht nieuwe klimmers naar Yosemite, die Stonemasters werden genoemd. Deze generatie onderscheidde zich door hun zelfzekere en zelfbewuste stijl en het enorme tempo waarmee ze de bergen beklommen. De groep bleef actief tot in de jaren 90, toen Lynn Hill als eerste The Nose van El Capitan vrij beklom.
Met de Wilderness Act van 1964 bekrachtigde het Amerikaanse Congres de aanduiding van het merendeel van Yosemite National Park – zo'n 89% van het grondgebied – als streng beschermd en beheerd wildernisgebied. Wegen en gemotoriseerde voertuigen zijn er verboden en behalve het onderhouden van simpele wandelpaden, wordt er niets gebouw of aangelegd. Op grond van dezelfde wet werden ook de Ansel Adams- en John Muir-wildernisgebieden in naburige bossen opgericht.

#### Eind 20e eeuw en begin 21e eeuw
In 1973 kocht de Music Corporation of America de Yosemite Park and Curry Company. In 1988 investeerden concessiehouders 500 miljoen dollar en betaalden zij de federale overheid 12,5 miljoen voor hun franchises. In 1993 werd Delaware North Companies (afdeling DNC Parks & Resorts) de hoofdconcessiehouder in Yosemite National Park. Het contract liep af op 1 maart 2016, waarna Aramark de concessie overnam. Nog voor de overdracht spande DNC een zaak aan tegen het park omdat zij meende dat zij eigenaar waren van de merknamen, zoals die van de historische horecazaken, en het park die onwettig overnam. In 2019 troffen de partijen een regeling, waarbij het park de merknamen kreeg voor 12 miljoen dollar, waardoor de historische namen opnieuw officieel in gebruik konden worden genomen.
Tijdens de 8e sessie van de Commissie voor het Werelderfgoed van UNESCO in 1984 werd Yosemite National Park samen met 21 andere locaties aan de Werelderfgoedlijst toegevoegd. Yosemite werd geselecteerd op basis van criteria 7 en 8: het omvat natuurlijke fenomenen of gebieden van uitzonderlijke schoonheid en het vormt een opmerkelijk voorbeeld van de werking van geologische en biologische processen op Aarde. Sinds 2006 heeft Yosemite National Park banden aangehaald met verschillende andere natuurreservaten in de wereld. Het park verzusterde in 2006 met Huangshan en Jiuzhaigou, beide in China. In 2007 verzusterden Yosemite en het nationaal park Torres del Paine in Chili. In november 2014 kwam daar het Duitse Berchtesgaden-park bij. Sinds 2015 is het park verzusterd met de Mongoolse reservaten Hövsgöl Nuur, Tengis-Sjisjgediin, Horǐdol-Sarǐdag en Ulaan Taiga en sinds 2016 met de nationale parken Chitwan, Langtang en Sagarmatha in Nepal, Ngorongoro in Tanzania, Cumbres de Monterrey in Mexico, Blue Mountains in Australië en Wadi Rum in Jordanië. Door een schenking van The Trust for Public Land in 2016 werd er zo'n 160 hectare land – voordien in privébezit maar deel van Stanislaus National Forest – aan het nationaal park toegevoegd. Het gaat om Ackerson Meadow op de westelijke parkgrens. Het was de grootste uitbreiding van Yosemite National Park sinds 1949.

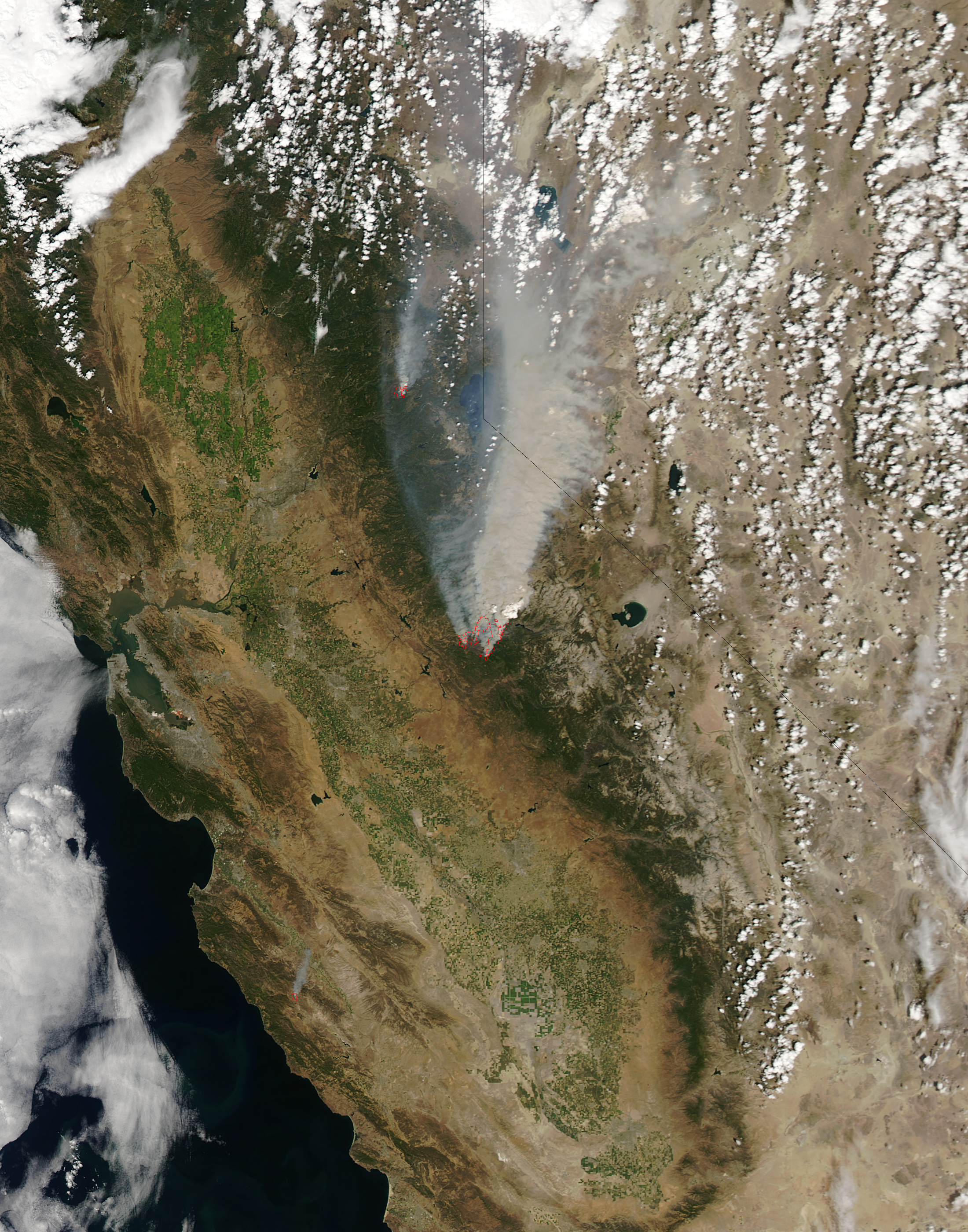
Satellietfoto van Californië op 23 augustus 2013. Ten noordwesten van Yosemite stijgt de rookpluim van de Rim Fire op.

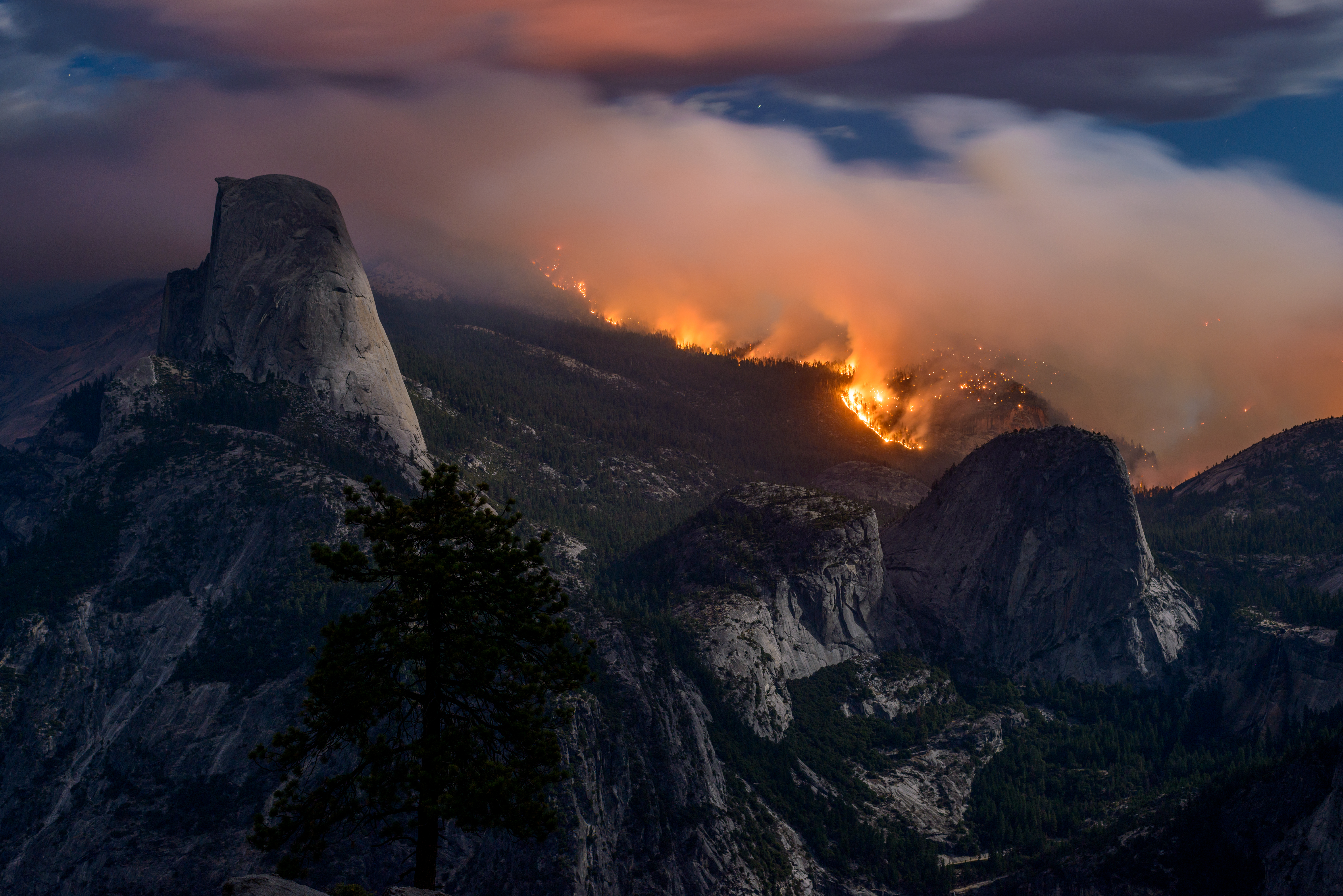
De Meadow Fire breidde snel uit op 7 september 2014.

Bosbranden in Californië zijn een regelmatig terugkerend fenomeen. Door decennialange onderdrukking van natuurlijke bosbranden, is het risico op grote en moeilijk in te perken branden toegenomen. In de jaren 2010 en 2020 werd Yosemite getroffen door enkele van de grootste bosbranden in haar geschiedenis. De Rim Fire legde in de zomer van 2013 meer dan 100.000 hectare bos in Stanislaus National Forest en Yosemite National Park in as. Het volgende jaar brandde de Meadow Fire wekenlang, gecontroleerd, tot sterke winden voor uitbreiding zorgden. Zo’n 2000 hectare in de buurt van Half Dome brandde. In 2018 zorgde de Ferguson Fire ten westen van het park voor grote hinder en een langdurige sluiting. Yosemite Valley en Wawona werden afgesloten. 39.200 hectare brandde af en er twee brandweerlui overleden. In 2020, het zwaarste jaar voor bosbranden in de geschiedenis van Californië, werd Yosemite bedreigd door de Creek Fire vanuit het zuiden, Blue Jay Fire en Wolf Fire nabij SR 120 en een aantal kleinere brandhaarden. In 2022 werd Wawona geëvacueerd door de Washburn Fire die de Mariposa Grove bedreigde.
In de zomer van 2012 raakten tien mensen besmet met het door knaagdieren overgebrachte hantavirus. Volgens de Centers for Disease Control and Prevention liepen negen van hen het virus op tijdens een verblijf in het tentenkamp Curry Village in de Yosemite Valley. Het virus eiste drie dodelijke slachtoffers. In de zomer van 2015 werden twee gevallen gemeld van pest bij bezoekers aan het park. Deze ziekte wordt net als het hantavirus via knaagdieren bij mensen overgebracht. Op 20 maart 2020 sloot het park vanwege de coronapandemie die dat jaar was uitgebroken. Op 11 juni ging het park beperkt open. Hoewel er in Yosemite tot dan niemand positief werd getest, bleek uit stalen rioolwater dat er in de week van de Fourth of July naar schatting 170 besmette personen aanwezig waren in het park. Sinds 25 september 2020 is Yosemite open voor bezoekers onder voorwaarden.
In 2015 voltooiden Tommy Caldwell en Kevin Jorgeson een drie weken durende vrije klim van de uiterst moeilijke Dawn Wall van El Capitan. Twee jaar later haalde Alex Honnold het nieuws met zijn beklimming van El Capitan: de eerste solo vrije klim van de bergwand, en dat in minder dan vier uur tijd. Over die beklimming werd de documentairefilm Free Solo (2018) gemaakt.

## Geografie

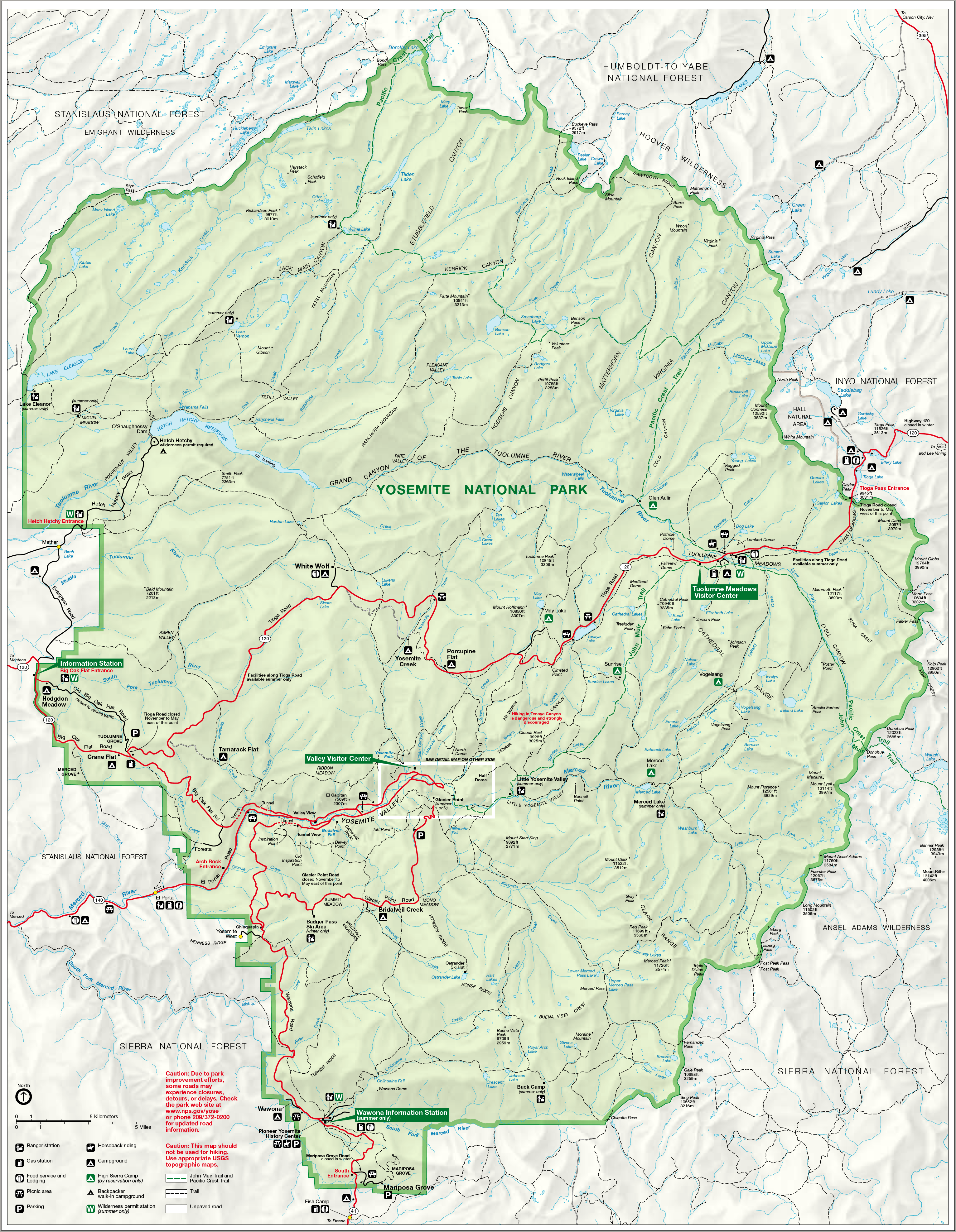
Toeristische kaart van het Yosemite National Park. Klik om te vergroten.

Yosemite National Park ligt centraal in het Sierra Nevada-gebergte in Californië. Met 3.027 km² is Yosemite niet veel kleiner dan het landoppervlak van bijvoorbeeld de Amerikaanse staat Rhode Island of de Nederlandse provincie Friesland. Bosgebieden onder het beheer van de U.S. Forest Service, zogenaamde National Forests, omringen het hele nationale park. In het westen en noordwesten ligt Stanislaus, in het noordoosten Humboldt-Toiyabe, in het oosten Inyo National Forest en in het zuiden Sierra National Forest. Niet alleen bestaat Yosemite zelf voor bijna 95% uit wildernisgebied; het wordt ook omringd door drie andere wildernisgebieden: Emigrant Wilderness in het Stanislaus NF, Hoover Wilderness in Humboldt-Toiyabe en Inyo NF en Ansel Adams Wilderness in Inyo en Sierra NF. De wildernis van Yosemite vormt een schakel in een bijna 300 km lange strook aaneengesloten, beschermde wildernisgebieden langs de ruggengraat van de Sierra Nevada.

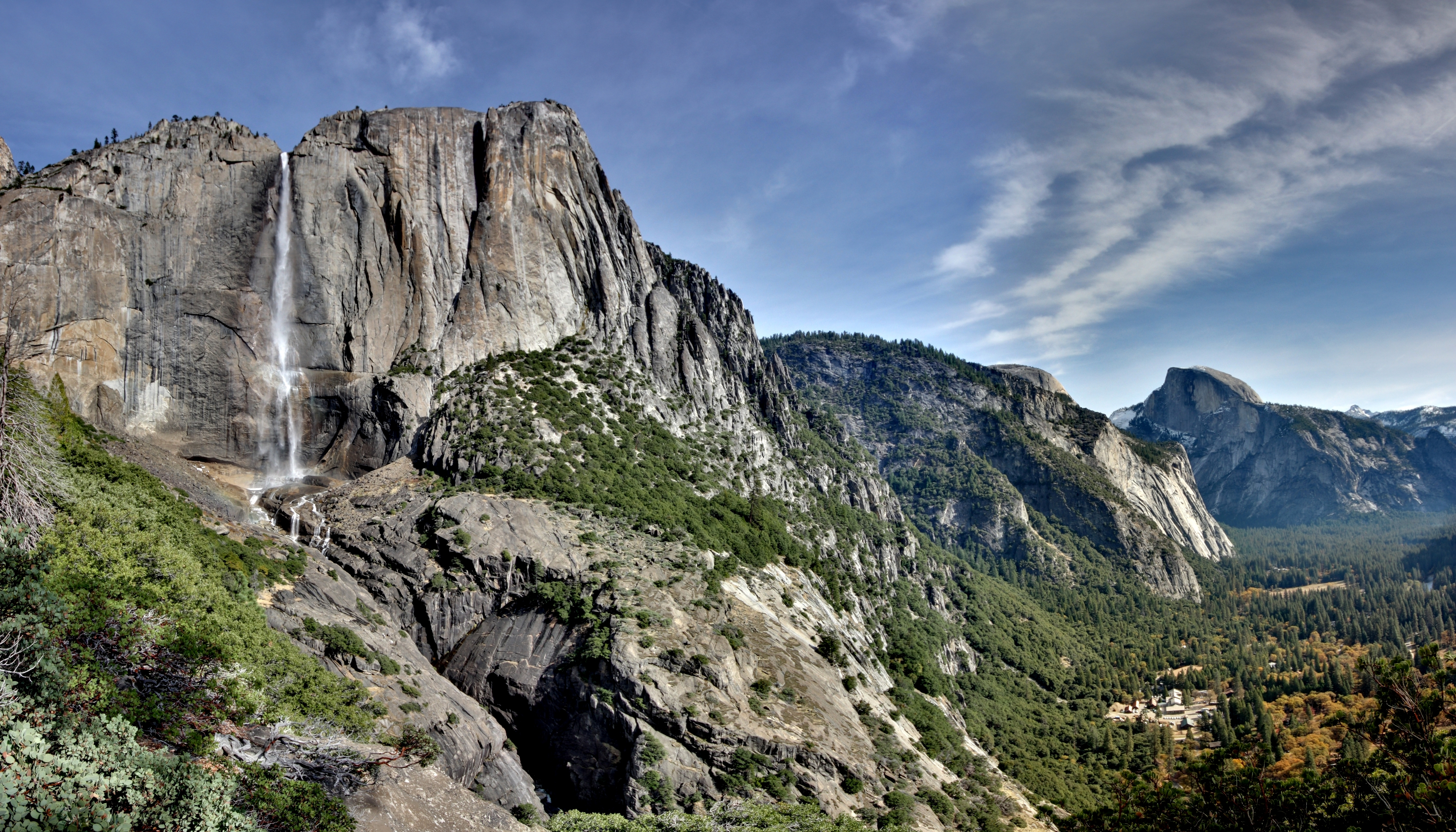
Yosemitewaterval

Topografisch vormt de Sierra Nevada een asymmetrische bergketen met een lange, zacht hellende westflank en een korte, steile oostflank. De keten is 80 tot 130 kilometer breed. In Yosemite bereikt ze hoogtes van bijna 4.000 meter boven zeeniveau (Mount Lyell is 3.999 m hoog). Yosemite National Park ligt op de zacht hellende en nattere loefzijde. Het merendeel van het park is dan wel hooggebergte, toch omvat Yosemite ook een aantal diepe rivierdalen waarin water uit de hoge Sierra naar de Central Valley stroomt. Er zijn duizenden meren en 2.600 km aan rivieren. Twee rivieren die in Yosemite ontspringen, de Merced en de Tuolumne, zijn door de federale overheid erkend als Wild and Scenic Rivers. De Tuolumne River ontspringt op Mount Dana, kronkelt door de serene Tuolumne Meadows en vloeit vandaar door de ruwe Grand Canyon of the Tuolumne en dan door de Hetch Hetchy Valley, dat tegenwoordig op de bodem van een stuwmeer ligt. Bezuiden het stroomgebied van de Tuolumne stroomt de Merced. Die loopt onder andere door de Yosemite Valley, het hart van het nationale park. Dit dal ligt zo'n 1.200 m boven zeeniveau en is 13 km lang. Het wordt ommuurd door hoge granieten rotsen zoals Half Dome en El Capitan. De Merced wordt gevoed door tal van riviertjes, die langs hoge watervallen het dal instromen. De hoogste van die watervallen is de Yosemitewaterval, met 739 m de hoogste waterval in Noord-Amerika. De Merced dondert zelf van watervallen als de Nevada en Vernal Falls alvorens ze de vallei betreedt.

### Klimaat

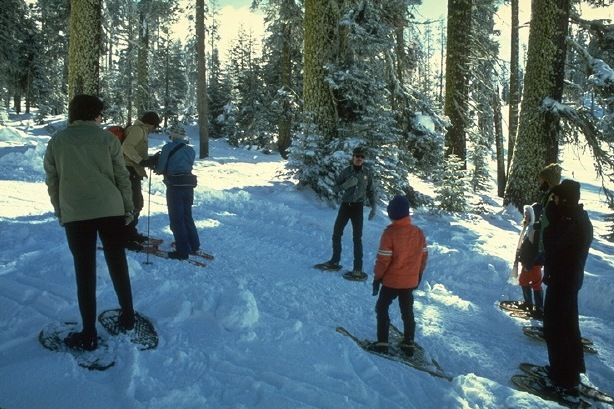
Wandelaars met sneeuwschoenen in de winter

Yosemite heeft een mediterraan klimaat (Csa in de klimaatclassificatie van Köppen). Dat betekent dat de meeste neerslag in de milde winter valt en dat de andere seizoenen nagenoeg droog zijn. In Yosemite valt slechts 3% van de neerslag tijdens de lange zomer. Stuwingsneerslag zorgt ervoor dat er meer neerslag valt naarmate de hoogte toeneemt, maar na 2400 meter neemt dit effect weer af. Als er sneeuw valt, blijft die doorgaans pas vanaf november liggen in de bergen. Vanaf dan neemt de sneeuwlaag in omvang toe tot in maart of begin april. Het duurt nagenoeg altijd tot in mei of juni eer Tioga Road en Glacier Point Road sneeuwvrij zijn.
De gemiddelde dagtemperaturen variëren van −4 tot 12 °C in Tuolumne Meadows, op 2600 meter. Aan de Wawona-ingang, op 1560 m, schommelen de gemiddelde dagtemperaturen tussen 2 en 19 °C. In het hooggebergte temperen frequente onweders en sneeuwval tot in juli de elders hoge zomertemperaturen. In de lagergelegen Yosemite Valley, op 1209 m, varieert de gemiddelde maximumtemperatuur tussen 8 en 32 °C. In de vallei zijn er gemiddeld 39,5 dagen per jaar met temperaturen boven 32 °C en gemiddeld 97,9 nachten met temperaturen onder het nulpunt. In Yosemite Valley zijn vriestemperaturen gemeten in alle maanden van het jaar. De laagste temperatuur (−21 °C) werd bereikt op 2 januari 1924 en 21 januari 1937, terwijl de hoogste temperatuur (46 °C) op 20 juli 1915 werd gemeten. In de vallei valt jaarlijks zo'n 940 mm neerslag, verspreid over 65 dagen. Gemiddeld valt er per jaar 1,67 meter sneeuw.

## Geologie

Veralgemeende geologische kaart van Yosemite National Park en de omgeving (USGS)

Het landschap in Yosemite National Park heeft vorm gekregen door de interactie tussen gletsjers en het oudere, onderliggende gesteente. Het oudste gesteente dateert uit het Precambrium. Daarna hebben talloze geologische en bodemkundige processen plaatsgehad die leidden tot de huidige morfologie en samenstelling van de bodem.
De oorsprong van Yosemite Valley was lange tijd onderwerp van controverse. Geoloog Josiah Whitney veronderstelde in de jaren 1860 dat het een slenk of graben was; John Muir opperde echter dat zowel Yosemite als Hetch Hetchy Valley gevormd waren door glaciale processen. Whitneys hypothese is sindsdien verworpen. De wetenschappelijke consensus is dat de belangrijkste krachten schurende gletsjers waren die op breuklijnen in het gesteente inwerkten, een proces dat versneld werd ten gevolge van de opheffing van de Sierra Nevada. Het werk van USGS-geoloog King Huber in de tweede helft van 20e eeuw wordt gezien als de autoriteit over de geologie van Yosemite.

### Tektonische en vulkanische activiteit
Yosemite lag tijdens het Precambrium en het Vroeg-Paleozoïcum bij de overgang van het continent naar de oceaan, langs een zogenaamde passieve continentale marge. In het ondiepe zeewater werden kalk- en zandsteen en schalie afgezet, die sindsdien door chemische en fysische processen (metamorfose) zijn omgezet in marmer, kwartsiet en leisteen. In het Midden-Paleozoïcum tot Vroeg-Mesozoïcum (tussen het Laat-Devoon en het Perm) ontstond aan de westkant van het continent een convergente plaatgrens. Subductie van de oceanische Farallonplaat onder de Noord-Amerikaanse Plaat leidde tot een boog van eilandvulkanen langs de westkust van Laurentia, de voorloper van Noord-Amerika. Veel van het sediment op de bodem van de zee werd oostwaarts tot aan de locatie van Yosemite geschoven. Halverwege het Trias werd ten slotte de eilandboog zelf tegen het continent aangeschoven. Sindsdien zijn zowel de stollings- als afzettingsgesteenten van vorm en samenstelling veranderd door processen van metamorfose, tektonische opheffing en erosie. Door vulkanische activiteiten tijdens het Jura raakten veel van die oudere stollingsgesteentes met een nieuwe laag vulkanisch gesteente bedekt. Uiteindelijk is 95% van die laag uit het Jura door erosie – het gevolg van de opheffing van de Sierra Nevada – uit Yosemite verdwenen.
Zo'n 210 miljoen jaar geleden, in het Laat-Trias, begon de eerste fase van magmatisme: magmalichamen, vloeibaar gesteente, drongen vast gesteente binnen om daar te stollen. Deze fase duurde tot grofweg 150 miljoen jaar geleden, in het Jura. Rond datzelfde moment versnelde de westwaartse beweging van de Noord-Amerikaanse Plaat. Het gevolg was dat de 'eerste' Sierra Nevada ontstond, een gebergte van ongeveer 4.500 meter hoog, gevormd uit oude zeebeddingen en grote brokstukken van vulkanische gesteentes. De latere metamorfose van dat gesteente had als gevolg dat goud werd afgezet in het westen van de Sierra Nevada. Dit ging gepaard met de vorming van het Sierra Nevada-batholiet in Yosemite National Park, 10 km onder het oppervlak, die grotendeels uit graniet bestaat. De tweede magmatisme-fase volgde tussen 120 en 80 miljoen geleden, tijdens het Krijt, als gevolg van de Sevierorogenese, de vorming van de gebergtes in deze regio. Overblijfselen in Yosemite zijn de meer dan vijftig magmalichamen of plutonen. Erosie heeft verschillende kilometers reliëf afgesleten, waardoor de Sierra Nevada zo'n 25 miljoen jaar geleden niet meer was dan een lange heuvelrug van slechts enkele tientallen meters hoog.
In de periode 20 tot 5 miljoen jaar geleden, in het Cenozoïcum, barstten er massaal vulkanen uit. Het gebied ten noorden van Yosemite werd bedekt met een dikke laag lava en as. Ook in de Grand Canyon of the Tuolumne stroomde lava. Little Devils Postpile in Yosemite, een kleinere maar oudere versie van de basaltzuilen in Devils Postpile National Monument, ontstond door dezelfde vulkanische activiteiten. In het Laat-Cenozoïcum was het gebied ten oosten van Yosemite vulkanisch erg actief. Andesietlava en vulkanische modder (lahars) stroomden onder andere ten noorden van de Grand Canyon. In de flanken van Mount Dana ontstonden verschillende typen geologische formaties zoals dikes, verticaal gesitueerde maar oorspronkelijk horizontale lagen, en plugs, restanten van vulkanen. Veel van de afzettingen van lava en as uit deze periode zijn weggeërodeerd, voornamelijk tijdens de ijstijden.

### Opheffing en erosie
Tien miljoen jaar geleden veroorzaakte verticale bewegingen langs de Sierra-breuklijn een zogenaamde opheffing van het Sierra Nevada-gebergte. De opheffing resulteerde in steile flanken en het verval van de westwaarts stromende waterlopen werd groter. Daar zijrivieren veeleer parallel aan de richting van het gebergte stroomden, sneden zij niet diep in het landschap. Dat resulteerde in hangende valleien en getrapte watervallen op de plaatsen waar zijrivieren in de hoofdrivier uitmondden. Later, toen grote breuklijnen zoals Owens Valley ontstonden ten oosten van de Sierra Nevada, werd de opheffing van het gebergte versneld en weer later, zo'n twee miljoen jaar geleden, nogmaals. Yosemite Valley werd echter niet tijdens deze periodes door rivieren of breuklijnen gevormd en is dus, anders dan wel is geopperd, geen slenk.

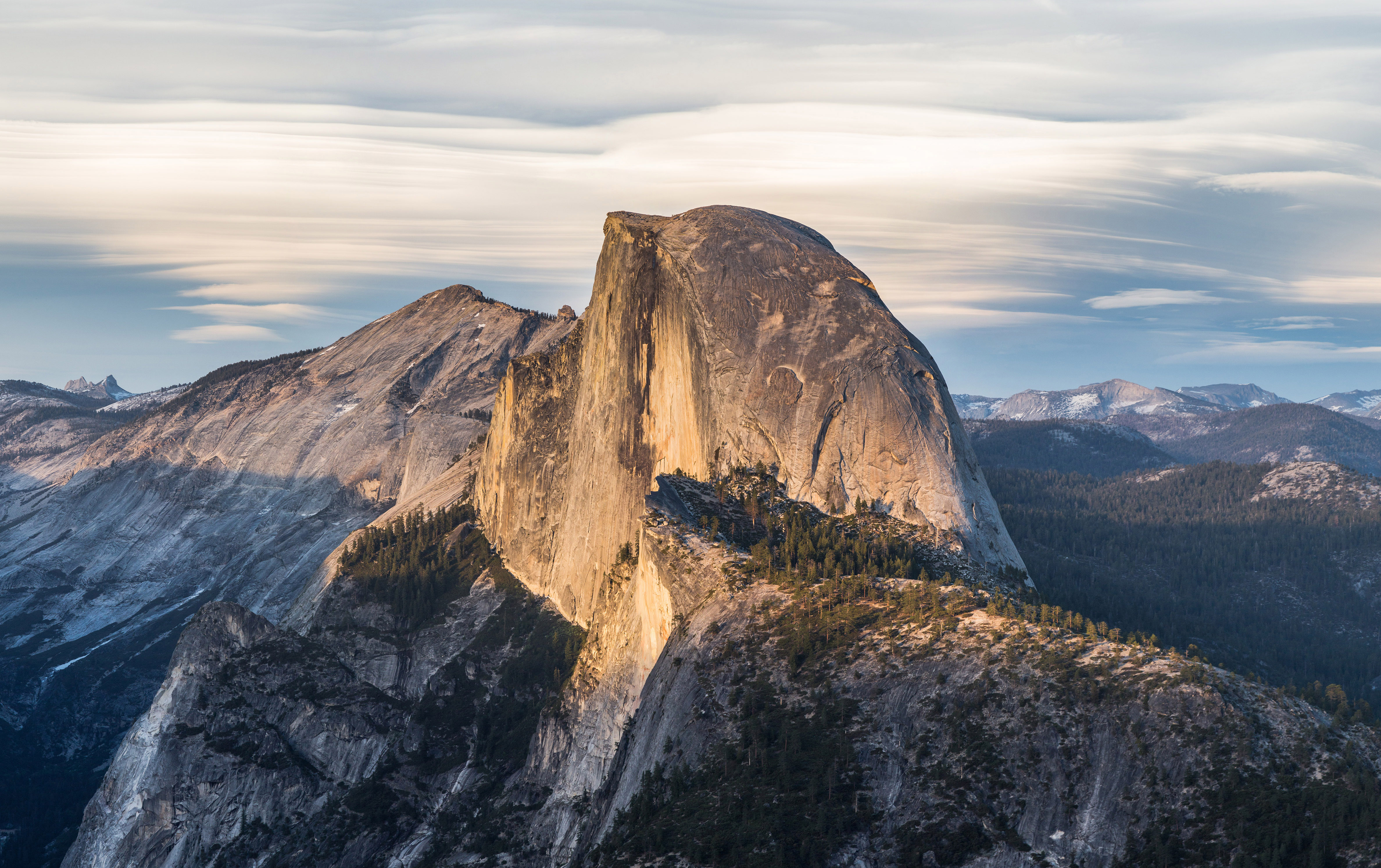
Verwering langs scheuren heeft de oppervlaktes van Yosemite's granietkoepels, zoals Half Dome hier, afgerond.

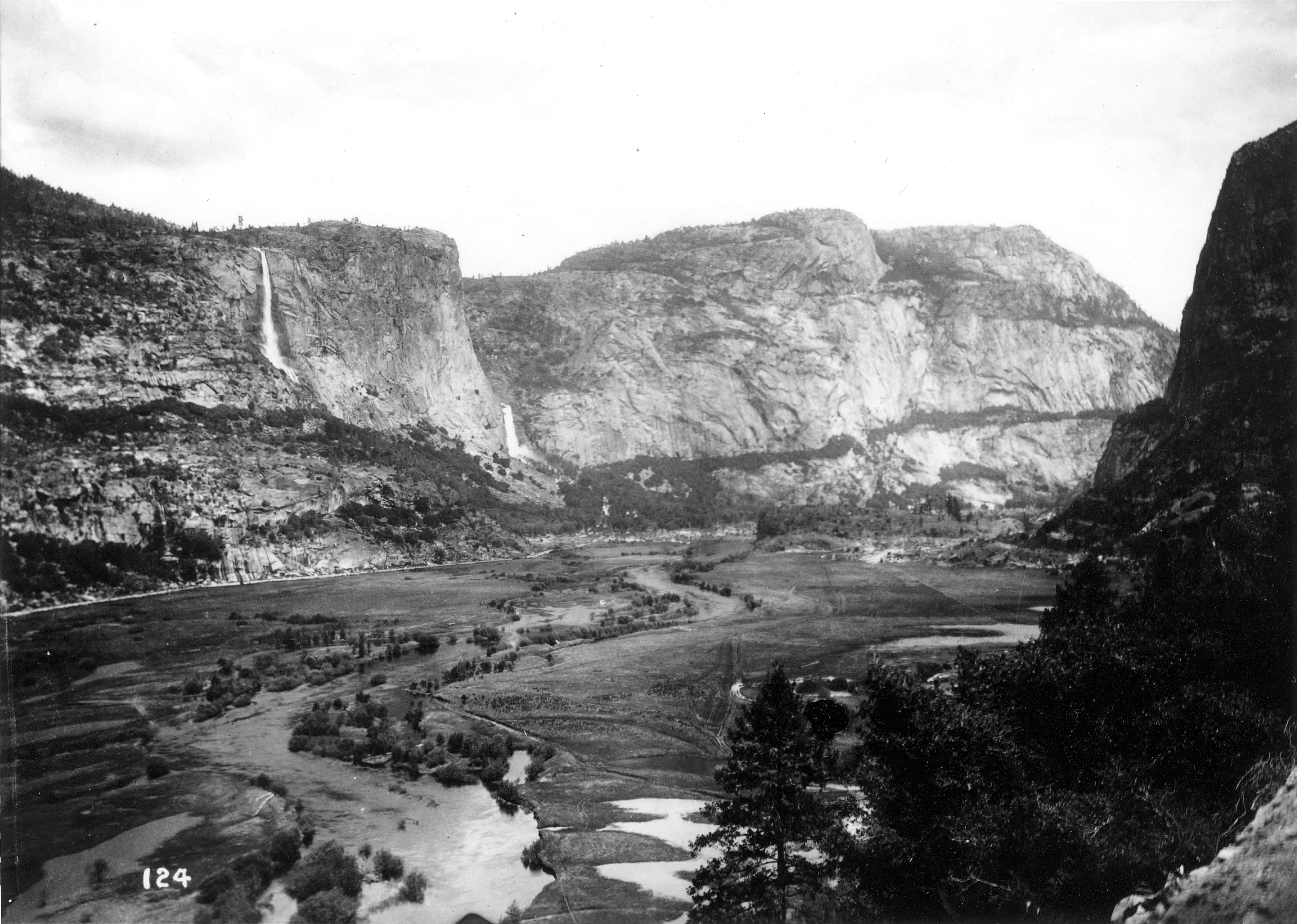
Hetch Hetchy Valley is net zoals Yosemite Valley gevormd door gletsjers uit het Sherwin-glaciaal (1,3-1 miljoen jaar geleden).

Door de opheffing en versnelde erosie werden (meestal verticale) scheuren in de granieten rotsen blootgesteld aan fysische verwering, aangeduid als exfoliatie. Hierdoor hebben granietkoepels als Half Dome de kenmerkende afgeronde bovenkant gekregen. Waar en hoe snel erosie plaatsvond, was afhankelijk van de plaats van de verticale spanningsbreuken in het gesteente (diaklazen). Die lagen in Yosemite doorgaans in noordoostelijke of noordwestelijke richting en vormden parallelle, gelijke blokken. Ze ontstonden door het aan de opheffing gerelateerde wegvallen van spanning en door het afnemen van bovenliggend gesteente via erosie. Grote blokken graniet die gevrijwaard bleven van zulke breuken zijn nu granietkoepels als Half Dome en monolieten zoals El Capitan. Soms ontstonden zuilen en spitse rotsen, zoals de Washington Column, Cathedral Spires en Split Pinnacle.

### IJstijden en gletsjers
Ongeveer twee à drie miljoen jaar geleden begon een reeks glacialen, die de erosie en verwering van het graniet versnelden. Toen de gletsjers tijdelijk terugtrokken, verminderde de druk op het gesteente, wat aan de verweringsprocessen bijdroeg. Tijdens de grootste glacialen werden enorme gletsjers gevormd die de bodems afschraapten en het materiaal afvoerden. In de Sierra Nevada vonden er ten minste vier zulke grote glacialen plaats: Sherwin, Tahoe, Tenaya en Tioga. De Sherwin-gletsjers waren de grootste en vulden onder meer Yosemite Valley. Het Sherwin duurde ongeveer 300.000 jaar en eindigde circa één miljoen jaar geleden. Het was vermoedelijk een gletsjer uit het Sherwin-glaciaal die verantwoordelijk was voor het uithollen en schaven van de Yosemite Valley en Hetch Hetchy.
De Tahoe-, Tenaya- en Tioga-ijstijden maakten deel uit van het Wisconsinglaciaal. De vergletsjering onder de Tahoe-ijstijd bereikte zijn maximale grootte 70.000 à 130.000 jaar geleden. Over de recentere Tenaya-ijstijd is weinig bekend. De Tioga-ijstijd begon 28.000 jaar geleden en was 20 à 25.000 jaar geleden op zijn grootst. Deze eindigde 15.000 jaar geleden. Kort daarna, 14.200 à 13.100 jaar geleden, groeiden de gletsjers opnieuw aan.
Geologen veronderstellen dat de gletsjers daarna verdwenen zijn tot circa 1200 v.Chr., toen er opnieuw kleine gletsjers opdoken in het hooggebergte. Dit markeerde het begin van het Neoglaciaal in de Sierra Nevada. Dat glaciaal bereikte zijn toppunt tijdens de Kleine IJstijd (1350 tot 1850 n.Chr., hoewel dateringen sterk variëren), een term die oorspronkelijk bedacht is door Français E. Matthes om de situatie in de Sierra Nevada te beschrijven. Morenes uit de Kleine IJstijd worden in de Sierra Nevada 'Matthes-afzettingen' genoemd. Ze komen veelvuldig voor in de noordgerichte keteldalen en onder de huidige gletsjers in het park.
Gletsjers konden wel 1200 meter dik zijn en het is niet verwonderlijk dat ze hun sporen achterlieten in het landschap van Yosemite. De langste gletsjer in het gebied liep door de Grand Canyon of the Tuolumne, tot voorbij Hetch Hetchy, en mat 95 km in lengte. De Merced-gletsjer liep door de Yosemite Valley tot in de Merced River Gorge. De Lee Vining-gletsjer vormde de gelijknamige canyon op de oostflank van het gebergte. Alleen de hoogste bergtoppen in Yosemite, zoals Mount Dana en Mount Conness, werden niet door gletsjers bedekt. De granietkoepels, die wel door gletsjers bedekt werden, werden erdoor gepolijst; deze roche moutonnées hebben één geleidelijke, afgeronde flank en één steile flank. Een voorbeeld is Liberty Cap. Toen de gletsjers uit de valleien wegtrokken, lieten ze vaak morenes na die meertjes afdamden. Lake Yosemite was zo'n ondiep meer op de bodem van Yosemite Valley.

## Ecologie

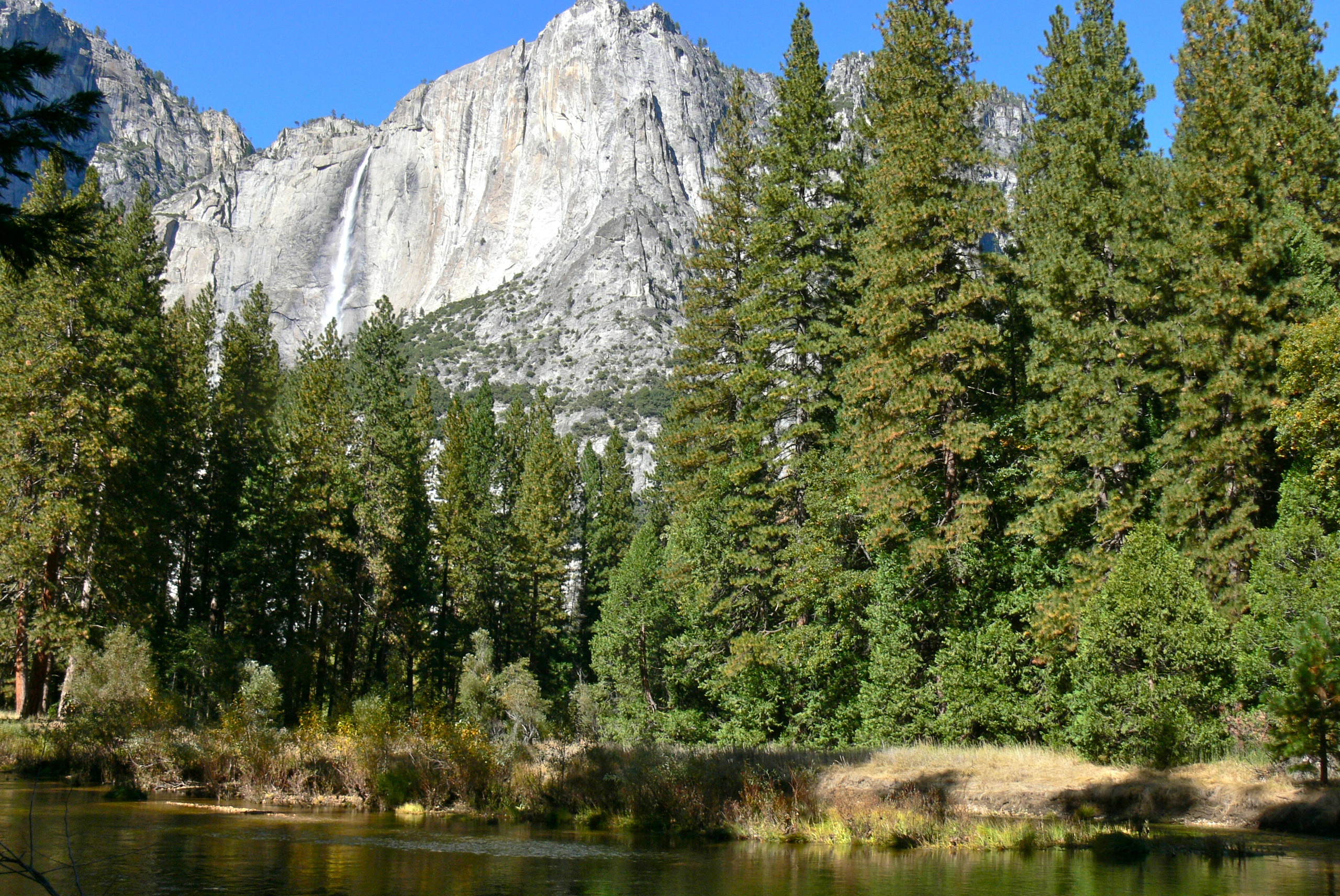
Ponderosadennen in de Yosemite Valley. De vallei ligt in de zone van de lagere bergbossen, waar heel gevarieerde naaldbossen domineren.

### Fauna en flora
Yosemite vormt een van de grootste en minst gefragmenteerde habitats in de Sierra Nevada. In het park, dat tussen 648 meter en 3997 m boven zeeniveau ligt, zijn vijf grote vegetatiezones vertegenwoordigd: chaparral en eikenbos (ook de foothill-woodland zone genoemd), lagere bergbossen (lower montane forest), hogere bergbossen (upper montane forest), subalpiene zone en alpiene toendra. In Yosemite National Park zijn verschillende milieus en ecosystemen die dateren van voor de Europese kolonisatie van Amerika; in tegenstelling tot veel van de omringende bosgebieden zijn ze niet door bosbouw gewijzigd. Er zijn zonovergoten chaparralgebieden en wouden van den, zilverspar en sequoia, alsook grote open alpiene bossen en alpenweiden. In Yosemite beslaan de oerbossen meer dan 91.000 hectare, meer dan in enig ander natuurgebied in Californië. Deze bossen vormen het noordelijk uiteinde van een keten van grotendeels intacte oerbosgebieden langs de westelijke flanken van de Sierra Nevada. Alle verschillende milieus samen herbergen meer dan 250 soorten gewervelden. Ook door de unieke bodemgesteldheid en de geologische formaties komen er tientallen zeldzame soorten voor. Wat eveneens bijdraagt aan de grote ecologische waarde van het gebied is de uitzonderlijke graad van endemie. Zo zijn er 405 soorten van vaatplanten die endemisch zijn in Californië en uitsluitend in de Sierra Nevada voorkomen.

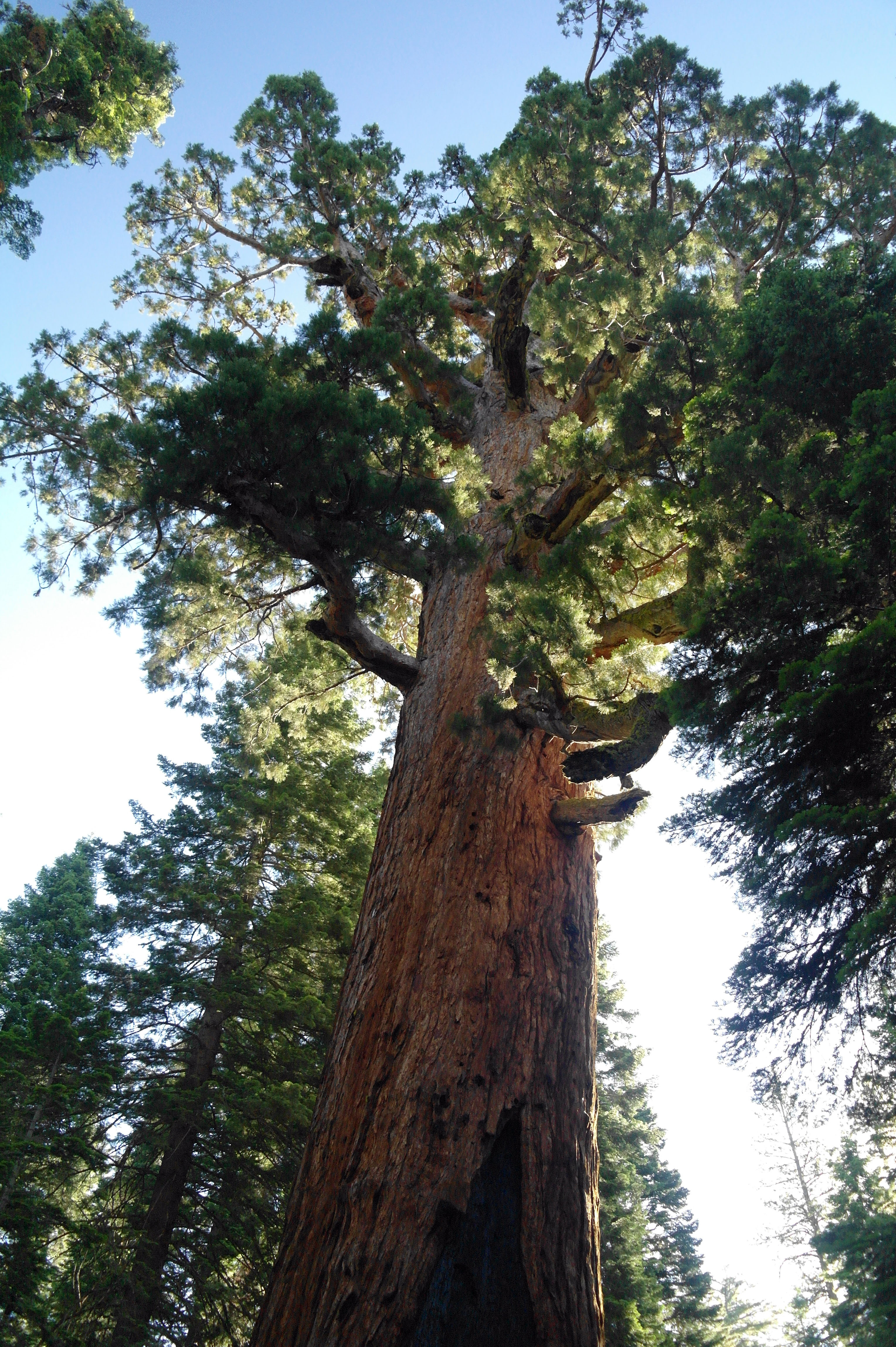
Een reuzensequoia in de Mariposa Grove

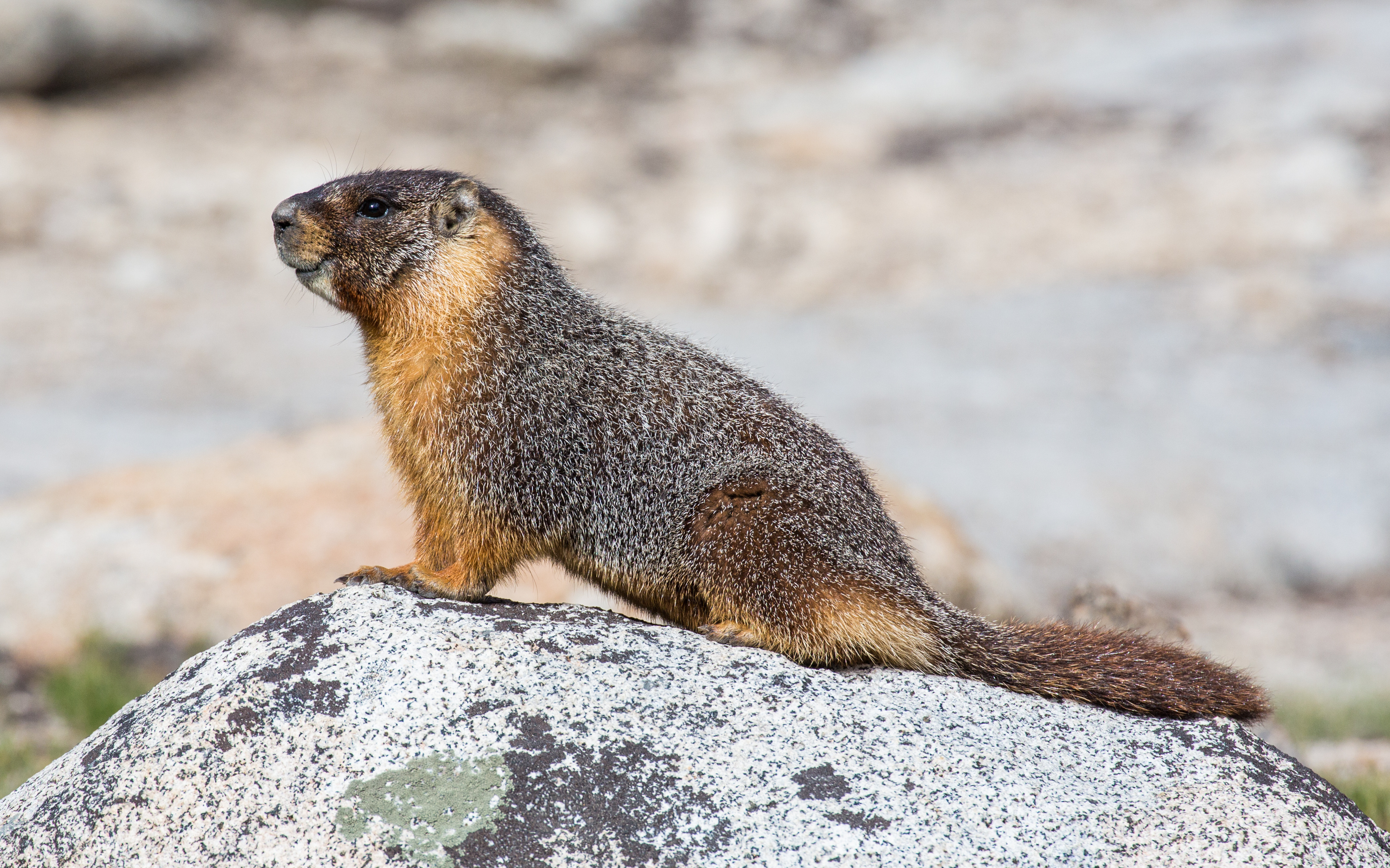
Een geelbuikmarmot in de Tuolumne Meadows

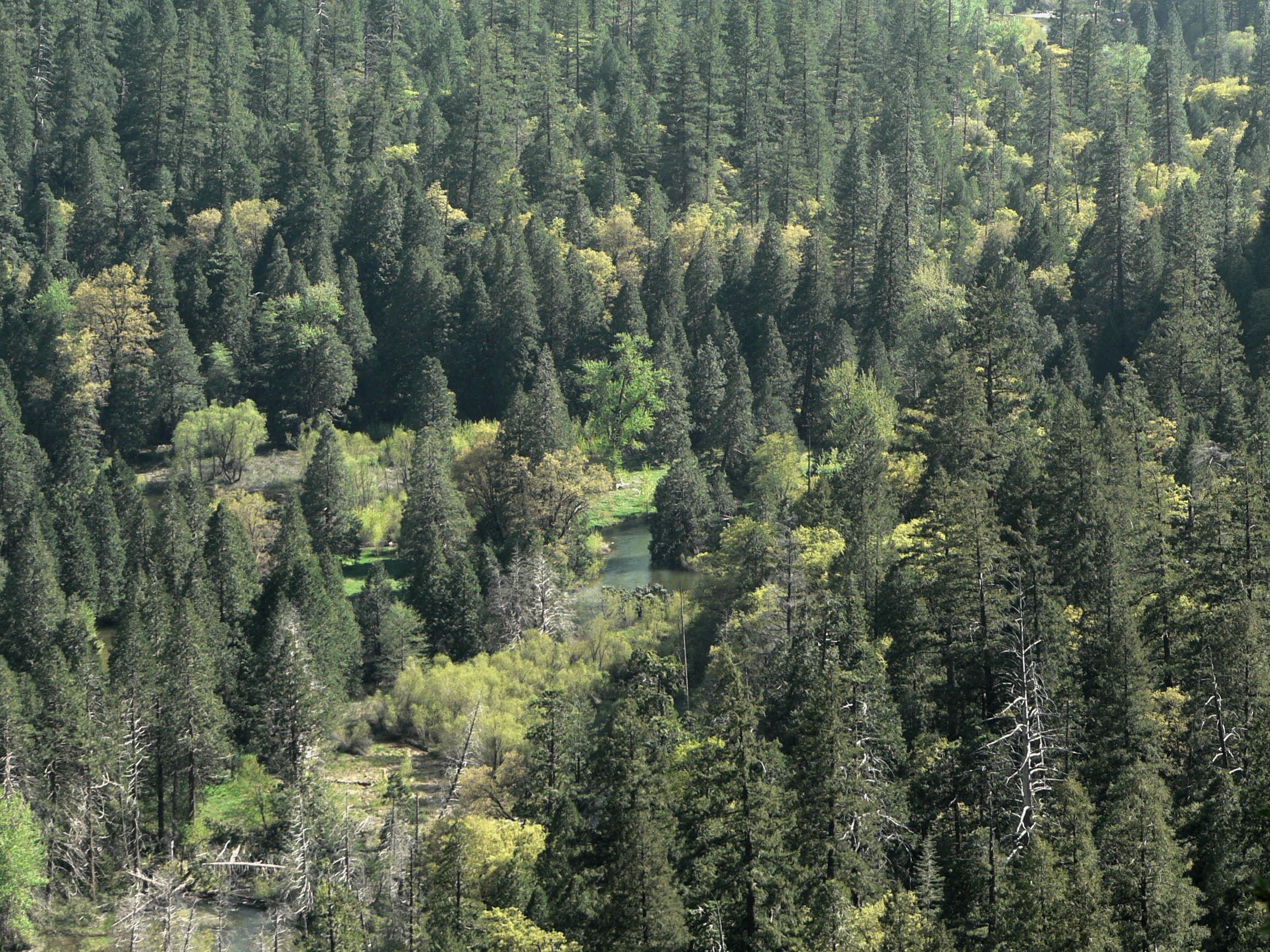
Een rivierdrasland langs Tenaya Creek in de Tenaya Canyon

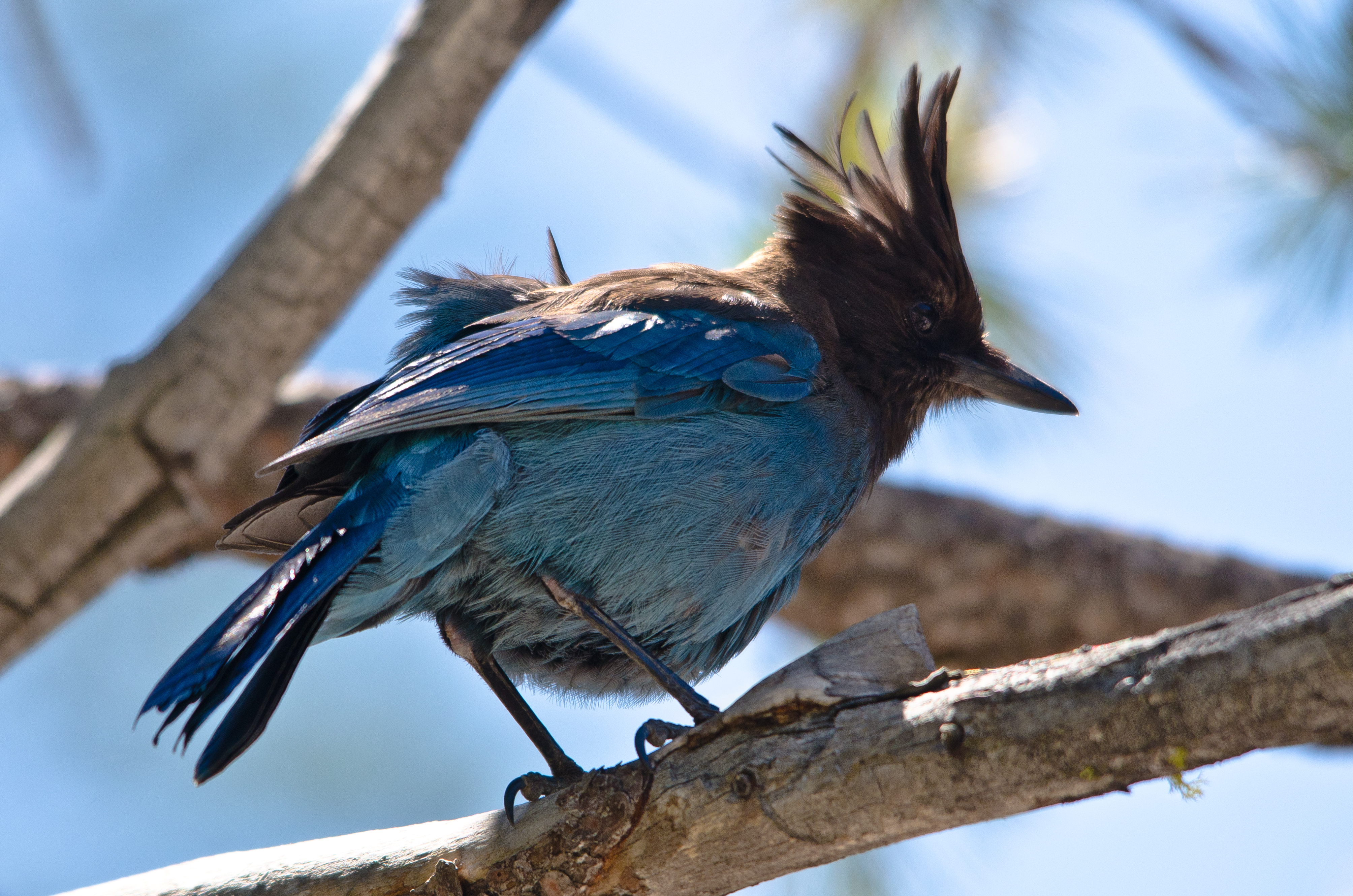
De Stellers gaai komt voor in de hoger gelegen naaldwouden.

De laagste gebieden liggen in de buurt van de westgrens van het park, bij El Portal. De vegetatie hier wordt de foothill-woodland zone genoemd en wordt getekend door een heet en droog klimaat in de zomer en weinig of geen sneeuw in de winter. Iets verder landinwaarts en hoger – in de lower montane forests vanaf 900 meter boven zeeniveau – is maandenlange sneeuw niet ongewoon. Hier vinden we gemengde naaldbossen met ponderosaden (Pinus ponderosa), suikerden (Pinus lambertiana), wierookceder (Calocedrus decurrens), Colorado-zilverspar (Abies concolor) en douglasspar (Pseudotsuga menziesii). Binnen deze vegetatiezone liggen Yosemite's bossen van mammoetboom of reuzensequoia (Sequoiadendron giganteum), meer bepaald de Mariposa, Merced en Tuolumne Groves. Ook de grote valleien, waaronder Yosemite Valley, liggen binnen deze vegetatiezone. De naaldbomen worden hier en daar afgewisseld door eikenbossen, meer bepaald Californische zwarte eik (Quercus kelloggii) en Quercus chrysolepis. Deze ecoregio herbergt vrij veel diersoorten door het redelijk zachte klimaat en de diversiteit aan milieus en plantensoorten. Typische diersoorten zijn Amerikaanse zwarte beer, rode lynx, poema, grijze vos, muildierhert, de koningsslang Lampropeltis zonata, de skink Plestiodon gilberti, witkopspecht, Amerikaanse boomkruiper, gevlekte bosuil en verschillende soorten vleermuizen. Zowel de bandstaartduif als de Californische eikelspecht verblijven het hele jaar door in de lagere gebieden van Yosemite, waaronder de Yosemite Valley.
In de upper montane forests worden de naaldwouden gedomineerd door rode zilverspar (Abies magnifica), Amerikaanse witte den (Pinus monticola), Jeffreyden (Pinus jeffreyi) en murrayanaden (Pinus contorta subsp. murrayana). Door de toenemende hoogte en de kleinere variëteit aan milieus leven er hier minder diersoorten. Mantelgrondeekhoorn, douglaseekhoorn, vismarter, Stellers gaai, heremietlijster en havik zijn soorten die hier aangetroffen worden. Tot de weinige reptielen die er voorkomen, behoren de rubberboa, de westelijke haagleguaan en de noordelijke alligatorhagedis.
In de subalpiene zone zijn de bomen schaarser en kleiner. Kleine bosjes wisselen open plekken af waar het graniet bloot ligt. Ook hier komt de murrayanaden voor, samen met asgrijze den (Pinus albicaulis) en Mertens' berghemlockspar (Tsuga mertensiana). Nog hoger in het gebergte zijn geen bomen en is het klimaat hard. Dieren zoals de Noord-Amerikaanse fluithaas, de geelbuikmarmot, de prairiehaas, de grijze notenkraker en de zwarte bergvink hebben zich evenwel aan deze omstandigheden aangepast. Ook het bedreigde Sierra Nevada-dikhoornschaap, een ondersoort van Ovis canadensis, verkiest deze boomloze alpiene omgeving als habitat. Tussen 1914 en 1986 was het dikhoornschaap verdwenen uit Yosemite. In 2014 werden dieren uit een grotere populatie in Inyo National Forest gevangen en in Yosemite en Sequoia National Park vrijgelaten, in een poging de populaties in deze grote natuurgebieden te versterken. In de winter van 2014-2015 werd de uiterst zeldzame Sierra Nevada-vos, een ondersoort van de gewone vos, voor het eerst in zo'n 100 jaar waargenomen binnen de grenzen van het park.
Aanwezig in zowat het hele park zijn coyotes. Op grotere hoogtes en in het oosten gaat het om de ondersoort bergcoyote (Canis latrans subsp. lestes), terwijl de Californische valleicoyote (C. l. subsp. ochropus) uitsluitend in het uiterste westen voorkomt.

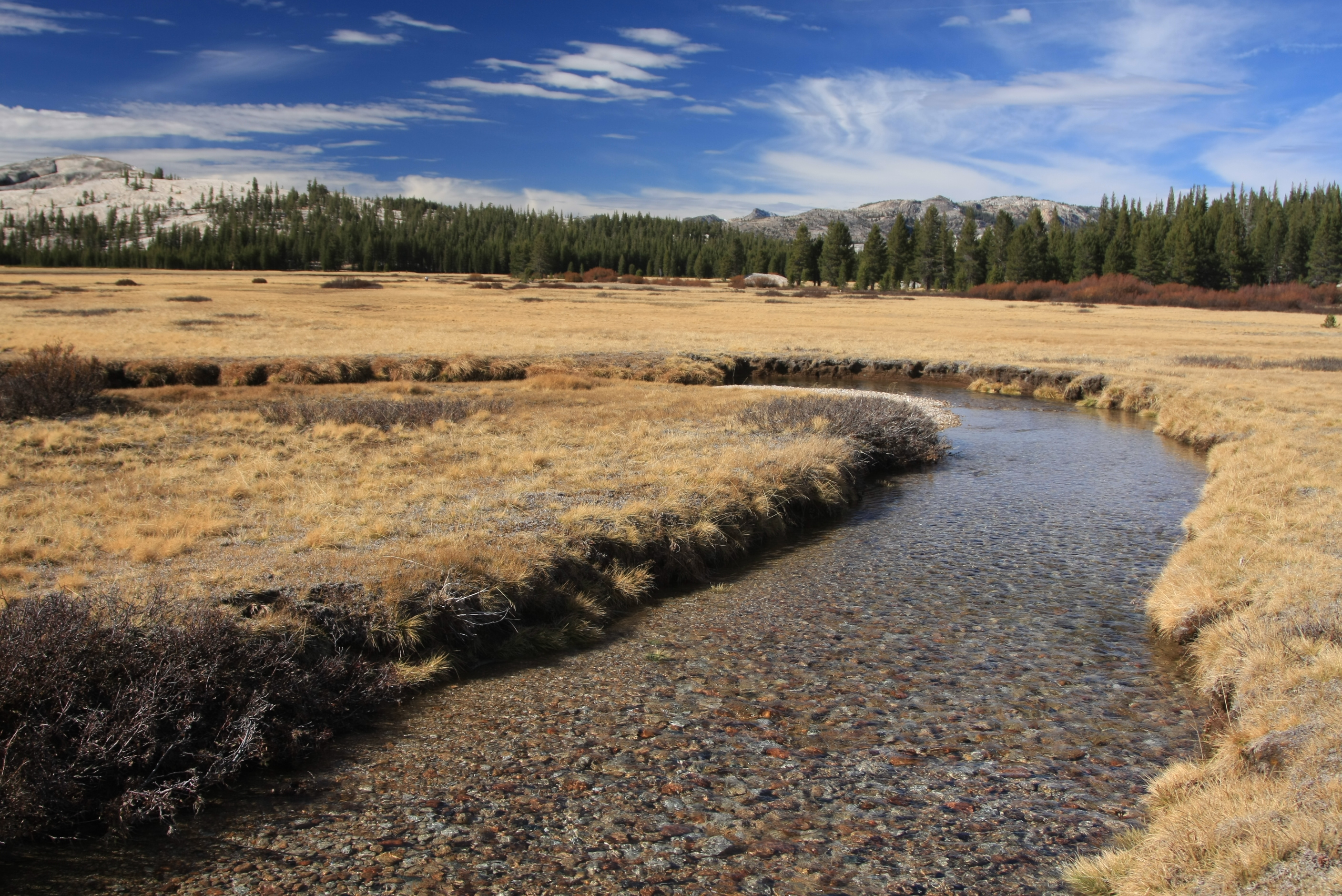
Een kronkelende stroom door de natte graslanden van de Tuolumne Meadows in de herfst

Op verschillende hoogtes in Yosemite National Park zijn meadows, open graslanden, vochtige draslanden en moerassige wetlands. Dieren komen er foerageren en maken gebruik van het stromende en stilstaande water. Roofdieren worden op hun beurt aangetrokken door de herbivoren. Ook de interactie tussen het woud en de graslanden is cruciaal: veel dieren zoeken de bosrand op voor bescherming wanneer zij in de meadows aan het foerageren zijn. Enkele soorten die erg afhankelijk zijn van de meadows in Yosemite zijn de laplanduil, wilgenfeetiran, stompstaarteekhoorn, verschillende soorten goffers en Anaxyrus canorus. Andere draslanden in Yosemite zijn te vinden langs de oevers van waterlopen.

### Natuurbeheer

#### Soortendiversiteit
Hoewel Yosemite over een grote variatie aan ongestoorde en waardevolle ecosystemen beschikt, kan de huidige stand van zaken in het park misleidend zijn. Populaties reageren vaak met een zekere vertraging op veranderende omstandigheden. Daarom is er behoefte aan constant toezicht en gericht natuurbeheer. Gewervelde soorten die sinds de eerste beschermingsmaatregelen lokaal uitgestorven zijn, zijn de bruine beer (meer bepaald de Californische grizzlybeer), de Californische condor en de Least Bell's Vireo. Verschillende andere dier- en plantensoorten worden met uitsterven bedreigd. Oorzaken zijn luchtvervuiling en klimaatverandering, maar ook branden, toerisme en de bouw van wegen en dammen in de Sierra Nevada. Meer dan dertig inheemse diersoorten worden beschermd op aanwijzing van ofwel de staat of de federale overheid. De lijst met plantensoorten die beschermd dienen te worden is nog meerdere malen langer.
Ook de komst van uitheemse soorten, exoten, draagt bij aan vermindering van de biodiversiteit in Yosemite. In het park zijn meer dan 200 uitheemse soorten gevonden en daar komen er jaarlijks ongeveer 10 bij. De eerste exoten kregen voet aan grond in de jaren 1850, toen Europese Amerikanen zich in de vallei vestigden. Galen Clark merkte al in de jaren 1890 op dat de inheemse grassen en bloemen in Yosemite Valley sterk in aantal afnamen. Ook nu nog brengen wandelaars en andere toeristen ongeweten exoten het park binnen. Een voorbeeld van een exoot met een lange geschiedenis is blazenroest (Cronartium ribicola), een schimmel die coniferen treft en die in 1910 per ongeluk in Brits-Columbia werd geïntroduceerd. Deze schimmel bereikte in de jaren 1920 Californië en heeft sindsdien veel schade toegebracht in Yosemite. Bestrijding gebeurt door planten uit het geslacht Ribes, die als drager van de schimmel fungeren, te verwijderen.
Sommige exoten hebben baat bij verstoringen, of dat nu door de mens veroorzaakte of natuurlijke zijn. Inheemse planten, waarvan de populatie soms al verzwakt is door habitatfragmentatie of klimaatverandering, worden in bepaalde gevallen weggeconcurreerd door exoten die zich agressief verbreiden. Op die manier – door plantengemeenschappen te wijzigen – kunnen exotische soorten hele ecosystemen verzwakken. Tien procent van de in Yosemite aanwezige exoten heeft nadelige effecten op het ecosysteem; op de bestrijding van die soorten richt de National Park Service zich. Invasieve plantensoorten met een hoge prioriteit zijn Carduus pycnocephalus, Centaurea maculosa, Centaurea solstitialis, Genista monspessulana, gestreepte witbol, peperkers, Rubus armeniacus, speerdistel en zwenkdravik. In 2008 is de Park Service begonnen met het toepassen van selectieve behandeling met de herbiciden glyfosaat en aminopyralide op plaatsen waar handmatige bestrijding onvoldoende bleek. Ook verschillende invasieve diersoorten zijn door de parkbeheerders geïdentificeerd als schadelijk; een bekend voorbeeld is de Amerikaanse brulkikker.

#### Beren

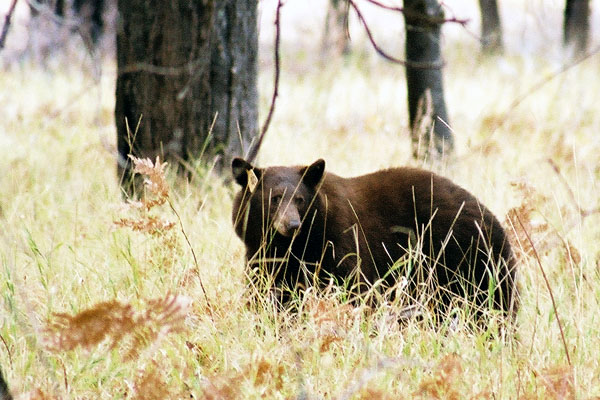
Een foeragerende, geoormerkte Amerikaanse zwarte beer in de Yosemite Valley

Een probleem van een heel andere aard is ontstaan door de interactie tussen de zwarte beren en de toeristen in het park. Enkele decennia geleden stonden de beren van Yosemite erom bekend op zoek te gaan naar voedsel in geparkeerde auto's en op kampeerterreinen. Toeristen lokten de beren zelfs naar afvalcontainers, waar zij de dieren dan fotografeerden. Dit leidde tot gevaarlijke situaties. Tegenwoordig is de aanpak ten opzichte van de beren volledig veranderd. De parkbeheerders proberen te voorkomen dat de beren gewend raken aan menselijk eten en adviseren bezoekers van Yosemite confrontaties met wilde beren te vermijden. Afvalcontainers in het park zijn nu bear-proof en op de kampeerterreinen worden veilige, voor beren niet te openen lockers aangeboden om etenswaren in op te slaan. Om de beren af te leren om het contact op te zoeken met mensen schrikt men de beren af met rubberen kogels. Zo associëren de beren de toeristen met iets negatiefs en houden ze afstand. Verder wijst het park de toeristen erop dat te snel rijden gevaar oplevert voor de beren. In september 2014 kondigde het park aan dat het de berenpopulatie met GPS-trackers zou opvolgen.

#### Bosbranden en brandbeheer

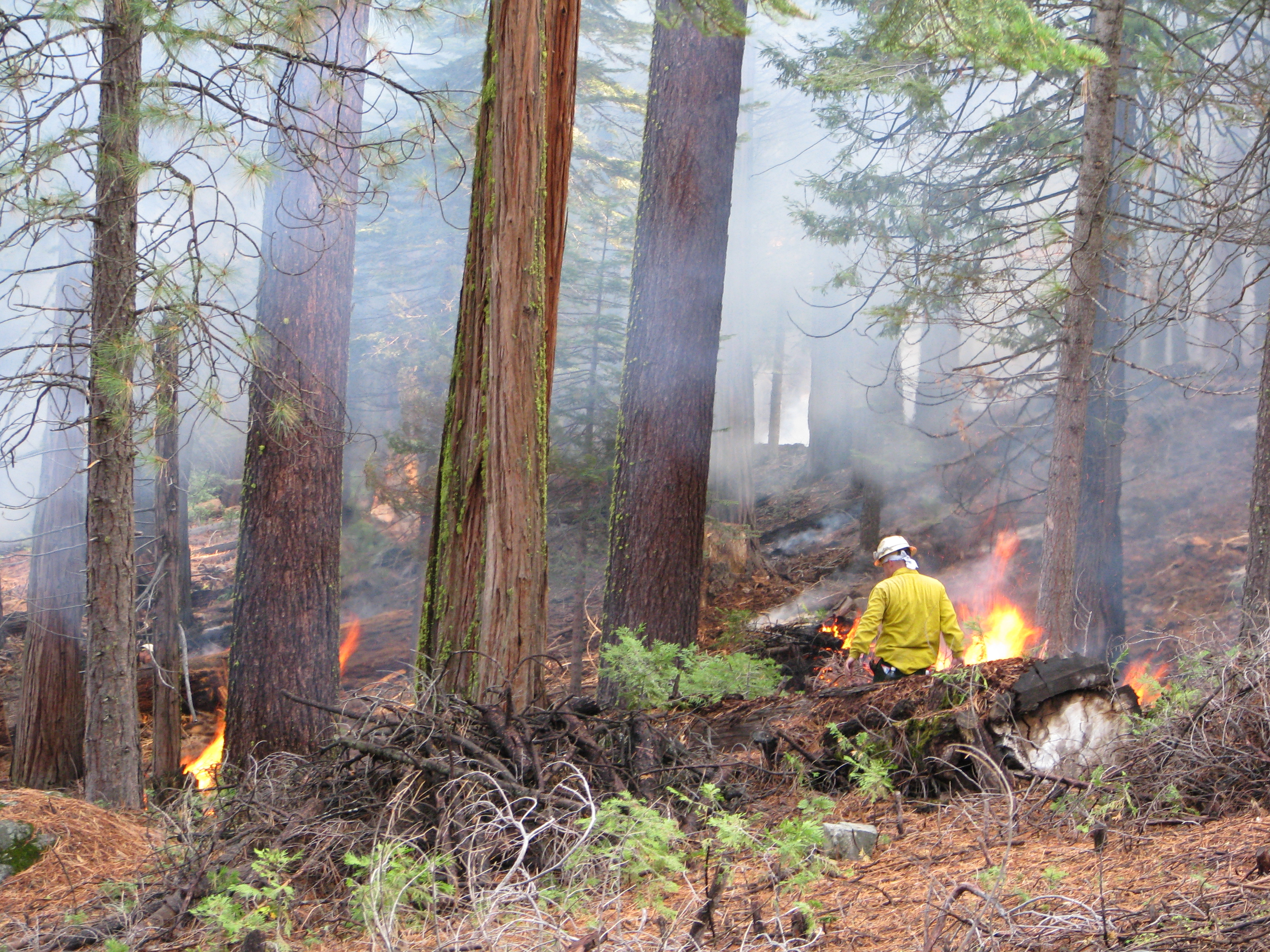
Een brandweerman aan het werk tijdens een beheerbrand

Een ander aspect van het natuurbeheer in Yosemite zijn natuurbranden en beheerbranden.
De inheemse bevolking was afhankelijk van de graslanden en eikenbossen in Yosemite Valley voor voedsel, medicijnen, materialen en beschutting. Ze ontstak periodieke bosbranden om de gewenste natuurtypes te behouden. Bij de komst van Europese kolonisten in de Yosemite Valley in de jaren 1850 werd het brandbeheer stopgezet. Tot de jaren 1970 was brandonderdrukking het officiële beleid. Ten gevolge daarvan zijn de open bossen vervangen door dichtbegroeide wouden met een andere samenstelling. Minder en kleinere open plekken, een afname in de kruid- en struiklaag en met verbossing bedreigde graslanden waren de resultaten. Het gebrek aan natuurlijke bosbranden heeft er ook voor gezorgd dat er een grote hoeveelheden houtig afval ligt, wat het risico op grote en gevaarlijke bosbranden vergroot.
Sinds de laatste decennia voert de National Park Service een ander beleid. Er worden drie middelen gebruikt om weer tot de natuurlijke brandcyclus van Yosemite te komen: beheerbrand, uitdunnen van brandbaar materiaal en echte natuurbranden. Beheerbranden worden ontstoken onder specifieke omstandigheden, meestal in het westen van het park op plekken waar ongecontroleerde branden te gevaarlijk zijn en waar verwijdering van brandbare houtstapels nodig is en/of ecologisch herstel dit vraagt. In alle gebieden buiten het uiterste westen, zuidwesten, de Yosemite Valley en Tuolumne Meadows worden natuurbranden – ontstaan door bijvoorbeeld blikseminslag – beheerd in plaats van onderdrukt, om open milieus te herstellen of om het risico van enorme, ongecontroleerde bosbranden in de toekomst in te perken.

## Toerisme

### Bezoekersaantallen

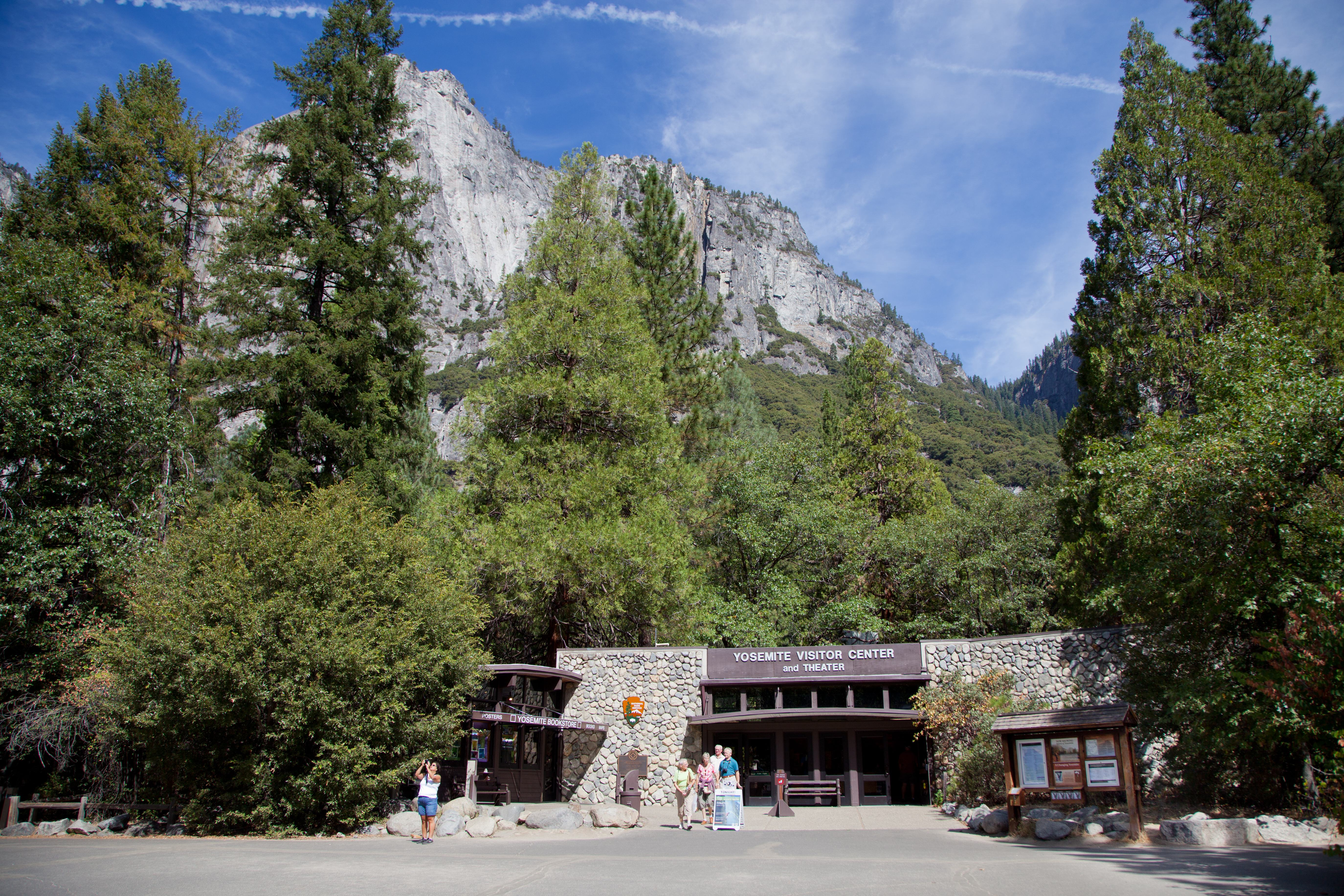
Een bezoekerscentrum in Yosemite Village

In 2022 bezochten 3,7 miljoen mensen het Yosemite National Park, waarmee het het 6e meest bezochte nationale park in de Verenigde Staten is. Bezoekersaantallen schommelden al vele jaren rond de vier à vijf miljoen, met een piek in 2016, toen er uitzonderlijk 5,2 miljoen bezoekers werden geteld. In 2020 viel het bezoekersaantal terug tot 2,3 miljoen door de coronapandemie, waardoor het park tijdelijk werd afgesloten en de toegang later werd beperkt. In 2021 en 2022 stegen de bezoekersaantallen opnieuw, maar behaalden ze het peil vóór de pandemie nog niet.
Een bevraging gedurende een week in juli 2009 wees uit dat een kwart van de bezoekers uit het buitenland kwam. 57% van de toeristen bezocht Yosemite voor de eerste keer. Wie in het park overnachtte bleef er gemiddeld 57 uur.
De meeste toeristen bezoeken Yosemite in de zomermaanden, wanneer de Tioga Road (SR 120) naar de Tuolumne Meadows en de oostelijke parkingang sneeuwvrij is en Glacier Point Road open is. Uit gegevens verzameld tussen 1985 en 2007 blijkt dat Yosemite in augustus de meeste toeristen ontvangt. Gemiddeld komen er dan zo'n 590.000 bezoekers ofwel 17% van alle bezoekers in een jaar. Daarna volgen qua drukte juli, juni en september. In januari ontvangt Yosemite het kleinste aantal, gemiddeld ongeveer 104.000 toeristen. In de wintermaanden blijven zowel de Yosemite Valley als Wawona met de Mariposa Grove toegankelijk voor voertuigen. Tussen midden december en begin april wordt Glacier Point Road open gehouden tot aan Badger Pass Ski Area, een klein wintersportgebied. Het winterseizoen in Yosemite loopt van november tot april of zelfs mei. Veel lentebloei is in Yosemite pas na mei volkomen en de watervallen zijn het krachtigst voor de komst van de droge zomer.
Nadat een overstroming van de Merced River in 1997 veel schade had aangericht aan bezoekersfaciliteiten, heeft de National Park Service verschillende voorstellen gedaan om het toerisme in Yosemite anders te reguleren. Het Merced River Plan dat in 2014 werd voltooid verandert echter weinig aan de situatie in de drukke vallei; het maximaal aantal bezoekers wordt begrensd, maar toeristische faciliteiten worden niet ingeperkt of zelfs uitgebreid.

### Bezienswaardigheden en voorzieningen
De populairste activiteiten in het hele park zijn ongetwijfeld bezichtigen, fotograferen en wandelen; dat laatste al dan niet al rondtrekkend met de rugzak. Op bepaalde plaatsen kunnen bezoekers ook fietsen, paardrijden, watersporten, hengelen en aan berg- en klimsport doen.

#### Yosemite Valley

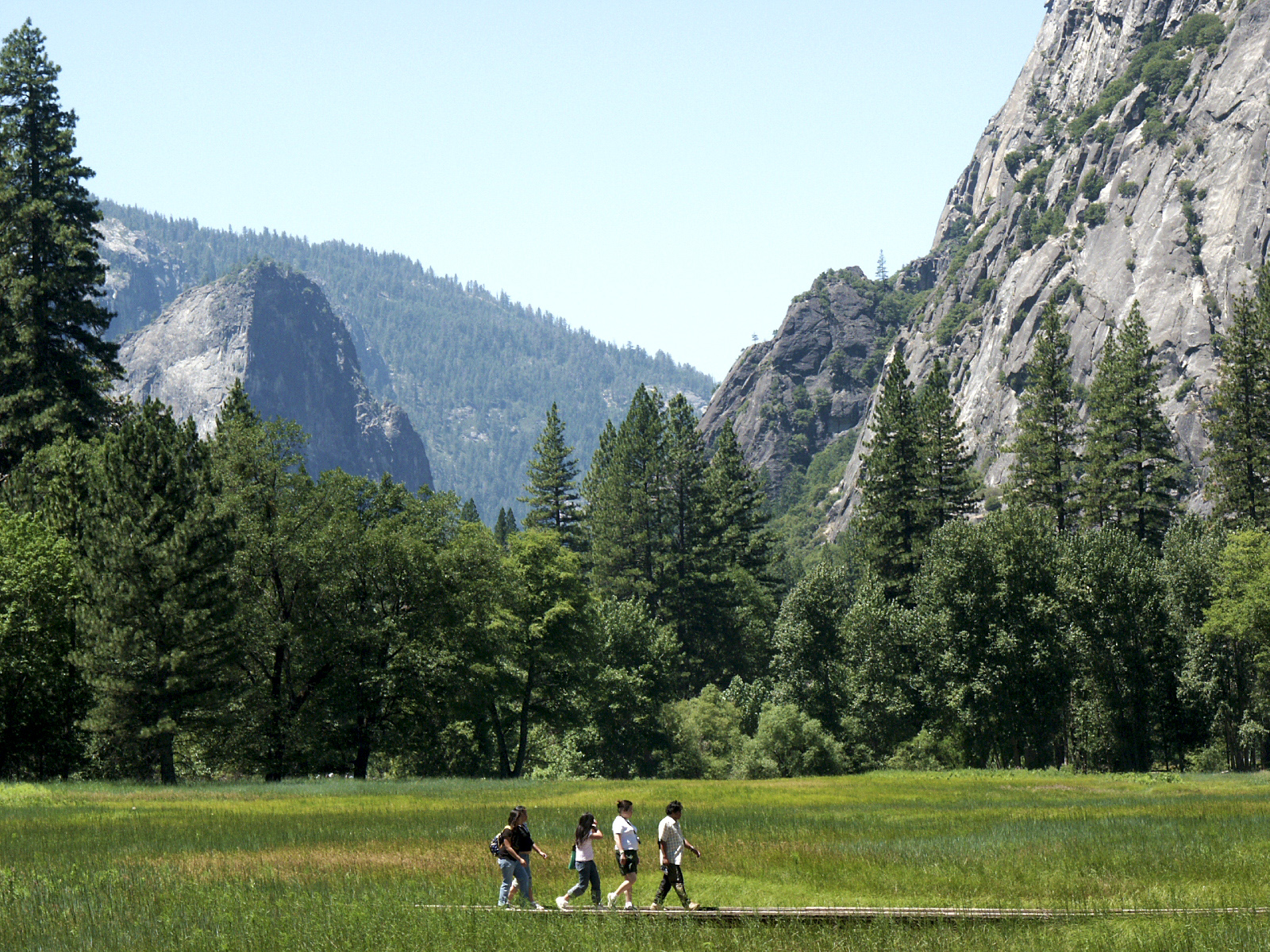
Toeristen op stap naar een van de bezienswaardigheden in de Yosemite Valley

De Yosemite Valley is het meest bezochte deel van het nationaal park. Tot de bezienswaardigheden in de vallei behoren de rotsformaties Half Dome, El Capitan, Sentinel Rock, Cathedral Rocks, Three Brothers, North Dome en de Royal Arches. Er zijn watervallen, waaronder de Yosemite Falls, Bridalveil Fall, Horsetail Fall, Lehamite Falls, Sentinel Fall, Ribbon Fall, Royal Arch Cascade, Silver Strand Falls, Snow Creek Falls en Staircase Falls. In het oosten van de vallei begint een kort maar erg populair wandelpad, Mist Trail, naar de Vernal en Nevada Falls. Vanuit de vallei lopen uitgestippelde dagwandelingen, onder andere naar de voet van watervallen en de hoger gelegen rotsen. De Valley is de enige plaats waar gefietst kan worden; er zijn 19 km aan fietspaden en twee fietsverhuurpunten.

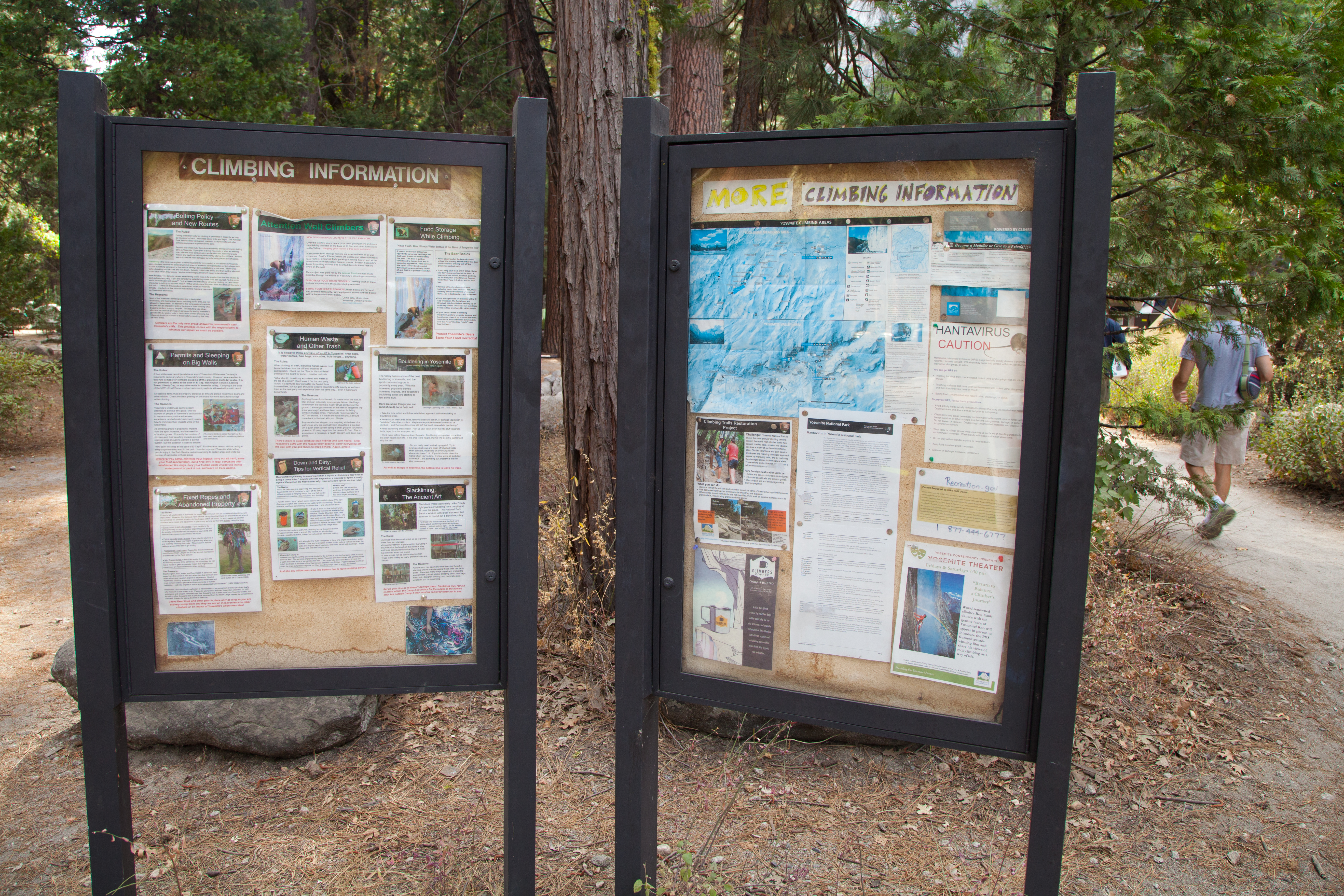
Informatieborden voor bergbeklimmers op kampeerterrein Camp 4

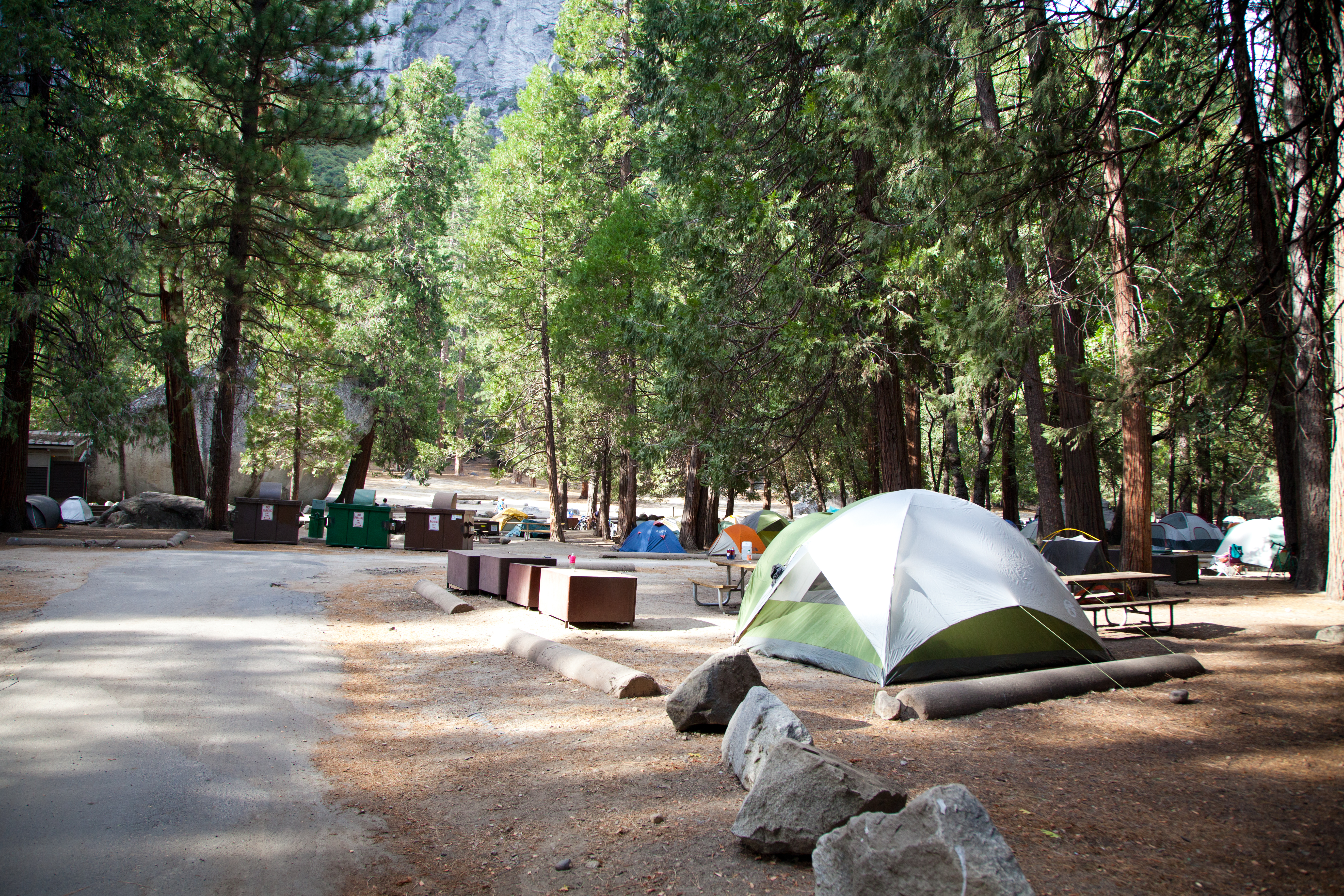
Kamperen in Camp 4

Yosemite Village is het administratieve en toeristische hart van het park. De vallei telt zo'n 1000 permanente bewoners, vooral personeel. In de zomermaanden kan het er erg druk zijn en zijn de parkeerplaatsen vaak bezet tegen 9 uur 's ochtends. Toeristen kunnen er verblijven in een van de grote hotels, de Yosemite Valley Lodge of het historische Ahwahnee Hotel. Daarnaast zijn er vier kampeerterreinen en twee tentenkampen, Curry Village en Housekeeping Camp. In de winter is er een ijsbaan in Curry Village. Er zijn een tiental eetgelegenheden. Voor historische, natuurhistorische en praktische informatie kunnen bezoekers terecht in het Valley Visitor Center, het Wilderness Center, het Yosemite Museum, de LeConte Memorial Lodge (Yosemite Conservation Heritage Center) en het Art and Nature Center bij Happy Isles. Andere historische bouwwerken in de vallei zijn de Yosemite Valley Chapel en de Rangers' Club.

#### Glacier Point

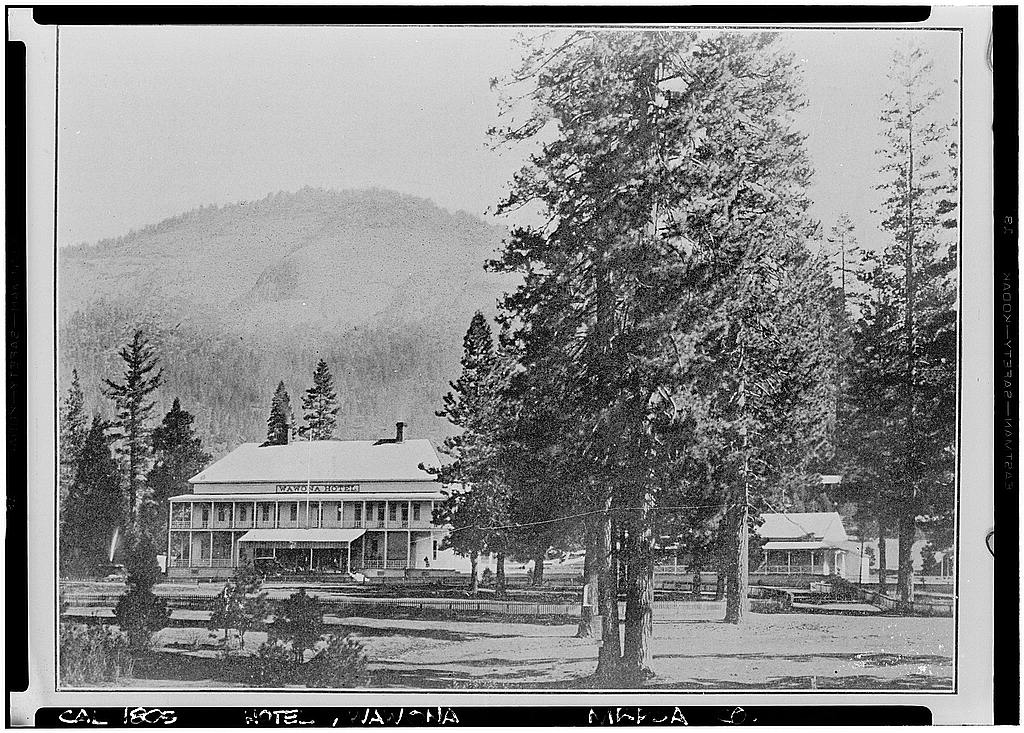
Het historische Wawona Hotel in Wawona op een foto uit 1903

Een populair uitkijkpunt is Tunnel View, bij de Wawona Tunnel aan de westelijke vallei-ingang. Minstens even bekend is Glacier Point, ten zuiden van de Valley, dat hoog boven de vallei uitsteekt en een groots uitzicht biedt over de Yosemite Falls, Half Dome, Vernal Fall, Nevada Fall en Clouds Rest. Aan de weg die naar dit uitkijkpunt leidt, ligt de Badger Pass Ski Area, een klein wintersportgebied, en het Bridalveil Creek-kampeerterrein. 's Winters is de weg voorbij het skigebied gesloten en kan Glacier Point alleen langlaufend of met sneeuwschoenen bereikt worden. Het eigenlijk bijna acht kilometer lange Four Mile Trail, dat de vallei met Glacier Point verbindt, wordt in de wintermaanden ook afgesloten omdat het door ijs en sneeuw te gevaarlijk is. Een alternatief is het langere Panorama Trail, dat Glacier Point vanuit het oosten benadert. Glacier Point wordt door de Park Service aangeprezen als een prima plaats om 's zomers sterren te kijken.

#### Wawona en de Mariposa Grove
In het zuidwesten van het park is er een concentratie bezienswaardigheden rond het gehucht Wawona. Hier bevinden zich het historische Wawona Hotel, het Pioneer Yosemite History Center en verschillende faciliteiten voor toeristen, zoals een bezoekerscentrum, een postkantoor, een golfbaan en enkele winkels. Ten noordwesten van Wawona ligt een kampeerplaats. Ten noordoosten ligt het gehucht North Wawona, waar het jaar door zo'n 160 mensen wonen en waar een lagere school, een bibliotheek, een winkel en verschillende logies zijn. Ten zuiden van Wawona, tegen de parkgrens, vormt Mariposa Grove een van de grootste en beroemdste groeiplaatsen van reuzensequoia's. De Grizzly Giant is de oudste boom in het bos. Door het bos lopen wandelpaden en tot in 2014 reed er een toeristisch 'treintje', een reeks karretjes getrokken door een gemotoriseerd voertuig. Tussen 2015 en 2018 ging de Mariposa Grove dicht voor bezoekers en werd er 40 miljoen dollar geïnvesteerd in nieuwe faciliteiten, natuurherstel en het weghalen van landschapsverstorende elementen.

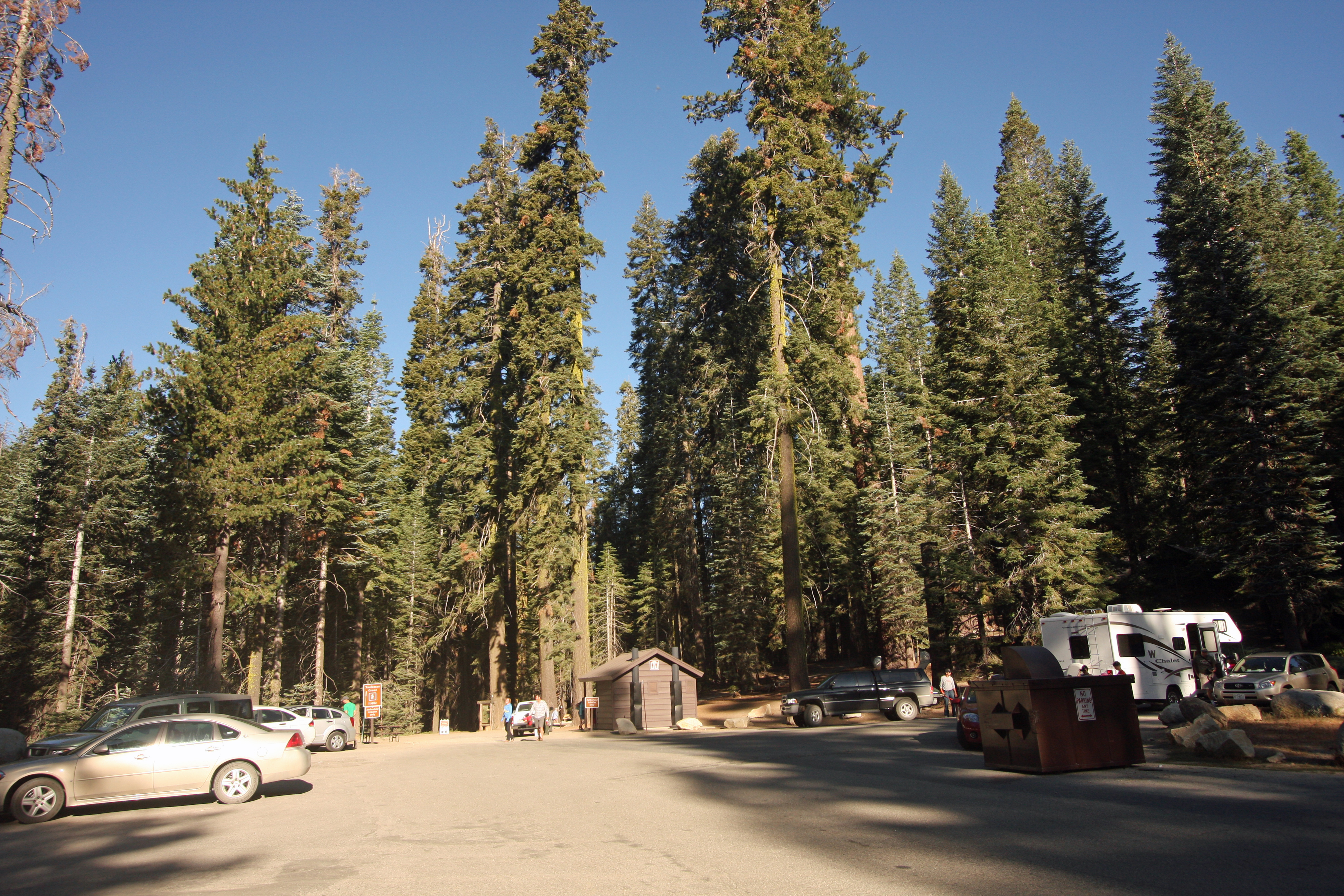
Een klein parkeerterrein aan Tioga Road nabij Crane Flat. Van hieruit vertrekt de wandeling naar de Tuolumne Grove.

#### Crane Flat en Hetch Hetchy
In het uiterste westen, aan SR 120, ligt Crane Flat. Zowel de Merced als de Tuolumne Groves met reuzensequoia's zijn uitsluitend te voet te bereiken. Er zijn een kampeerterrein en tankstation in Crane Flat. Meer oostwaarts ligt de Tamarack Flat-campground. Verder noordwestwaarts, aan de Oak Flat-parkingang, is er nog een kampeerterrein en een informatiestand. Eveneens aan Yosemite's westelijke grens, maar noordelijker, ligt Hetch Hetchy, de vallei die begin 20e eeuw onder water is gezet. Bij het stuwmeer starten verschillende minder bekende wandelpaden door vrijwel ongerepte natuur. Aangezien deze zone wildernisgebied is, kan er alleen worden gekampeerd met een vergunning.

#### Tioga Road, Tuolumne Meadows en het hooggebergte
Er loopt slechts een autoweg van west naar oost door het park en dat is de Tioga Road (SR 120). De weg opent doorgaans eind mei en sluit (door sneeuwval) meestal in november. De 63 kilometer tussen Crane Flat en de Tuolumne Meadows gaan door bossen en langs gras- en draslanden, meren en granieten rotsen, met verschillende uitkijkpunten. Langs de weg liggen de natuurkampeerterreinen White Wolf, Yosemite Creek en Porcupine Flat. Ook Tenaya Lake, bekend om de weerspiegeling van de granieten rotsen in het wateroppervlak, vormt een populaire stopplaats langs de Tioga Road.

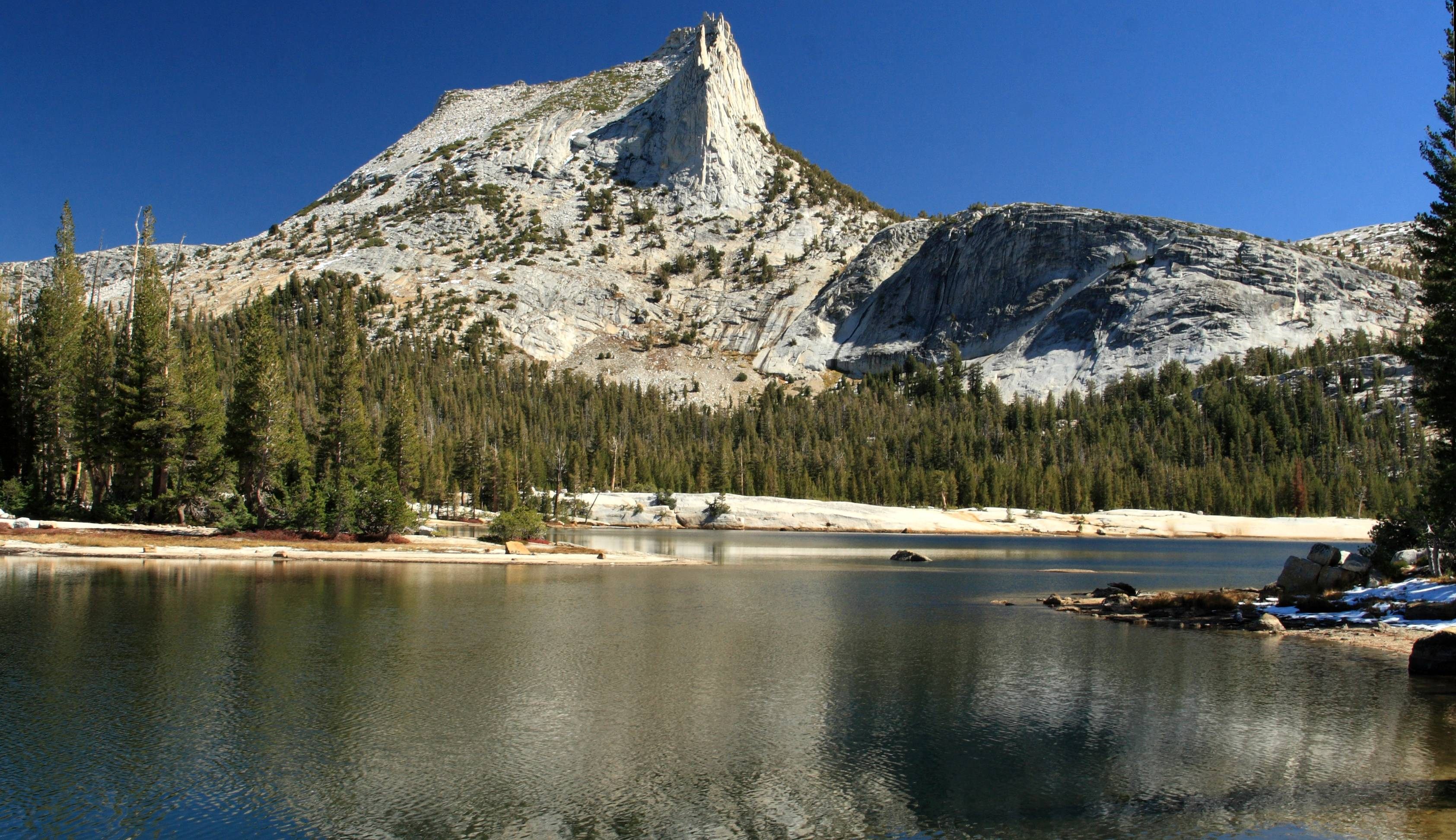
Lower Cathedral Lake ligt in een bekken dat lang geleden is uitgesleten door gletsjers. In de achtergrond rijst Cathedral Peak boven het landschap uit.

De Tuolumne Meadows, een grote subalpiene, natte grasvlakte, behoren tot de belangrijkste bezienswaardigheden in het park buiten de Yosemite Valley. Het gebied staat bekend om de uitgebreide mogelijkheden om aan bergklimmen te doen. Zo staat de erg spitse Cathedral Peak ten zuidwesten van de Tuolumne Meadows en ten noordoosten van Tenaya Lake. Verder zijn er aan de Meadows een bezoekerscentrum, een restaurant, een kampeerterrein en verschillende andere voorzieningen. Van hieruit lopen meerdere paden door de wildernis, waaronder ook de bekende langeafstandspaden Pacific Crest Trail en John Muir Trail. Ze lopen door de High Sierra, een gebied dat geheel onbereikbaar is voor gemotoriseerde toeristen. Er zijn vijf wilderniskampeerterreinen in het hooggebergte, de zogenaamde High Sierra Camps; ze zijn alleen te voet of te paard te bereiken.

### Klimsport
Yosemite is een van 's werelds beroemdste plekken om aan klimsport te doen. In de 19e eeuw beklom John Muir Cathedral Peak en George Anderson Half Dome. Sinds 1957 is ook de steile bergwand beklommen, en later zelfs solo en zonder hulpmiddelen. El Capitan had oorspronkelijk de naam onbeklimbaar te zijn, maar geldt nu als de standaard voor big-wall climbing. De bekendste route naar boven, The Nose, werd in 1958 voor het eerst afgelegd. De eerste solobeklimming dateert van 1969. In de jaren 60 en 70 zochten klimmers tal van andere routes, zoals de Salathé Wall. In 2017 werd Alex Honnold de eerste die El Capitan vrij en solo beklom, en dat in minder dan vier uur tijd, langs de Freerider-route.

### Bereikbaarheid en plaatselijk vervoer

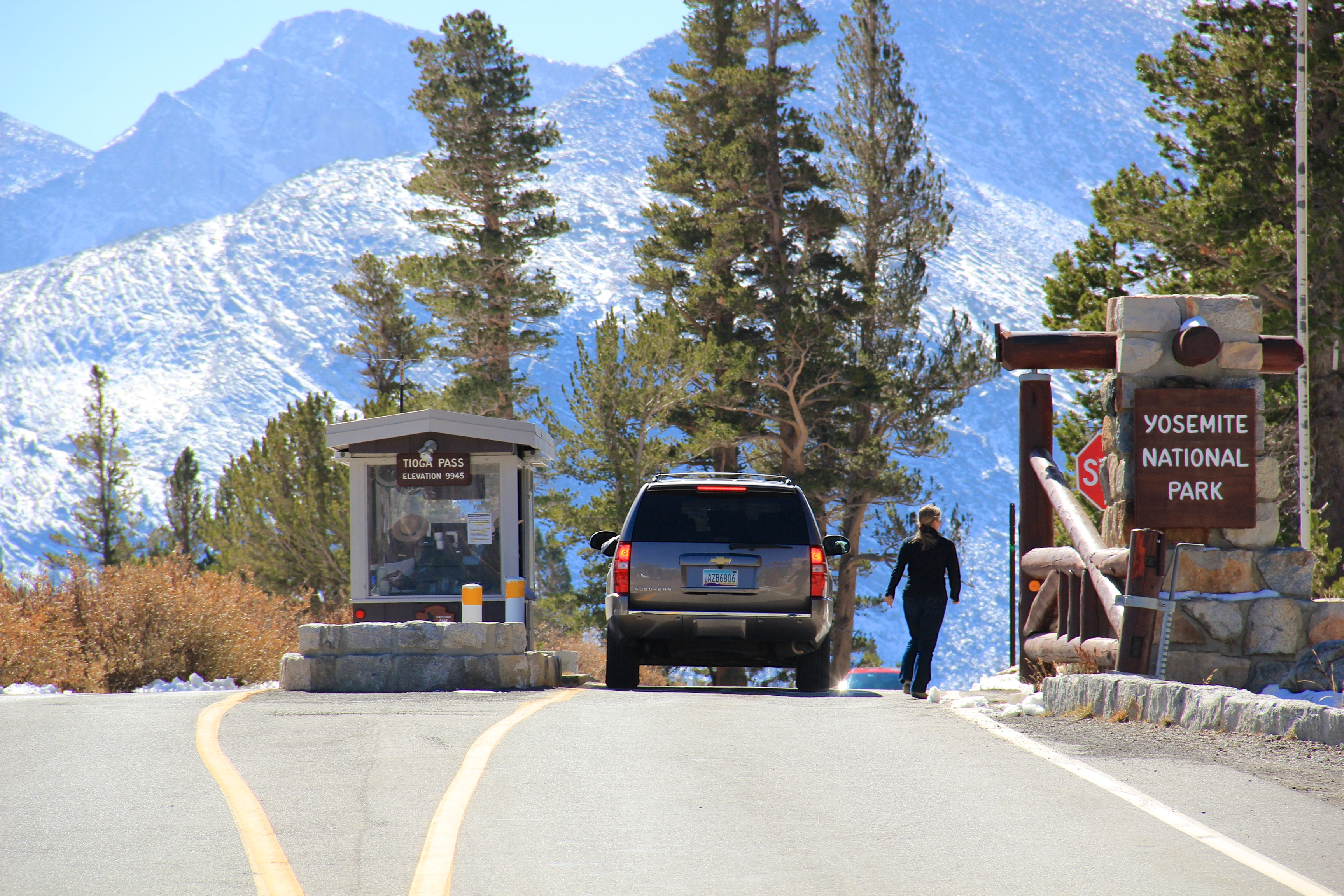
De Tioga Pass Entrance is de oostelijke toegangspoort. De bergpas is enkel toegankelijk in de zomer.

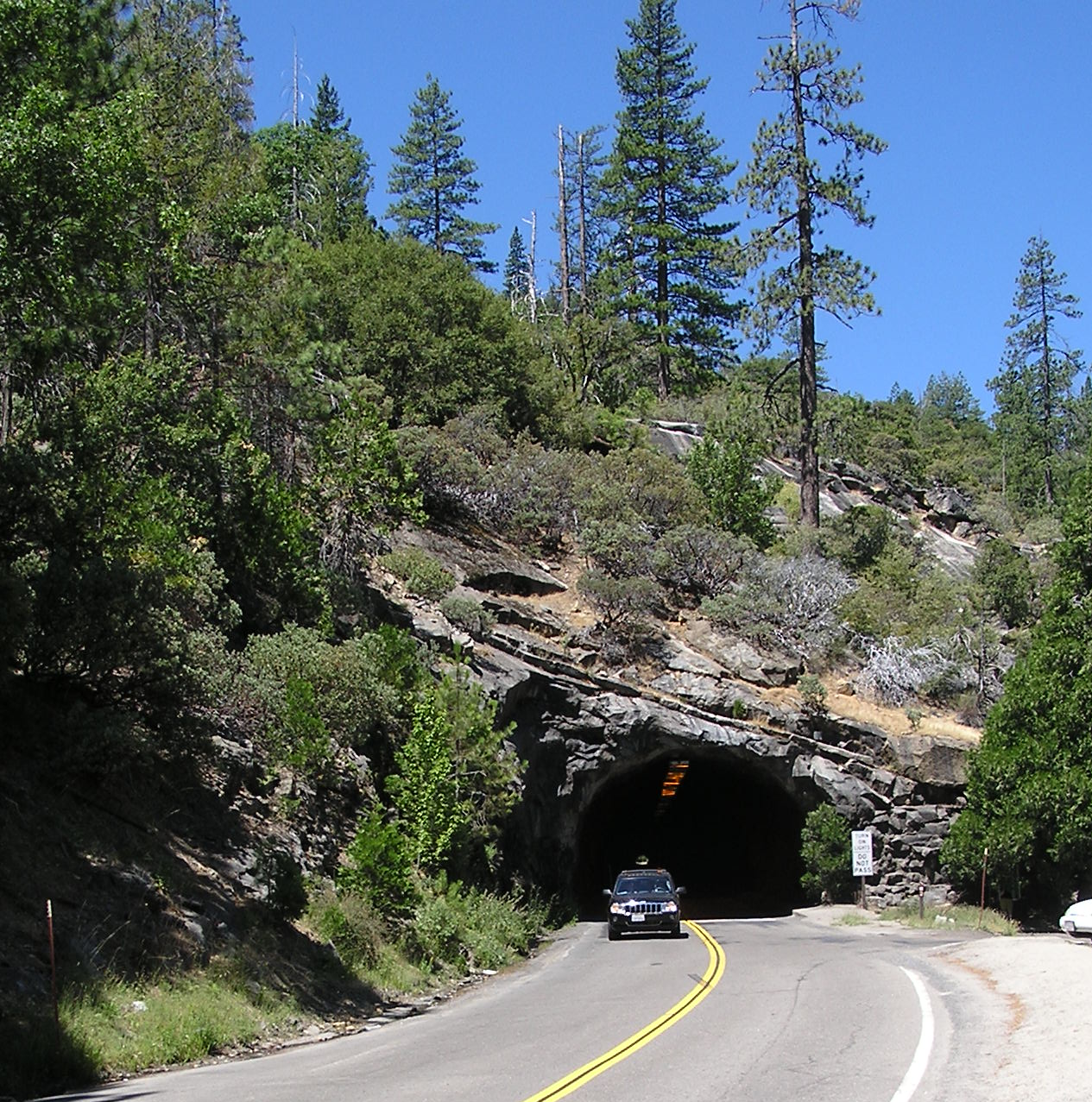
De SR 41 komt Yosemite Valley binnen door de Wawona Tunnel.

Yosemite National Park is het hele jaar vanuit het westen bereikbaar met de auto of touringcar. De drie toegangswegen zijn California State Route 120, 140 en 41. De SR 120 loopt van west naar oost door het park, maar is 's winters gesloten.
Wie vanuit de San Francisco Bay Area komt, waar meerdere grote luchthavens zijn, neemt de I-580, I-205 en SR 120. Vanuit Sacramento of de Sacramento Valley is het zo'n 4 uur rijden over SR 99 en SR 120. De weg vanuit Reno (Nevada) of Tahoe gaat 's zomers via U.S. 395 tot in Lee Vining en vandaar westwaarts over SR 120. 's Winters, wanneer die laatste weg gesloten is, moeten reizigers de veel noordelijker gelegen I-80 of U.S. 50 nemen om in Sacramento te geraken en vandaar de westelijke ingang van het park te bereiken. De toegangsweg vanuit het zuidoosten, bijvoorbeeld uit Las Vegas, is de U.S. 95 tot in Tonopah, gevolgd door de U.S. 6 en SR 120 in westelijke richting. In de wintermaanden moet men omrijden via Barstow en Bakersfield. Wie uit Zuid-Californië komt, kan de I-5 of SR 99 nemen door de Central Valley en in Fresno overschakelen op de SR 41 naar Wawona. Reistijden met de auto bedragen 4 uur vanuit Sacramento; 4 à 5 uur vanuit de Bay Area; 5 uur vanuit Tahoe of Reno in de zomer; 8 uur vanuit Las Vegas in de zomer, 8 à 10 uur in de winter; zo'n 6 uur vanuit Los Angeles en grofweg 8 uur vanuit San Diego. Naast de grote luchthavens van San Francisco, Oakland, San Jose, Sacramento en Reno/Tahoe, zijn er drie kleinere vliegvelden in de omgeving van Yosemite: Fresno Yosemite International Airport in Fresno, Merced Regional Airport in Merced en Modesto City-County Airport in Modesto. Mammoth Yosemite Airport nabij het wintersportoord Mammoth Lakes verschaft eveneens toegang tot het park, zij het via de oostelijke toegangsweg.
Openbaar vervoer in de landelijke regio wordt aangeboden door Yosemite Area Regional Transportation System (YARTS). Er is een vaste lijn tussen Merced en Yosemite Valley. In de zomer rijden er ook bussen van en naar Fresno, Mammoth Lakes en Sonora. Treinreizigers kunnen in Merced afstappen van de San Joaquins en een YARTS-bus naar Yosemite nemen. De Park Service biedt zelf gratis shuttles aan in de Yosemite Valley, met haltes aan alle horecazaken, winkels en bezienswaardigheden. Er is ook een shuttle van het Mariposa Grove-parkeerterrein naar het bos. In de wintermaanden voert een shuttle skiërs van de Yosemite Valley naar Badger Pass. De concessiehouder van het park verzorgt daarnaast verschillende verbindingen met touringcars.

## Kunst en cultuur
|                                                                                          |  |                                                                           |
| Galen Clark poseert voor George Fiske op een overhangende rots aan Glacier Point (1910). |  | Portret van Ansel Adams (ca. 1950), fotograaf van het Amerikaanse Westen. |

Yosemite is een plaats die in zekere zin betekenis krijgt door de foto's en afbeeldingen ervan. Veel bezoekers hebben voor ze het park bezoeken al foto's of schilderijen gezien van de rotsen en watervallen van Yosemite Valley; die beelden vormen het kader waardoor bezoekers het park waarnemen. De geschiedenis hiervan begint bij Thomas Ayres, die de vallei als eerste kunstenaar bezocht. Artiesten als Ansel Adams, Albert Bierstadt, Kenneth Callahan, George Fiske, Thomas Hill, Thomas Moran, Eadweard Muybridge, Carleton Watkins en Charles Leander Weed stapten in Ayres' voetsporen. Romantische landschapschilders zoals Bierstadt en Hill in de 19e eeuw benadrukten het sublieme karakter van de vallei, soms uitvergroot en overdreven, soms meer waarheidsgetrouw. Ze verheerlijkten de 'wilde' natuur. Hoewel latere fotografen diezelfde aspecten wilden weergeven – het sublieme, contrast, desolaatheid – zorgt het medium hier voor meer realisme. Zeer invloedrijk was de fotograaf Ansel Adams, bekend om zijn zwart-witbeelden van het Amerikaanse Westen. Hoewel zijn bekendste werk elders is ontstaan, ligt de basis van zijn loopbaan in Yosemite, dat hij in 1916 bezocht. Kunst en fotografie hebben bijgedragen aan de popularisering van verschillende plaatsen, maar dat geldt in het bijzonder voor Yosemite. Yosemite dankt zijn erkenning als staatspark en daarna nationaal park waarschijnlijk zelfs in grote mate aan haar kunstzinnige bewonderaars: dankzij artiesten als Weed en Watkins werden de iconische rotsen van Yosemite wereldberoemd en werd de roep om bescherming groter.
Yosemite wordt al lange tijd als een kunstwerk op zich beschouwd. John Muir omschreef de vallei, toen hij hier in de jaren 1860 voor het eerst kwam, als een beeldhouwwerk, door gletsjers gebeeldhouwd. Zowel predikant Thomas Starr King als John Muir zagen het geologische landschap in Yosemite bovendien als een manuscript, als een openbaring van de Natuur/God.
Enkele speelfilms die in Yosemite gefilmd werden, zijn The Dragon Painter (1919), Smouldering Fires (1925), The Easiest Way (1931), Thrill of a Romance (1945), The Caine Mutiny (1954), The Long, Long Trailer (1954), Forever, Darling (1956), 36 Hours (1965; gefilmd aan het Wawona Hotel), The Eiger Sanction (1975), Indiana Jones and the Temple of Doom (1984), Star Trek V: The Final Frontier (1989), The Giant of Thunder Mountain (1991), Maverick (1994) en Small Soldiers (1998). Tot de documentairefilms die over Yosemite zijn gemaakt, behoren David Attenboroughs Great Natural Wonders of the World (2002), The National Parks: America's Best Idea (2009) en Samsara (2011), alsook Wall Rats (2006), Am Limit (2007), Wampler's Ascent (2013), Valley Uprising (2014), The Dawn Wall (2017) en Free Solo (2018), alle zes over klimsport.

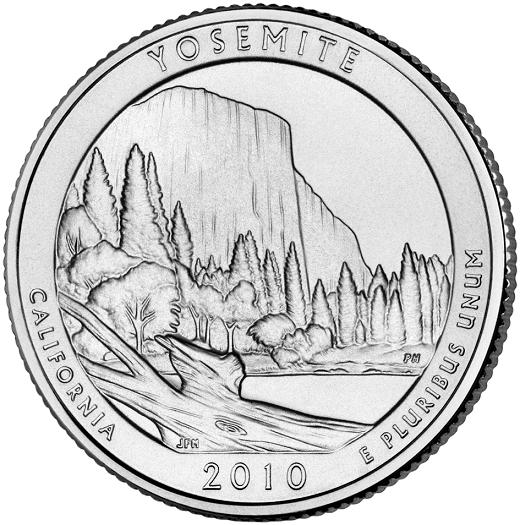
Het Yosemite-kwartje uit de America the Beautiful Quarters-serie

In 2005 werd in het teken van een reeks dollarkwartjes voor iedere Amerikaanse staat een munt uitgegeven voor Californië met daarop John Muir, een Californische condor, een mammoetboom en Half Dome, met het onderschrift "Yosemite Valley". Dat kunstje werd vijf jaar later nog eens herhaald voor de America the Beautiful Quarters-reeks, waarin telkens één natuurgebied of monument wordt uitgelicht. In Californië werd opnieuw voor Yosemite gekozen, deze keer met de Yosemite Valley en El Capitan. De bezienswaardigheden van Yosemite hebben ook een aantal keer op postzegels gestaan. El Capitan en de vallei verschenen in 1934 voor het eerst op een groene postzegel van 1 dollarcent. In 1988 bracht de United States Postal Service een zegel van 25 cent uit met daarop Half Dome en de bedding van de Merced. Yosemite en John Muir verschenen in 1998 op een zegel van 32 cent. Een winters landschap in de Yosemite Valley werd in 2006 in kleur op een postzegel van 84 cent afgebeeld en datzelfde jaar verscheen er een zegel van 39 cent met daarop de Yosemite-waterval. In 2008 kwam er een uit met daarop een atmosferisch schilderij van Albert Bierstadt van de vallei.
In de jaren 2010 noemden het computerbedrijf Apple verschillende versies van haar besturingssysteem OS X naar Yosemite. Versie 10.10 heette Yosemite (2014) en 10.11 El Capitan (2015), daarna ging men over op Sierra (2016) en High Sierra (2017).